# Urbanismo de Barcelona

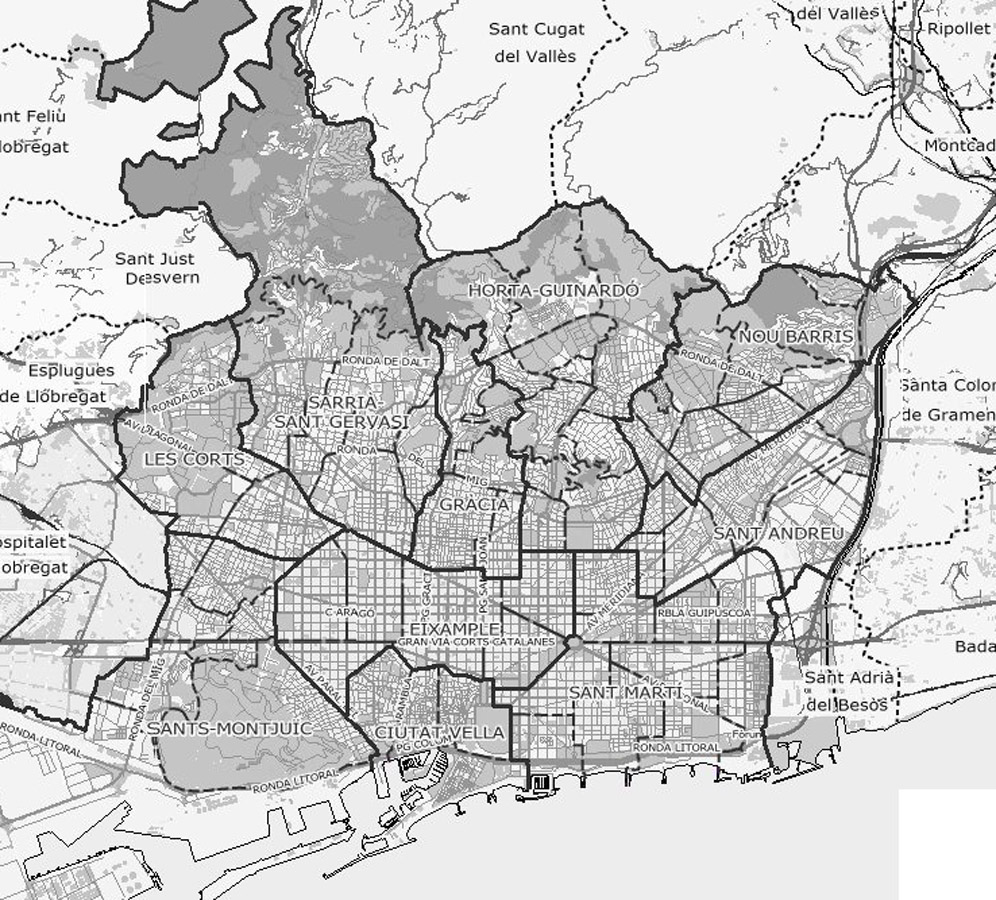
Plano de Barcelona

Mapa de Barcelona y su área metropolitana

El urbanismo de Barcelona se desarrolló conforme a los cambios históricos y territoriales de la ciudad, y en consonancia con otros factores definitorios del espacio público, como la arquitectura, las infraestructuras urbanas y la adecuación y mantenimiento de espacios naturales, parques y jardines.
La evolución urbanística de Barcelona ha sido constante desde su fundación en época romana hasta la actualidad, si bien desde el siglo XIX se ha acentuado gracias al plan de Ensanche y la agregación de municipios limítrofes. Cabe remarcar que hasta el siglo XIX la ciudad estaba encorsetada por sus murallas de origen medieval al tener la consideración de plaza militar, por lo que su crecimiento estaba limitado. La situación cambió con el derribo de las murallas y la donación a la ciudad de la fortaleza de la Ciudadela, lo que propició la expansión de la ciudad por la llanura contigua, hecho que se plasmó en el proyecto de Ensanche elaborado por Ildefonso Cerdá, que supuso la mayor ampliación territorial de Barcelona. Otro aumento significativo de la superficie de la capital catalana fue la anexión de varios municipios colindantes con Barcelona, entre finales del siglo XIX y principios del XX, lo que motivó un Plan de Enlaces elaborado en 1903. Posteriormente, el desarrollo urbanístico estuvo marcado por el aumento de la población debido a la inmigración desde otras partes de España, lo que conllevó diversos proyectos urbanísticos como el Plan Comarcal de 1953 o el Plan General Metropolitano de 1976. Igualmente, la adecuación del espacio urbano de la ciudad se ha visto favorecida entre los siglos XIX y XXI por diversos eventos celebrados en la ciudad, como la Exposición Universal de 1888, la Internacional de 1929, el XXXV Congreso Eucarístico Internacional de 1952, los Juegos Olímpicos de 1992 y el Fórum Universal de las Culturas de 2004.
El desarrollo urbano en estos últimos años y la apuesta por el diseño y la innovación, así como la vinculación del urbanismo con los valores ecológicos y la sostenibilidad, han convertido la capital catalana en una de las ciudades europeas más punteras en el terreno urbanístico, hecho que ha sido reconocido con numerosos premios y distinciones, como el Premio Príncipe de Gales de Urbanismo de la Universidad de Harvard (1990) y la Medalla de Oro del Real Instituto de Arquitectos Británicos (RIBA) en 1999. El trabajo realizado y los reconocimientos recibidos han llevado a hablar de un «Modelo Barcelona» de urbanismo, que ha servido de guía para numerosas ciudades que han emprendido caminos parecidos.

## Geografía y localización

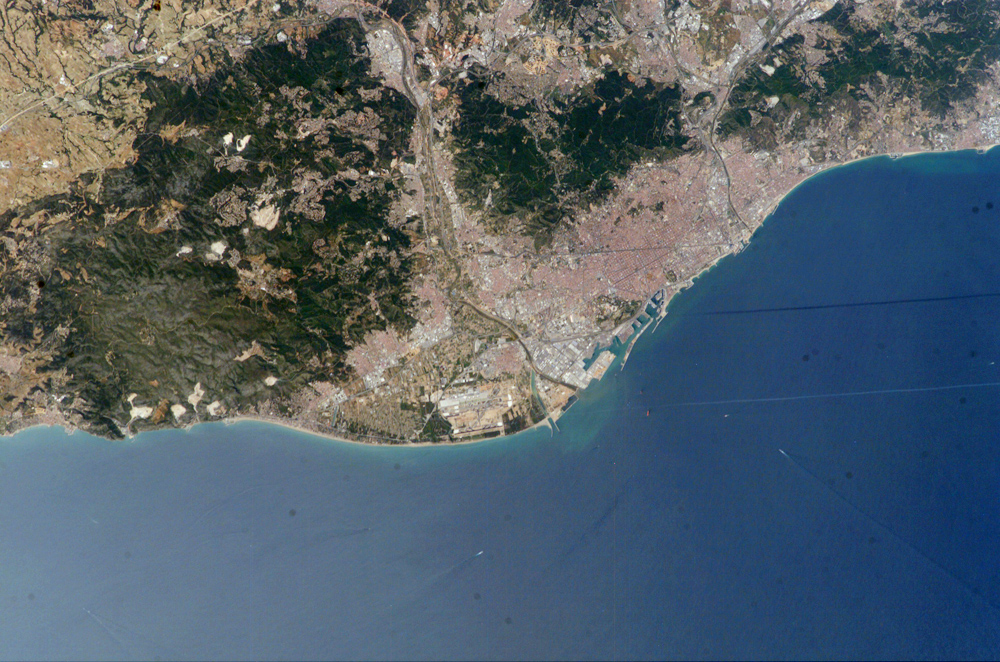
Vista aérea de Barcelona (2004)

Barcelona, capital de la comunidad autónoma de Cataluña, se encuentra en el Levante español, en la costa mediterránea. Su situación geográfica se ubica entre los 41° 16' y 41° 30' norte de latitud y entre los 1° 54' y 2° 18' este de longitud. Con una superficie de 102,16 km², está situada en una llanura de unos 11 km de largo y 6 de ancho, limitada en sus costados por el mar y por la sierra de Collserola —con la cima del Tibidabo (516,2 m) como punto más alto—, así como por los deltas de los ríos Besós y Llobregat. Por encima de la línea de la costa y separando la ciudad del delta del Llobregat se encuentra la montaña de Montjuic (184,8 m). Asimismo, desde la sierra de Collserola se adelantan en el llano varias colinas que siguen una línea paralela a la cordillera Litoral: son las colinas de la Peira (133 m), la Rovira (261 m), el Carmelo (267 m), la Creueta del Coll (249 m), el Putget (181 m) y Monterols (121 m).
El llano de Barcelona no es uniforme, sino que presenta diversas ondulaciones originadas por los múltiples torrentes que antaño surcaban el terreno, y tiene asimismo una inclinación uniforme desde el mar hasta la sierra de Collserola, con una ascensión de unos 260 m. Está surcado por diversas fallas, principalmente la que separa la sierra de Collserola de las colinas que se adelantan en el llano, de orientación noreste-sudoeste, y la que separa la montaña de Montjuic de la costa. El terreno está formado por un sustrato de pizarras y formaciones graníticas, así como arcillas y rocas calcáreas. La costa estaba ocupada antiguamente por marismas y albuferas, que desaparecieron al ir avanzando la línea de costa gracias a los sedimentos aportados por los ríos y torrentes que desembocaban en la playa; se calcula que desde el siglo VI a. C. la línea de costa ha podido avanzar unos 5 km. La zona del llano estaba antiguamente surcada por numerosos torrentes y rieras, que se agrupaban en tres sectores fluviales: la riera de Horta en la zona cercana al río Besós (o zona de levante); la riera Blanca y el torrente Gornal en la zona del Llobregat (o zona de poniente); y, en la zona central del llano, un conjunto de rieras procedente de la vertiente meridional del Tibidabo, como las rieras de San Gervasio, Vallcarca, Magòria y Collserola.
El clima es mediterráneo, de inviernos suaves gracias a la protección que la orografía del terreno ofrece al llano, que queda resguardado de los vientos del norte. La temperatura suele oscilar entre los 9,5 °C y los 24,3 °C, como media. Presenta poca pluviometría, unos 600 mm anuales, y la mayoría de precipitaciones se produce en primavera y otoño. Esta escasez provocó que antaño se tuviese que hacer numerosas obras para abastecer de agua la ciudad, entre pozos, canales y acequias. La vegetación propia de la zona está compuesta principalmente por pinos y encinas, y sotobosque de brezo, durillo, madroño y plantas trepadoras. Antaño se practicó la agricultura tanto de secano como de regadío —principalmente viñas y cereales—, si bien hoy en día la práctica totalidad de la superficie está construida.
Barcelona, capital de la comarca del Barcelonés y de la provincia de Barcelona, es el núcleo urbano más importante de Cataluña a nivel demográfico, político, económico y cultural. Es la sede del gobierno autonómico y del Parlamento de Cataluña, así como de la diputación provincial, del arzobispado y de la IV Región Militar, y cuenta con un puerto, un aeropuerto y una importante red de ferrocarriles y carreteras. Con una población de 1 604 555 habitantes en 2015, es la segunda ciudad más poblada de España después de Madrid, y la undécima de la Unión Europea.

## Divisiones administrativas

Distritos de Barcelona

Barcelona está dividida en 10 distritos y 73 barrios: 
- Ciutat Vella (4,49 km², 100 685 habitantes): se corresponde con el núcleo antiguo de la ciudad, el derivado de los períodos romano y medieval, más el barrio de la Barceloneta, creado en el siglo XVIII. Esta zona recibió mucha inmigración del resto de España durante los siglos XIX y XX, instalada principalmente en los barrios de Sant Pere y El Raval; así ha seguido durante el siglo XXI, aunque con inmigrantes de otros países. Este distrito tiene la población más envejecida y de más bajo nivel socioeconómico de la ciudad, aunque en el nuevo milenio se ha iniciado un lento proceso de gentrificación en paralelo a los planes de desarrollo urbanístico realizados en el distrito. Al ser la parte más antigua de la ciudad tiene numerosos monumentos y obras arquitectónicas de interés, por lo que es un importante foco de atracción turística. Por otro lado, alberga las más importantes instituciones de la ciudad, como el Ayuntamiento o la Generalidad de Cataluña.[16]

- Ensanche (7,46 km², 263 565 habitantes): este distrito surgió de la ampliación de la ciudad antigua tras el derribo de las murallas, gracias al Plan Cerdá elaborado por Ildefonso Cerdá. Es un distrito densamente poblado, ya que en sus inicios fue sobre todo una zona residencial donde se alojaron las familias acomodadas tras abandonar la parte vieja de la ciudad. El nivel social sin embargo se ha estabilizado, y hoy día corresponde sobre todo a la clase media. Aun así, es un importante foco de atracción turística, especialmente por la presencia de obras arquitectónicas modernistas, lo que ha incentivado el comercio y la instalación en la zona de las principales marcas comerciales.[17]

- Sants-Montjuïc (21,35 km², 180 824 habitantes): aglutina la antigua población de Sants, anexionada a Barcelona en 1897, junto a los terrenos de la montaña de Montjuic, lo que lo convierten en el distrito más grande de la ciudad; incluye también la Zona Franca. Tiene baja densidad poblacional, y su índice de población de origen extranjero sobrepasa la media. Tiene un elevado porcentaje de superficie verde, gracias sobre todo a la presencia de la montaña de Montjuic, así como de terrenos industriales.[18]

- Les Corts (6,08 km², 81 200 habitantes): proviene de la antigua población de Les Corts de Sarrià, agregada a la ciudad en 1897, con un probable origen en una masía medieval. Era una zona eminentemente agraria, que a mediados del siglo XIX experimentó un notable aumento urbanístico con la construcción de la zona llamada Corts Noves. La población es mayoritariamente autóctona, y destaca por su elevado índice de población joven. La mayoría es de clase media, aunque el barrio de Pedralbes destaca por ser uno de los más exclusivos de la ciudad. Su principal actividad económica se engloba en el sector terciario, y acoge numerosas instituciones financieras y centros de oficinas.[19]

- Sarriá-San Gervasio (20,09 km², 145 761 habitantes): procede de la unión de dos antiguos municipios, Sarriá y San Gervasio de Cassolas. Es uno de los distritos más extensos, sobre todo porque comprende buena parte de la sierra de Collserola. También es el distrito con menos densidad poblacional, debido sobre todo a ser una zona residencial de alto estatus, con predominio de casas unifamiliares. En economía predominan los equipamientos de calidad, así como centros escolares y sanitarios privados. Su población tiene la tasa más alta de estudios superiores y de profesionales técnicos y directivos, así como de residentes autóctonos, mientras que de población extranjera predomina la de la Unión Europea.[20]

- Gracia (4,19 km², 120 273 habitantes): tiene su origen en la antigua villa de Gracia, incorporada a la ciudad en 1897. Era una zona agrícola, que a principios del siglo XIX empezó a forjar un entramado urbano e industrial. Tiene una de las densidades poblacionales más altas de la ciudad, ya que su núcleo antiguo se caracteriza por calles estrechas y casas apretadas. Su población tiene un elevado porcentaje de gente mayor y, aunque el nivel de estudios es superior a la media, la mayoría son de clase social media-baja.[21]

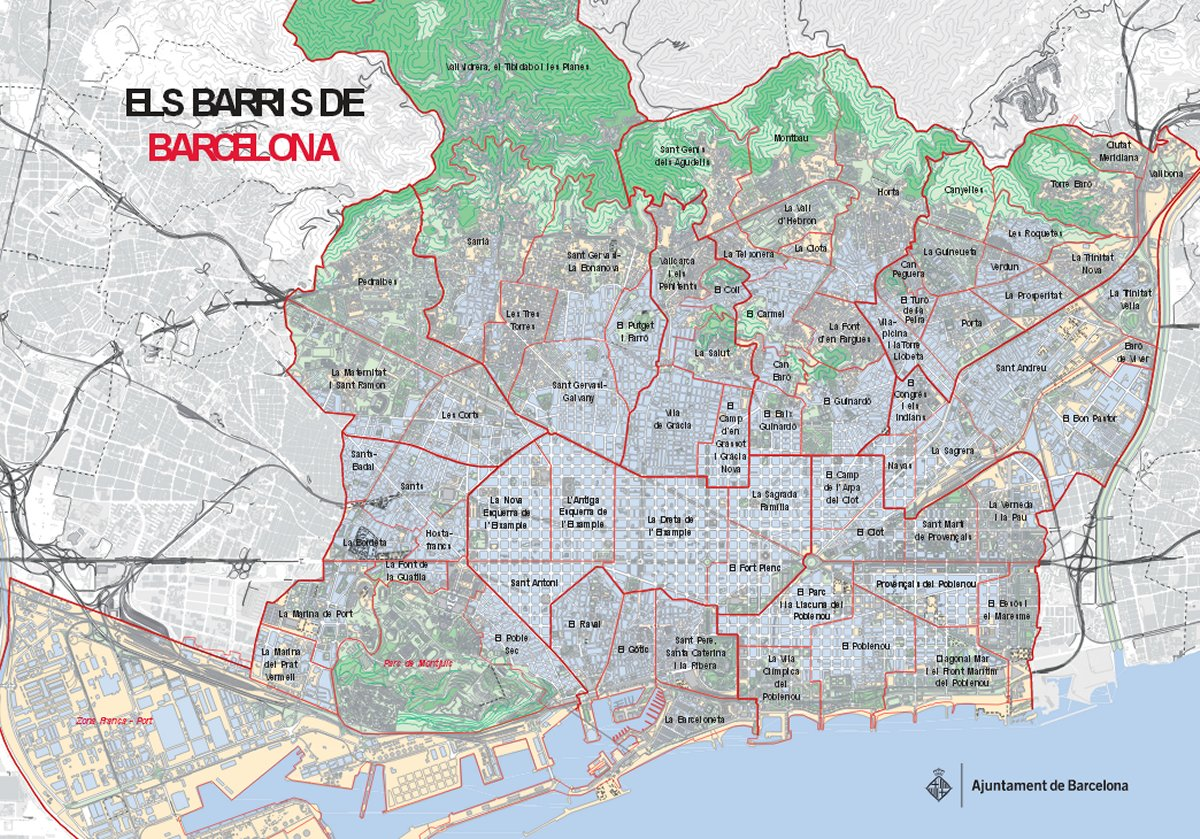
Barrios de Barcelona.

- Horta-Guinardó (11,96 km², 166 950 habitantes): proviene de la antigua localidad de Horta, agregada en 1904, a la que se añadió administrativamente el barrio del Guinardó, antes perteneciente a San Martín de Provensals. Era una zona agrícola y de residencias estivales, que acogió numerosa inmigración sobre todo en los dos primeros tercios del siglo XX. Al ser una zona periférica, tiene una baja densidad poblacional, con un predominio de población joven y de clase media-baja. Durante los años de llegada masiva de inmigración fue una zona de fuerte especulación inmobiliaria.[22]

- Nou Barris (8,04 km², 164 516 habitantes): es el distrito de más reciente creación, en unos terrenos segregados de San Andrés de Palomar. Se trata de una zona periférica y de mayoría poblacional inmigrada, que sufrió también una fuerte especulación inmobiliaria e incluso adoleció de barraquismo y autoconstrucción, y que durante mucho tiempo ha padecido importantes carencias asistenciales y de infraestructuras y servicios básicos, que se han ido mitigando los últimos tiempos. La mayoría de la población es de clase obrera y bajo poder adquisitivo.[23]

- San Andrés (6,56 km², 145 983 habitantes): corresponde al antiguo municipio de San Andrés de Palomar, anexionado en 1897. Fue una zona agrícola y molinera hasta mediados del siglo XIX, en que comenzaron a asentarse numerosas industrias. Por otro lado, a mediados del siglo XX recibió una fuerte oleada inmigratoria, que fue acogida en barrios de casas baratas y de polígonos residenciales, como El Buen Pastor y Barón de Viver. En los últimos tiempos ha experimentado una cierta revitalización gracias a actividades comerciales como la ubicación del centro La Maquinista o a la urbanización del entorno de la Estación de La Sagrera para acoger la llegada del AVE.[24]

- San Martín (10,80 km², 232 629 habitantes): proviene de la antigua población de San Martín de Provensals, agregada en 1897. Como el anterior, era una zona agrícola y molinera, hasta que con la llegada de la Revolución Industrial se instalaron en la zona numerosas fábricas; sin embargo, en las últimas décadas ha sufrido un proceso de desindustrialización, sustituida por actividades económicas más basadas en las nuevas tecnologías, especialmente tras la ubicación del llamado distrito 22@. Este distrito también acogió numerosa población inmigrante. Gracias a los Juegos Olímpicos de 1992 vivió un proceso de renovación de todo el frente litoral, donde se situó la Villa Olímpica.[25]

### Evolución histórica

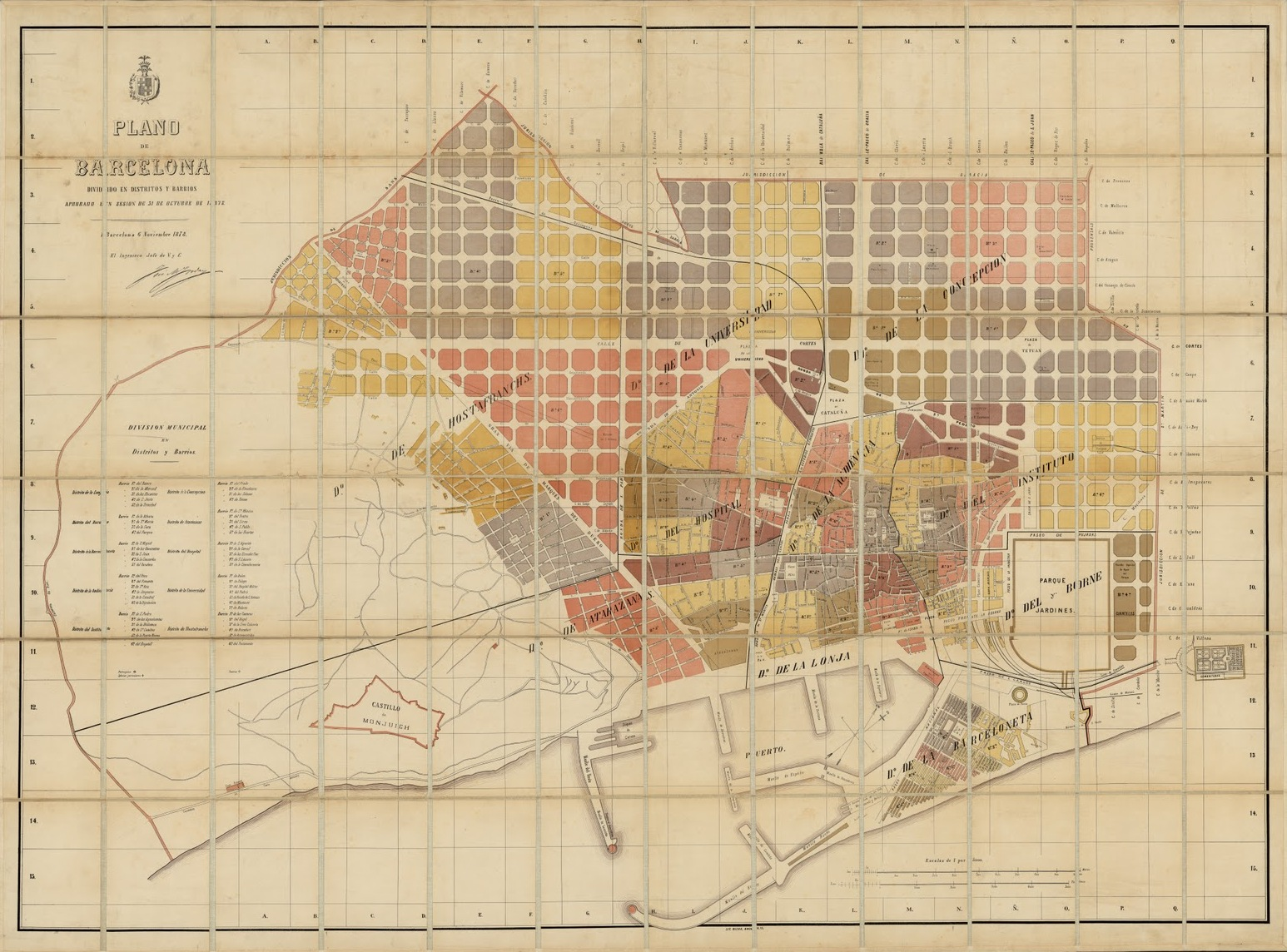
Plano de Barcelona dividido en distritos y barrios aprobado en sesión de 31 de octubre de 1878, grabado anónimo.

La división administrativa ha ido variando con el tiempo. La primera delimitación se estableció en 1389, fecha en que se dividió la ciudad en cuatro cuarteles (quarters): Framenors, Pi, Mar y Sant Pere. Esta división se efectuó estableciendo una cuadrícula con la plaza del Trigo como centro geométrico, con una separación de los cuarteles del norte y del sur fijada en el antiguo cardo maximus romano. Esta separación evidenciaba ya la diferencia social entre las partes de la ciudad: Framenors era un barrio aristocrático, Pi era residencial y funcionarial, Sant Pere industrial y comercial, y Mar era de corte popular y religioso, ya que acogía la mayoría de conventos y monasterios. En el siglo XV se añadió otro cuartel, el de El Raval, con lo que se estableció una división que llegó hasta el siglo XVIII.
En 1769 se hizo una reforma por la que se crearon cinco cuarteles subdivididos cada uno en ocho barrios: I-Palacio comprendía el puerto y el nuevo barrio de la Barceloneta; II-San Pedro era una zona eminentemente industrial; III-Audiencia se correspondía con el centro de la ciudad; IV-Casa de la Ciudad era una zona sobre todo residencial; y V-El Raval acogía el terreno al oeste de la Rambla.
En el siglo XIX se realizaron numerosas divisiones, la mayoría efectuadas por motivos políticos, ya que los distritos marcaban también las circunscripciones electorales. Las más destacadas fueron las de 1837, en que la ciudad quedó dividida en cuatro distritos (Lonja, San Pedro, Universidad y San Pablo); y la de 1878, después del derribo de las murallas, en que se establecieron 10 distritos: I-La Barceloneta, II-Borne, III-Lonja, IV-Atarazanas, V-Hospital, VI-Audiencia, VII-Instituto, VIII-Universidad, IX-Hostafranchs y X-Concepción.
Entre finales del siglo XIX y principios del XX se agregaron a la Ciudad Condal diversos municipios limítrofes (Sants, Les Corts, San Gervasio de Cassolas, Gracia, San Andrés de Palomar, San Martín de Provensals, San Juan de Horta, Sarrià); se realizó entonces una nueva reordenación administrativa, nuevamente con 10 distritos:  I-Barceloneta y Pueblo Nuevo, II-San Pedro, III-Lonja y Audiencia, IV-Concepción, V-Atarazanas y Hospital, VI-Universidad, VII-Sans, Las Corts y Hostafranchs, VIII-Gracia y San Gervasio, IX-Horta y San Andrés del Palomar, X-San Martín de Provensals.
En 1933 se hizo una nueva reformulación, igualmente con diez distritos: I-Barceloneta, II-Poble Sec y Montjuïc, III-Sarrià, Vallvidrera y Sant Gervasi, IV- Sant Pere y Dreta de l'Eixample, V-El Raval, VI-Esquerra de l'Eixample, VII-Sants, Les Corts y Hostafrancs, VIII-Gràcia, IX-Horta, Sant Andreu del Palomar, Sagrera y Camp de l'Arpa, X-Sant Martí de Provençals, Clot y Poblenou. Estos distritos fueron ampliados en 1949 con dos más: XI-Les Corts y XII-Sagrada Familia.
En 1984 se aprobó la división actual en diez distritos, establecida con el objetivo de descentralizar el Ayuntamiento, transfiriendo competencias a los nuevos consistorios. Los nuevos distritos fueron establecidos buscando el máximo respeto a su identidad histórica y morfológica, pero procurando también una delimitación práctica y funcional, que garantizase a los vecinos una amplia cobertura asistencial. En general, se procuró respetar las antiguas demarcaciones procedentes de la ciudad antigua, su ensanche y los municipios agregados, aunque algunas zonas variaron respecto a su pertenencia histórica: Pedralbes, anteriormente perteneciente a Sarrià, pasó a Les Corts; Vallcarca, antes de Horta, se incorporó a Gracia; El Guinardó, originario de San Martín, fue agregado a Horta; y el nuevo distrito de Nou Barris fue segregado de San Andrés.
La última reforma se efectuó en 2006, esta vez encaminada a establecer los barrios que componen cada distrito, con el objetivo de mejorar la distribución de los equipamientos y los servicios de proximidad. Se establecieron 73 barrios, estipulados según criterios históricos, culturales y sociales, aunque la decisión no estuvo exenta de polémica, principalmente por la fragmentación de algunos barrios históricos defendidos como unidades por las asociaciones de vecinos: así, por ejemplo, del barrio de El Clot se segregó El Campo del Arpa); de Sants se segregó el barrio de Badal); la Izquierda del Ensanche fue dividida entre La Nueva y La Antigua Izquierda del Ensanche); y el Pueblo Nuevo fue fragmentado en cinco barrios. De igual manera, algunas unidades vecinales no vieron satisfechas sus aspiraciones de convertirse en barrios, como Can Caralleu, Penitentes, Torre Melina o El Polvorín.

## La ciudad antigua

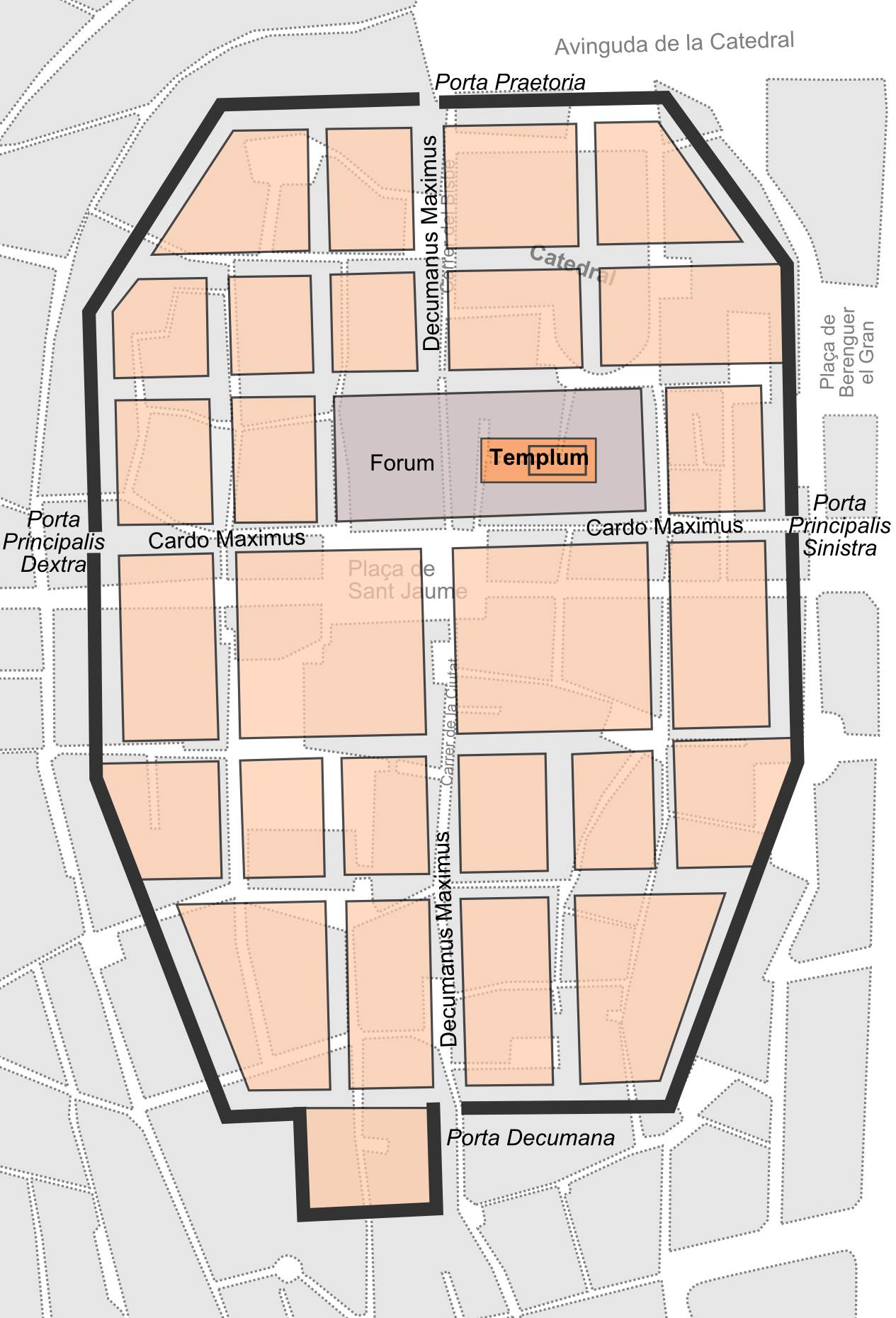
Plano de Barcino superpuesto al plano actual del Barrio Gótico.

Barcelona fue fundada por colonizadores romanos en el siglo I a. C. con el nombre de Barcino. En origen era una pequeña ciudad amurallada proyectada ya de entrada con aire monumental, y que tomó la forma urbana de castrum inicialmente, y oppidum después, asentado sobre el Mons Taber (16,9 m s. n. m.), una pequeña colina situada en el emplazamiento de la actual plaza de San Jaime. El máximo esplendor de la época romana se dio durante el siglo II, con una población que debía oscilar entre los 3500 y 5000 habitantes.
El principal motivo de la elección de un pequeño promontorio cerca de la costa para edificar la ciudad fue su puerto natural, si bien los aluviones de las torrenteras y la sedimentación de arena de las corrientes litorales irían dificultando el calado del puerto. El centro de la ciudad era el forum, la plaza central dedicada a la vida pública y a los negocios. Se situaba en la confluencia entre el cardus maximus (calles Llibreteria y Call) y el decumanus maximus (calles Obispo, Ciudad y Regomir), aproximadamente en el centro del recinto amurallado. Desde este centro, la ciudad seguía un trazado ortogonal, con manzanas cuadradas o rectangulares, siguiendo una disposición de mallas que partía de dos ejes principales: un orden axial horizontal (noroeste-sudoeste) y otro vertical (sudeste-nordeste), los cuales marcarían el futuro trazado de la ciudad, y sería recogido por Ildefonso Cerdá en su Plan de Ensanche de 1859.
Los romanos eran grandes expertos en arquitectura e ingeniería civil, y aportaron al territorio caminos, puentes, acueductos y un diseño urbano con un trazado racional y servicios básicos, como el alcantarillado. El recinto de Barcino estaba amurallado, con un perímetro de 1,5 km, que protegía un espacio de 10,4 ha. La primera muralla de la ciudad, de fábrica sencilla, se comenzó a construir en el siglo I a. C. Tenía pocas torres, solo en los ángulos y en las puertas del perímetro amurallado. Sin embargo, las primeras incursiones de francos y alamanes a partir de los años 250 suscitaron la necesidad de reforzar las murallas, que fueron ampliadas en el siglo IV. La nueva muralla se construyó sobre las bases de la primera, y estaba formada por un muro doble de 2 metros, con espacio en medio relleno de piedra y mortero. El muro constaba de 74 torres de unos 18 metros de altura, la mayoría de base rectangular.
Del resto de elementos urbanos conservados de época romana conviene resaltar la necrópolis, un conjunto de tumbas situado en el exterior del área amurallada, en la actual plaza de la Villa de Madrid: cuenta con más de 70 tumbas de los siglos II y III, descubiertas casualmente en 1954. También hay restos de dos acueductos que conducían las aguas hacia la ciudad, uno de ellos desde la sierra de Collserola, al noroeste, y otro desde el norte, tomando agua del río Besós; ambos se unían enfrente de la puerta decumana de la ciudad —actual plaza Nueva—.
Tras la caída del Imperio romano y hasta la formación de los condados catalanes, se sucedieron diversas conquistas y el paso de sucesivas civilizaciones, desde los visigodos y los árabes hasta un período de integración en el Imperio carolingio. Este período estuvo marcado por la reutilización de la ciudad romana y el aprovechamiento de su estructura urbana, que no sufrió cambios relevantes. Un aspecto a destacar de esta época es su consideración de plaza fuerte militar, que la llevará a adquirir hegemonía sobre otras ciudades de su entorno y a convertirse en capital de su territorio. También comenzó en esta época la colonización de los campos de su alrededor, dentro de un sistema de estructura feudal, así como se inició una cierta suburbanización, con la aparición de los primeros arrabales.

## Edad Media

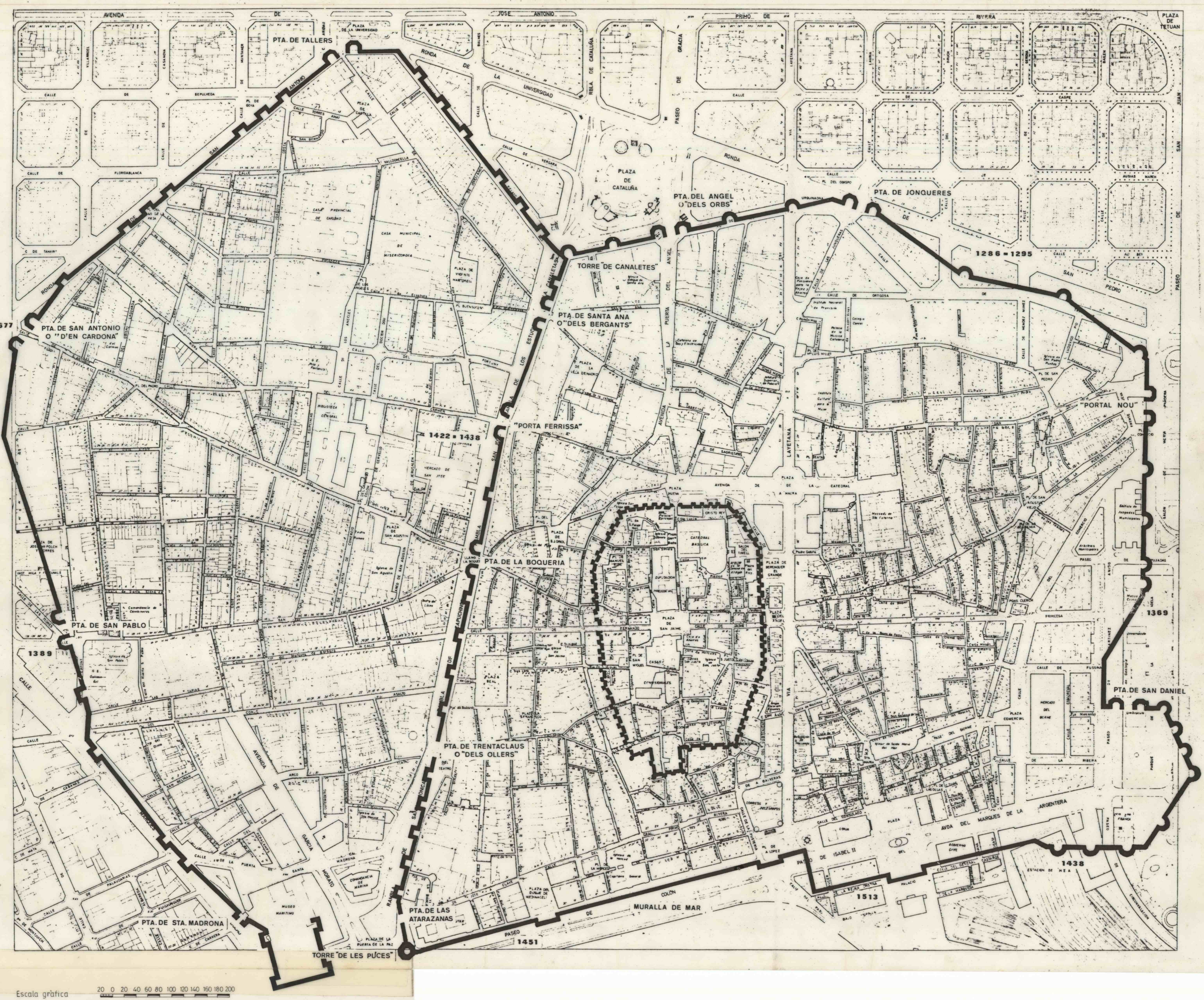
Plano de la Barcelona actual, con el perímetro amurallado correspondiente al superpuesto.

En esta época Barcelona se constituyó como condado y posteriormente pasó a formar parte de la Corona de Aragón, convirtiéndose en un importante eje marítimo y comercial del mar Mediterráneo. El recinto de la ciudad fue creciendo desde el primitivo núcleo urbano —lo que hoy día es el Barrio Gótico— y, en el siglo XIV, surgió el barrio de El Raval. Barcelona tenía entonces unos 25 000 habitantes.
La Barcelona medieval surge de la reconstrucción de la ciudad tras su casi destrucción por Almanzor en 985, partiendo de nuevo como núcleo principal de la estructura y la muralla de época romana. La ciudad sufrió numerosos cambios como centro de poder político y religioso, centro de comercio y producción artesanal, y como nexo de unión de una nueva y compleja red de relaciones sociales e institucionales. Así, la ciudad adquiere una autonomía propia, una singularidad dentro del territorio que la envuelve, convirtiéndose en el centro de un hinterland que marcará la organización de la ciudad moderna.
El aumento progresivo del tamaño de la ciudad, y su cada vez mayor complejidad tanto a nivel urbano como social y económico, llevaron a la creación de un sistema de gobierno específico para la administración de la ciudad, el Consejo de Ciento (1265). Esta entidad operaba en un campo de actuación que iba desde Moncada hasta Molins de Rey, y desde Castelldefels hasta Montgat. Entre otras cosas, se encargaba del suministro de víveres y agua, del mantenimiento de los caminos, del censo de la población y de la demarcación territorial. También estableció los primeros patrones de edificación urbana, conocidos como Consuetuds de Santacilia y promulgados por Jaime I.

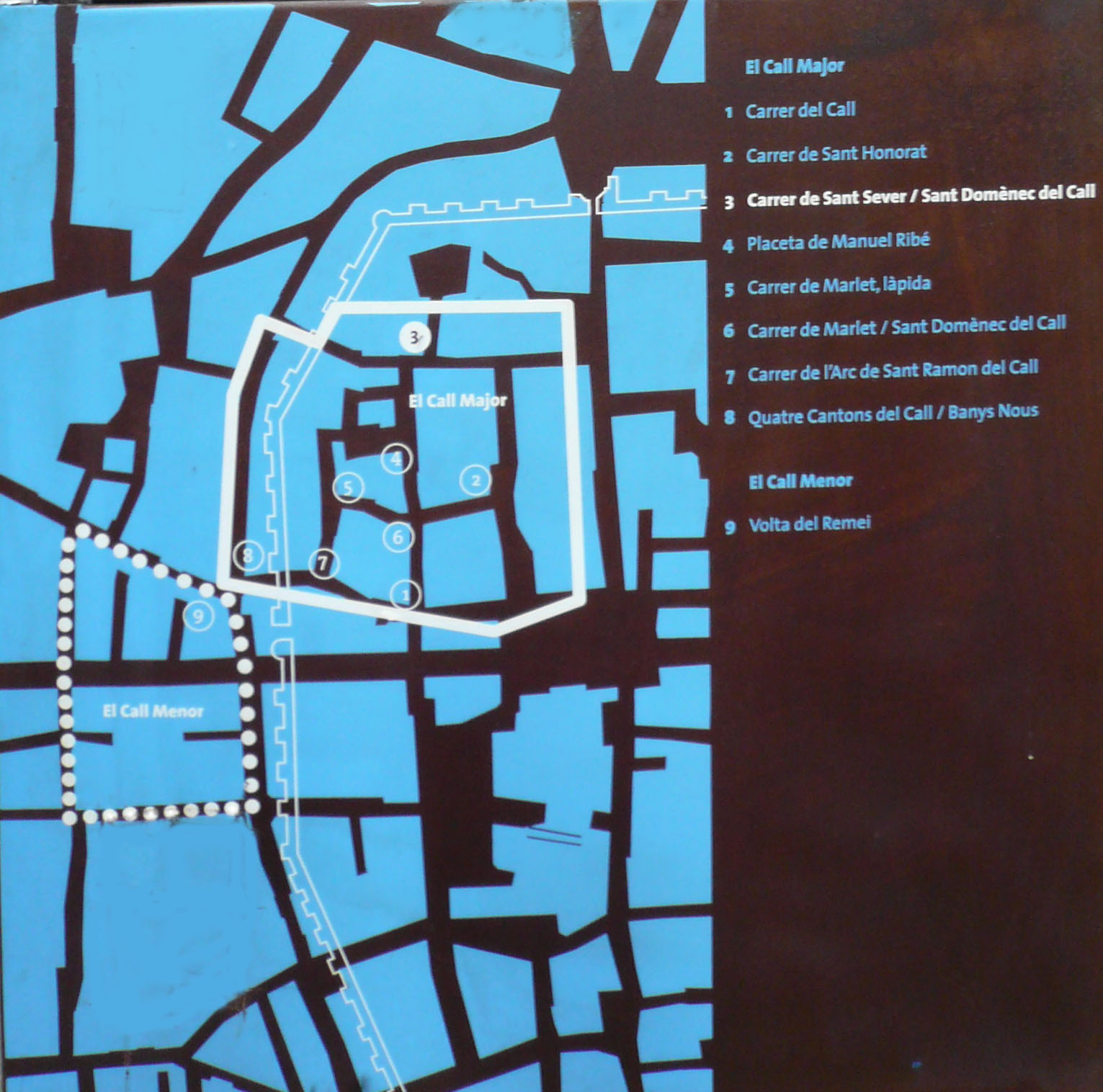
Situación del barrio judío de Barcelona superpuesto a las calles actuales (la plaza del centro a la derecha es la plaza de San Jaime).

Durante la época medieval Barcelona tenía un barrio judío, el Call, situado entre las actuales calles de Fernando, Baños Nuevos, Palla y Obispo. Fundado en el 692, pervivió hasta su destrucción en 1391 en un asalto xenófobo. Estaba separado del resto de la ciudad por una muralla, y tenía dos sinagogas (Mayor, actualmente un museo, y Menor, hoy en día parroquia de San Jaime), baños, escuelas y hospitales.
Fuera de los muros de la ciudad el llano de Barcelona estaba dedicado a la agricultura, especialmente dedicada a abastecer a la ciudad: era el conocido como hort i vinyet de Barcelona («huerto y viñedo»), que producía fruta, verdura y vino, en un área comprendida entre las rieras de Horta y Sants, y entre la sierra de Collserola, el Puig Aguilar y el Coll de Codines hasta el mar. Este desarrollo agrícola se consolidó con la construcción, a mediados del siglo X —y seguramente por el conde Miró—, de dos canales que dirigían las aguas del río Llobregat y del Besós a las inmediaciones de la ciudad: la del Besós era conocida como Acequia Condal o Regomir, y era paralela a la Strata Francisca, una vía que suponía una variante de la antigua Via Augusta romana, y que fue construida por los francos para aproximar mejor la ciudad al centro del Imperio carolingio.
Una vez alejado el peligro de las incursiones musulmanas se produjeron los primeros asentamientos extramuros de la ciudad. Se crearon diversos núcleos de población (vila nova), generalmente en torno a iglesias y monasterios: así ocurrió alrededor de la iglesia de Santa María del Mar, donde se creó un barrio de carácter portuario; igualmente en la iglesia de San Cucufate del Riego, de carácter agrario; el barrio de San Pedro en torno a San Pedro de las Puellas; el barrio del Pino surgió alrededor de la iglesia de Santa María del Pino; el de Santa Ana junto a la iglesia homónima; el barrio de Arcs se asentó alrededor del Portal del Bisbe; y el Mercadal, en torno al mercado del Portal Mayor. También se fue formando poco a poco el barrio de El Raval (en catalán significa «arrabal»), inicialmente un suburbio poblado de huertos y algunos edificios religiosos, como el monasterio de San Pablo del Campo (914), la iglesia de San Antonio Abad (1157), el convento de los carmelitas calzados (1292), el priorato de Nazaret (1342) o el monasterio de Montealegre (1362).

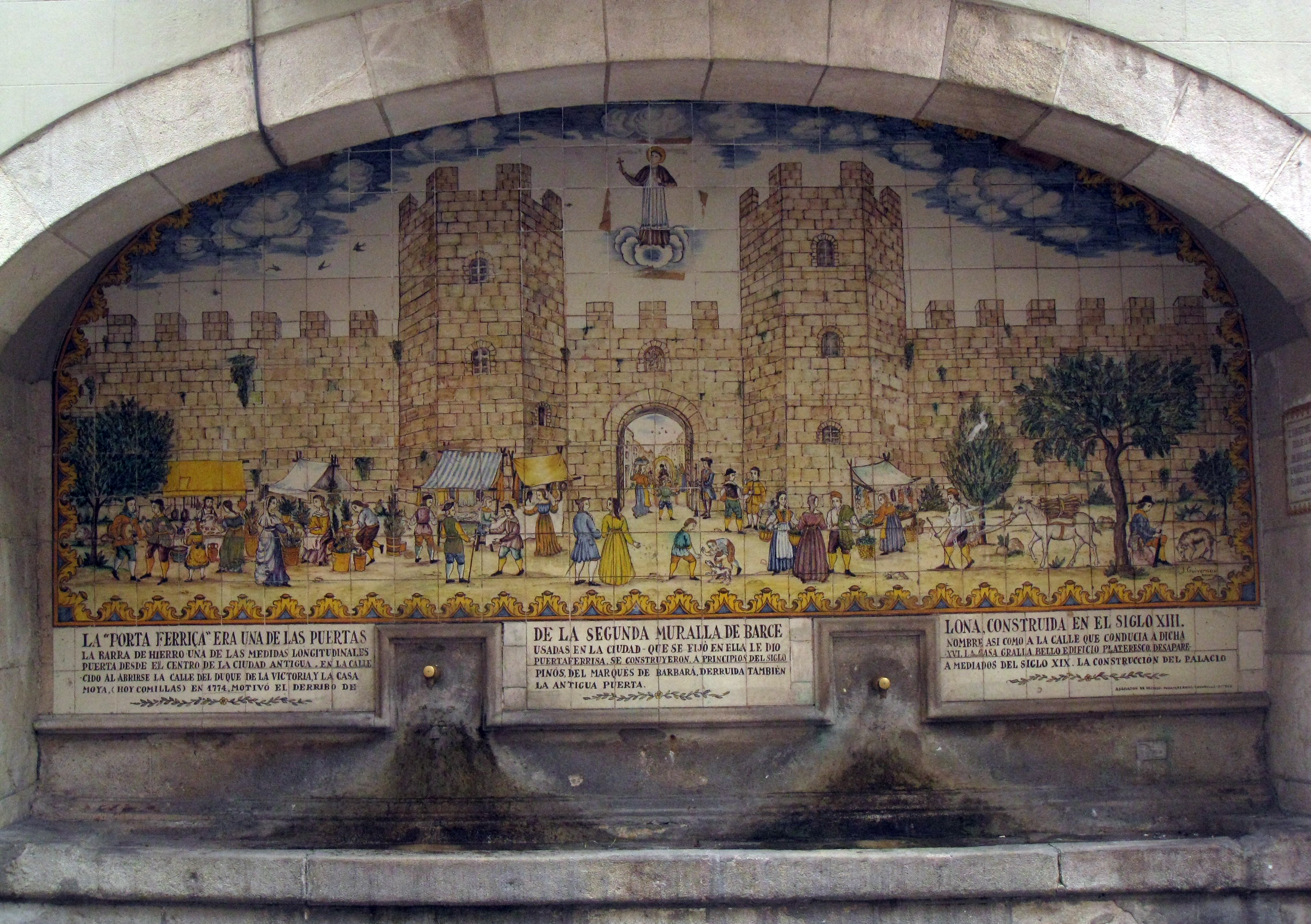
Portal de la Portaferrissa, en un azulejo de la fuente homónima.

La creación de estos nuevos barrios obligó a ampliar el perímetro amurallado, por lo que en 1260 se construyó una nueva muralla desde San Pedro de las Puellas hasta las Atarazanas, cara al mar. El nuevo tramo era de 5100 m, y englobaba un área de 1,5 km². El recinto contaba con ochenta torres y ocho nuevas puertas, entre las que se encontraban varios enclaves de relevancia en la actualidad, como el Portal del Ángel, la Portaferrissa o La Boquería. También se construyó en la periferia urbana un entramado de fortificaciones para la defensa de la ciudad, como el castillo del Puerto, en Montjuic; los de Martorell y Castellví de Rosanes, en la entrada del río Llobregat; los de Eramprunyà (Gavá) y Castelldefels en el delta del mismo río; y el de Moncada en la entrada del río Besós.
El entramado urbano medieval estaba marcado por diversas áreas de influencia, desde la aristocracia y el poder institucional, pasando por el obispado y las órdenes religiosas, hasta los gremios y las distintas asociaciones comerciales. La red de calles era irregular, y las plazas eran meros ensanchamientos de las calles, o bien solares derivados del derribo de alguna vivienda, que solían aprovecharse para almacenar trigo, lana o carbón. Las casas solían ser del «tipo artesanal», con una planta baja destinada al taller y uno o dos pisos de vivienda, generalmente con unas medidas de 4 m de ancho y 10-12 de profundidad, a veces con un pequeño huerto en la parte posterior. Los edificios de mayor envergadura eran o bien iglesias o bien palacios, junto a algunas edificaciones institucionales, como la Casa de la Ciudad, sede del Consejo de Ciento —posteriormente Ayuntamiento— o el Palacio de la Generalidad de Cataluña, además de algún hospital —como el de la Santa Cruz— o edificios como el de la Lonja o las Atarazanas.

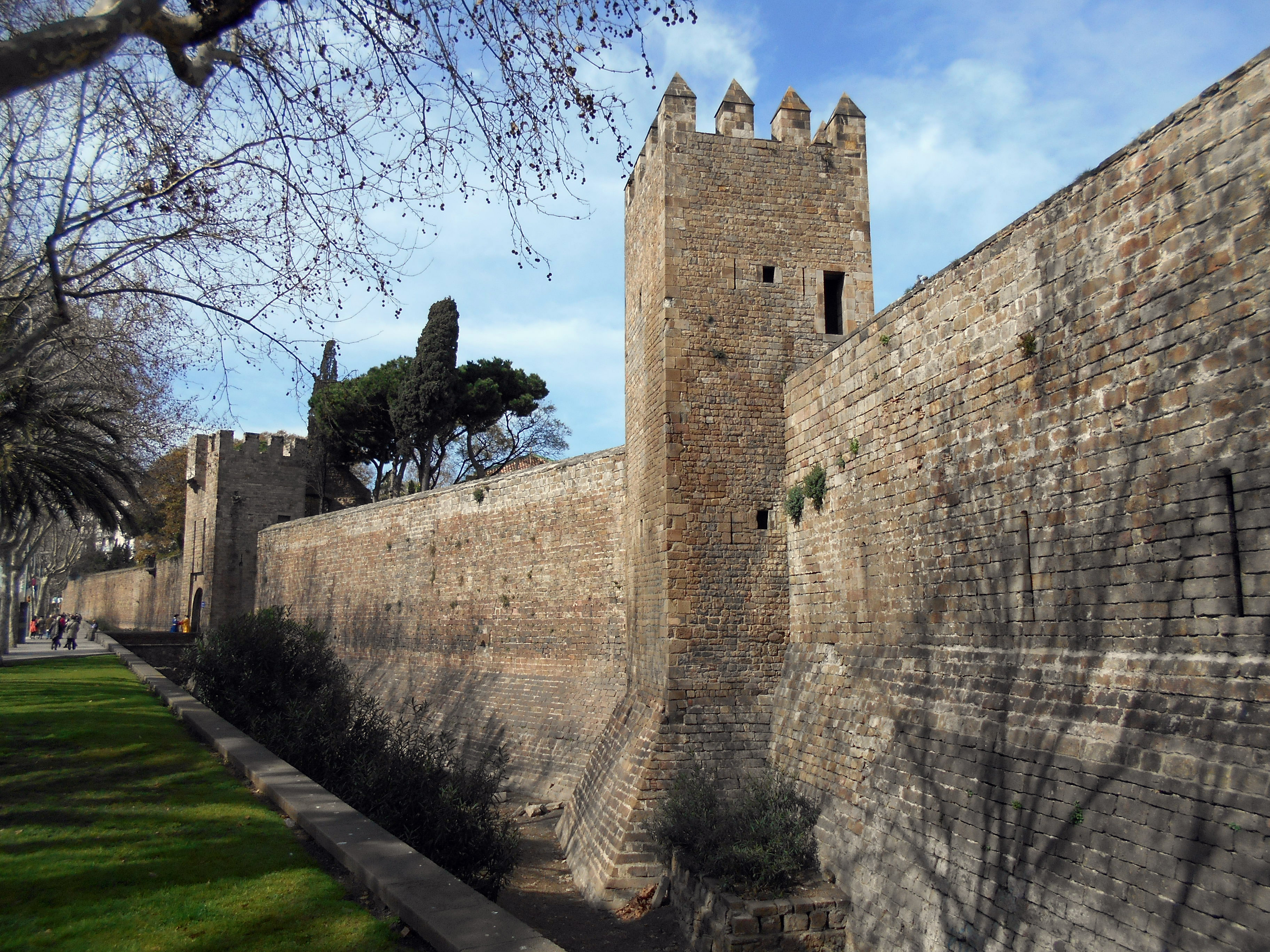
Muralla de El Raval, con el Portal de Santa Madrona (siglos -).

En 1209 se dio una de las primeras operaciones urbanísticas privadas de la ciudad, la apertura de la calle de Montcada, gracias a la concesión realizada por Pedro II a Guillem Ramon de Montcada; se trazó una calle amplia y rectilínea, que iba desde la Bòria hasta el mar, y que fue ocupada por grandes residencias señoriales. Otro de los pocos procesos de planificación urbanística de esta etapa fue la apertura de la plaza Nueva, junto al Palacio Episcopal y cerca de la catedral de Barcelona, realizada en 1355 gracias al derribo de varias casas y la reutilización del huerto del Obispo.
Entre los siglos XIV y XV, el continuo crecimiento urbanístico propició una nueva prolongación del recinto amurallado, con la construcción de la muralla de El Raval, en la zona occidental de la ciudad, que englobó una superficie de 218 ha, con un perímetro de 6 km. El nuevo recinto urbano partía de las Atarazanas, siguiendo las actuales rondas de San Pablo, San Antonio, Universidad y San Pedro, bajando por el actual paseo de Lluís Companys hasta el monasterio de Santa Clara —en el actual parque de la Ciudadela—, y hasta el mar, por la actual avenida Marqués de la Argentera. Actualmente solo se conserva el Portal de Santa Madrona, en las Atarazanas.
Con la ampliación de la muralla quedó dentro del recinto de la ciudad una larga avenida conocida como la Rambla, ocupada principalmente por instituciones religiosas. Se procedió entonces a su urbanización, que finalizó en 1444. En su día fue el espacio más amplio de la ciudad, dedicado al paseo, el ocio o la instalación de mercados ocasionales. Reformada profundamente entre los siglos XVIII y XIX, hoy día es uno de los lugares más emblemáticos de la ciudad.
Cabe resaltar por último que durante la Edad Media surgió una extensa red de caminos en el llano de Barcelona que conectaban la ciudad con los diversos suburbios y pueblos de las cercanías, así como otros puntos de interés: masías (camino de la torre Melina), molinos (camino de la Verneda), canteras (camino de la Creu dels Molers), prados de blanqueo (camino del Teulat), iglesias o capillas (camino de San Lázaro), fuentes (camino de la Font dels Ocellets), etc.

## Edad Moderna

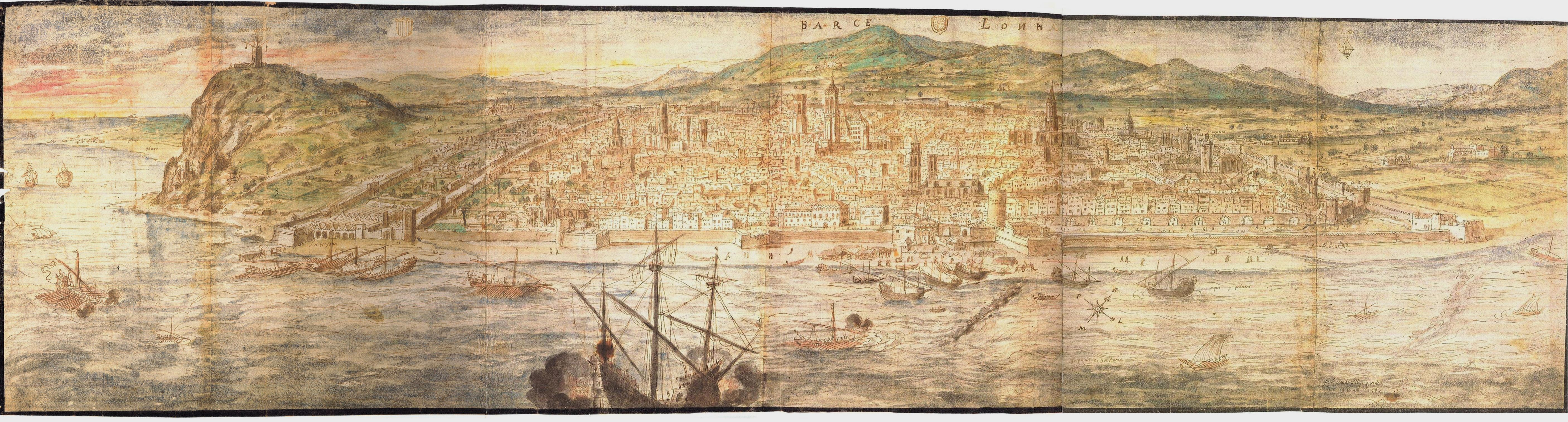
Barcelona en 1563, grabado de Anton van den Wyngaerde

En este período Barcelona pasó a formar parte de la Monarquía Hispánica, surgida de la unión de las coronas de Castilla y Aragón. Fue una época de alternancia entre períodos de prosperidad y de crisis económicas, especialmente por las epidemias de peste en el siglo XVI y por conflictos sociales y bélicos como la Guerra de los Segadores y la Guerra de Sucesión entre los siglos XVII y XVIII, aunque en este último siglo repuntó la economía gracias a la apertura del comercio con América y al inicio de la industria textil. La ciudad seguía encorsetada en sus murallas —la única ampliación fue en la playa, el barrio de La Barceloneta—, pese a que al final del período tenía casi 100 000 habitantes.
Esta época no fue de excesivas reformas urbanísticas, ya que la pérdida de la capitalidad de Barcelona comportó la disminución de proyectos de gran envergadura. En la primera mitad del siglo XVI se construyó la muralla del Mar, donde se emplazaron los baluartes de Levante, Torre Nueva, San Ramón y Mediodía. Por lo demás, la principal reforma urbanística fue en el entorno de la catedral, donde se abrió la plaza de la Seo, frente al portal mayor de la catedral (1546), así como la plaza de San Ivo, con un espacio recortado al Palacio Real Mayor.

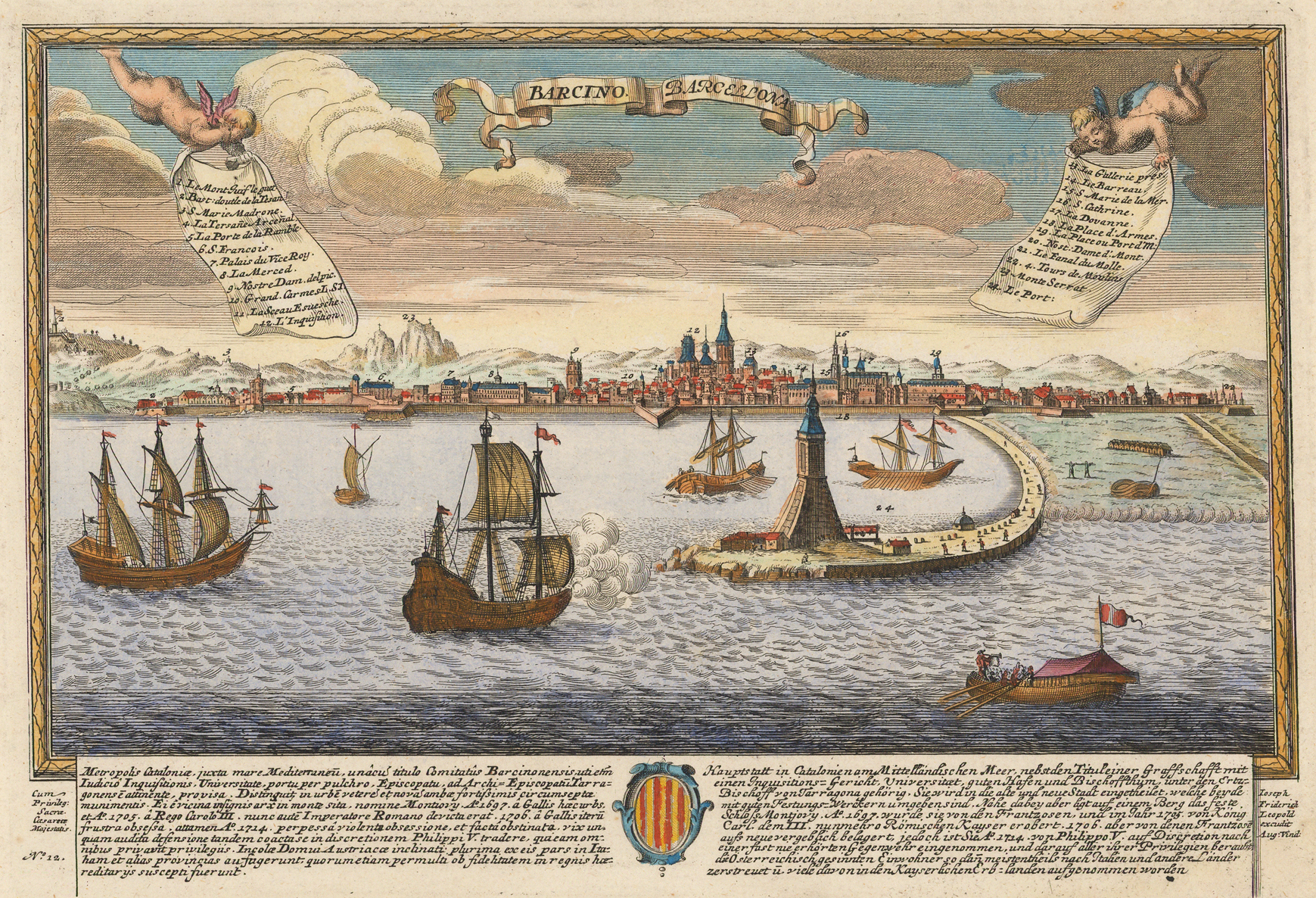
Puerto de Barcelona, grabado alemán del

Durante los siglos XV y XVI se construyó un puerto artificial que cubriese por fin las necesidades del importante centro mercantil que era Barcelona: paradójicamente, durante la época de esplendor del comercio catalán por el Mediterráneo Barcelona no contaba con un puerto preparado para el volumen portuario que era habitual en la ciudad. El antiguo puerto al pie de Montjuic había sido abandonado, y la ciudad contaba únicamente con la playa para recibir pasajeros y mercancías. Los barcos de gran calado debían descargar mediante barcas y mozos de cuerda (bastaixos). Por fin, en 1438 se obtuvo el permiso real para construir un puerto: en primer lugar, se hundió un barco cargado de piedras para servir de base al muro que unió la playa con la isla de Maians; reforzado el muro en 1477, se alargó en forma de espigón en 1484. A mediados del siglo XVI se amplió el puerto ante la campaña iniciada por Carlos I contra Túnez. A finales de siglo, el muelle contaba con una longitud de 180 m por 12 de ancho.
Con la construcción del puerto se terraplenó el frente marítimo entre el Pla de Palau y la Rambla, con lo que se urbanizó el paseo del Mar, actual paseo de Colón. En esta época se mejoró también el abastecimiento de agua y el alcantarillado, y para su mantenimiento se instituyó la figura del mestre de les fonts («maestro de las fuentes»), encargado del cuidado de minas, fuentes y canaletas.
En el siglo XVII se amplió nuevamente la muralla de la ciudad con la construcción de cinco nuevas puertas (San Severo, Talleres, San Antonio, San Pablo y Santa Madrona, esta última una reconstrucción de la del siglo XIV). También se pavimentaron calles, se instalaron alcantarillas, se construyeron fuentes de agua potable y se hicieron obras de mejora en el puerto.

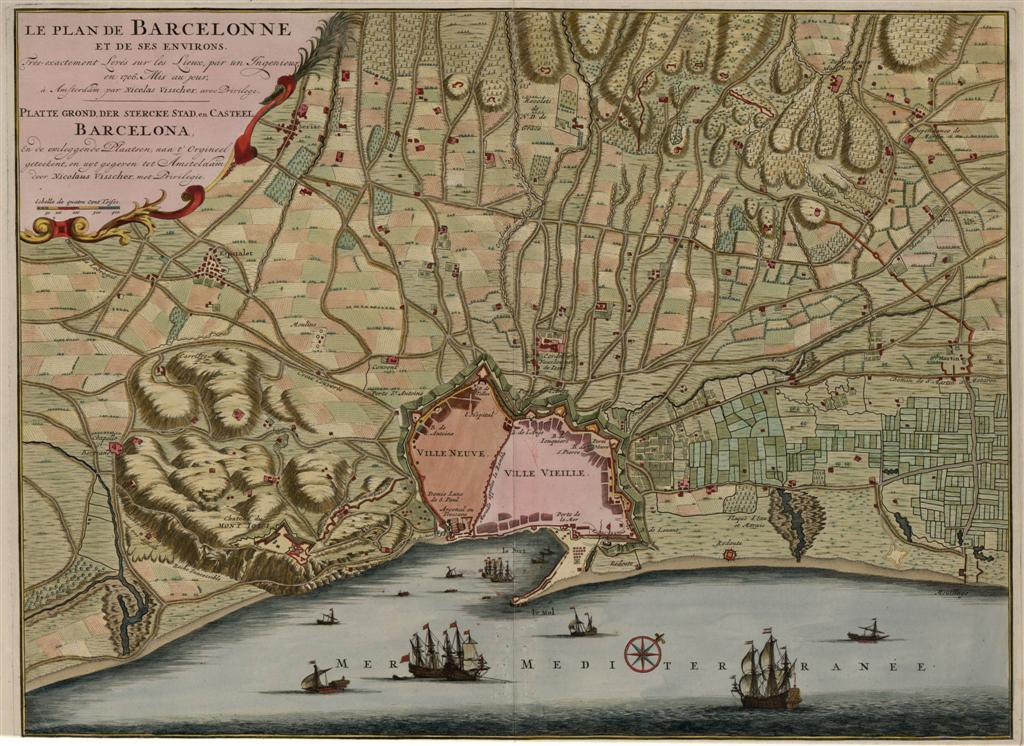
Plano de Barcelona en 1706, de Nicolaes Visscher.

En el siglo XVIII Barcelona vio truncada buena parte de su autonomía con la victoria de Felipe V en la Guerra de Sucesión: el Decreto de Nueva Planta (1716) eliminó la Generalidad y el Consejo de Ciento, que fueron sustituidos por un gobierno militar, y la jurisdicción municipal quedó reducida al recinto de la ciudad, perdiendo el área de influencia que tenía el Consejo de Ciento en el entorno metropolitano. En esta época se produjo un notable incremento demográfico, y la economía se fue industrializando progresivamente, hasta desembocar en la llamada Revolución Industrial.

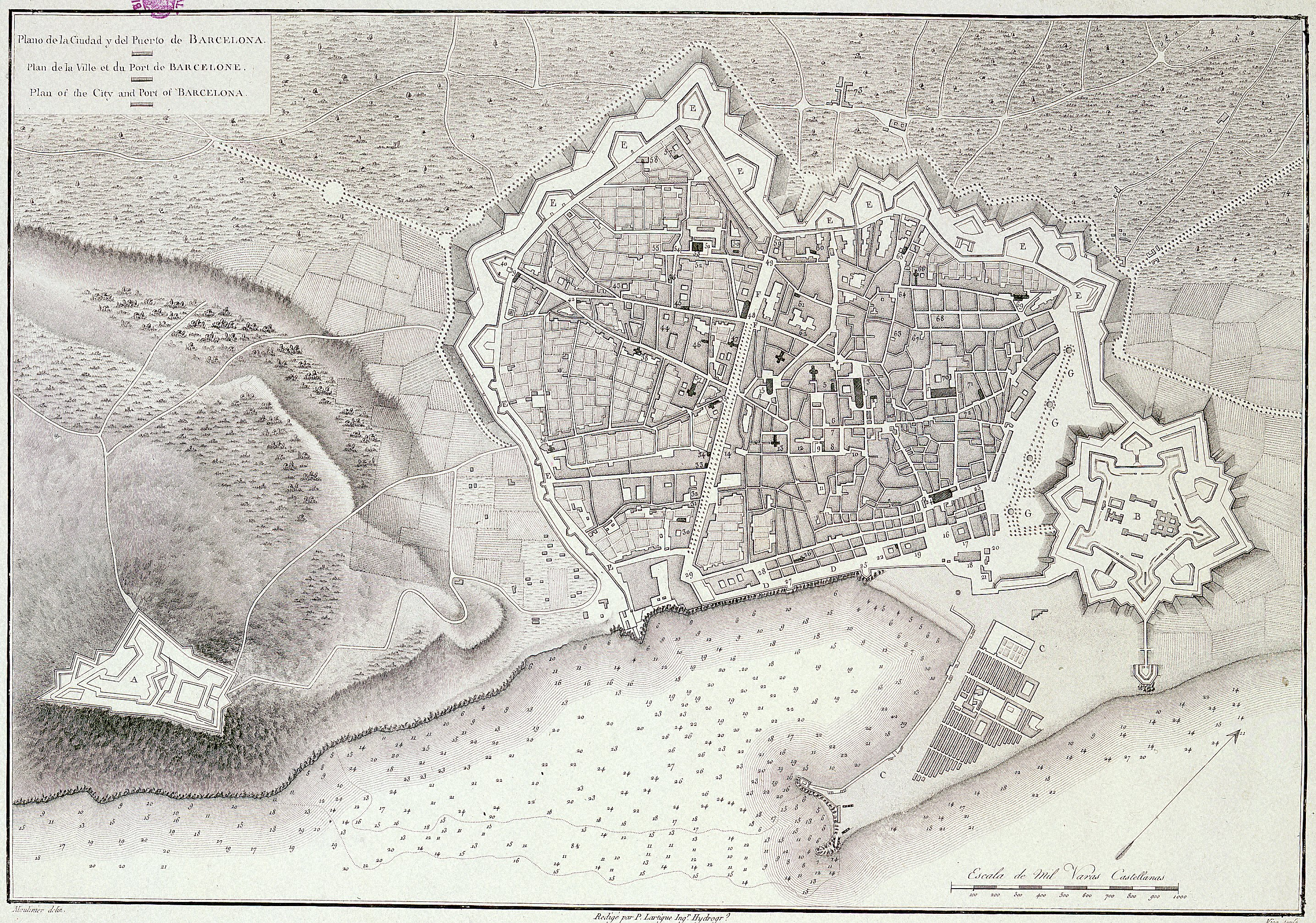
La ciudad amurallada y la Ciudadela.

La llegada de los Borbones generó una serie de obras de ingeniería militar, como el castillo de Montjuic y la fortaleza de la Ciudadela. Para la construcción de la Ciudadela (1715-1751) se derribaron 1200 casas del barrio de la Ribera, quedando 4500 personas sin casa y sin indemnización, y se desvió la Acequia Condal. Obra de Jorge Próspero de Verboom, era un baluarte amurallado de forma pentagonal, con una fosa de protección y una explanada de 120 m de separación entre las murallas y las construcciones de alrededor. Derribado en la Revolución de 1868, en su perímetro se instaló el parque de la Ciudadela.
También fueron de trazado militar dos nuevos ejes viarios que cruzaban el llano de Barcelona: el camino de Mataró —coincidente con la actual calle de Pedro IV— y el camino de la Creu Coberta, que conectaba con la carretera de Madrid —actuales calles de Hostafrancs y Sants—.
En 1753 se inició la construcción del barrio de La Barceloneta por iniciativa del marqués de la Mina. Situado en una pequeña península de terrenos ganados al mar, su trazado fue diseñado por el ingeniero Pedro Martín Cermeño, con una trama de calles ortogonales y manzanas de casas de planta alargada, que supone un claro exponente del urbanismo académico barroco. En este barrio se emplazó en 1772 la torre del Reloj, el primer faro de la ciudad; le siguieron el del Llobregat en 1845 y el de Montjuic en 1925.
En 1771 se aprobó el Edicto de obrería, una ordenanza municipal encaminada al control de las obras particulares en la ciudad, que supuso la regulación del alineado de las casas de acuerdo al trazado de las calles, así como la supervisión de aspectos como el empedrado de las calles, el alcantarillado, la numeración de las casas, etc. Por este edicto se instauró por primera vez la obligatoriedad de pedir un permiso de edificación, acompañado de una memoria y con el pago de tasas respectivo. Igualmente, en 1797 se estableció un límite de altura para todas las edificaciones. Durante este siglo se produjo un cambio en la tipología de los edificios particulares, que pasaron de la «casa artesanal» de tipo medieval a la «casa plurifamiliar» de escalera colectiva, que separaba definitivamente el trabajo de la residencia.

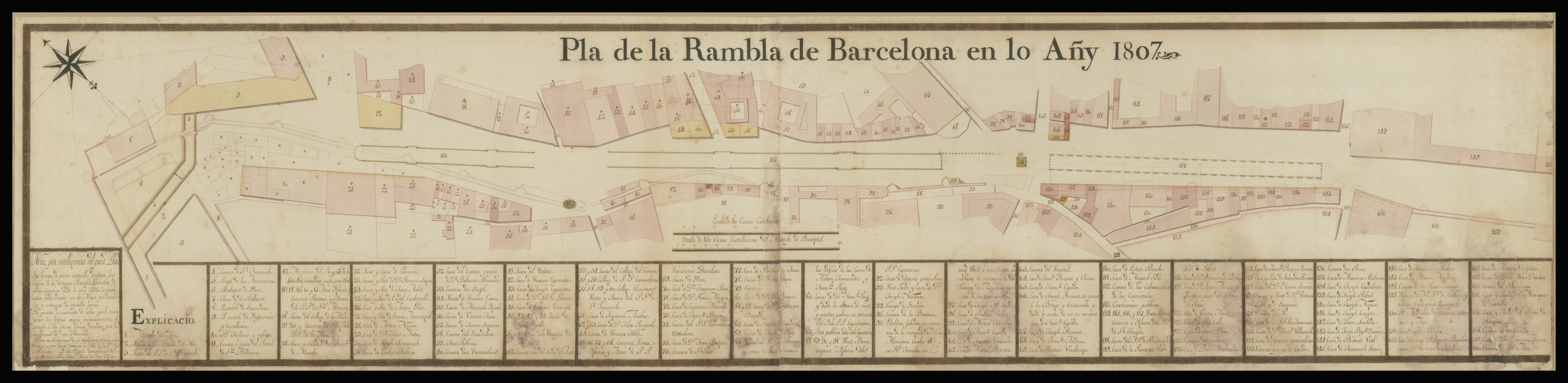
Plano de urbanización de la Rambla (1807).

Entre 1776 y 1778 se efectuó la reurbanización de la Rambla, un antiguo torrente que durante la Edad Media marcaba el límite occidental de la ciudad, que se fue poblando desde el siglo XVI, principalmente por teatros y conventos. En estas fechas se derribó la muralla interior, se realinearon los edificios y se diseñó un nuevo paseo ajardinado, al estilo del boulevard francés. También se proyectaron los paseos de San Juan y de Gracia, aunque no se realizaron hasta el cambio de siglo el primero y 1820-1827 el segundo. Igualmente, se trazó la calle del Conde del Asalto —actual calle Nueva de la Rambla— (1778-1789) que debía su nombre a Francisco González de Bassecourt, capitán general de Cataluña, quien tuvo la iniciativa de crear la calle. En 1797 se creó también el paseo Nuevo o de la Explanada, situado junto a la Ciudadela militar, una amplia avenida jalonada de álamos y olmos y decorada con fuentes ornamentales, que durante un tiempo fue el principal espacio verde de la ciudad, pero desapareció en las obras de urbanización del parque de la Ciudadela.
Durante el siglo XVIII se establecieron los mercados del Borne y la Boquería como los dos únicos de abastecimiento general, y en 1752 se regularon aspectos como pesos y medidas para la comercialización de productos alimentarios, además del carbón.

## SigloXIX

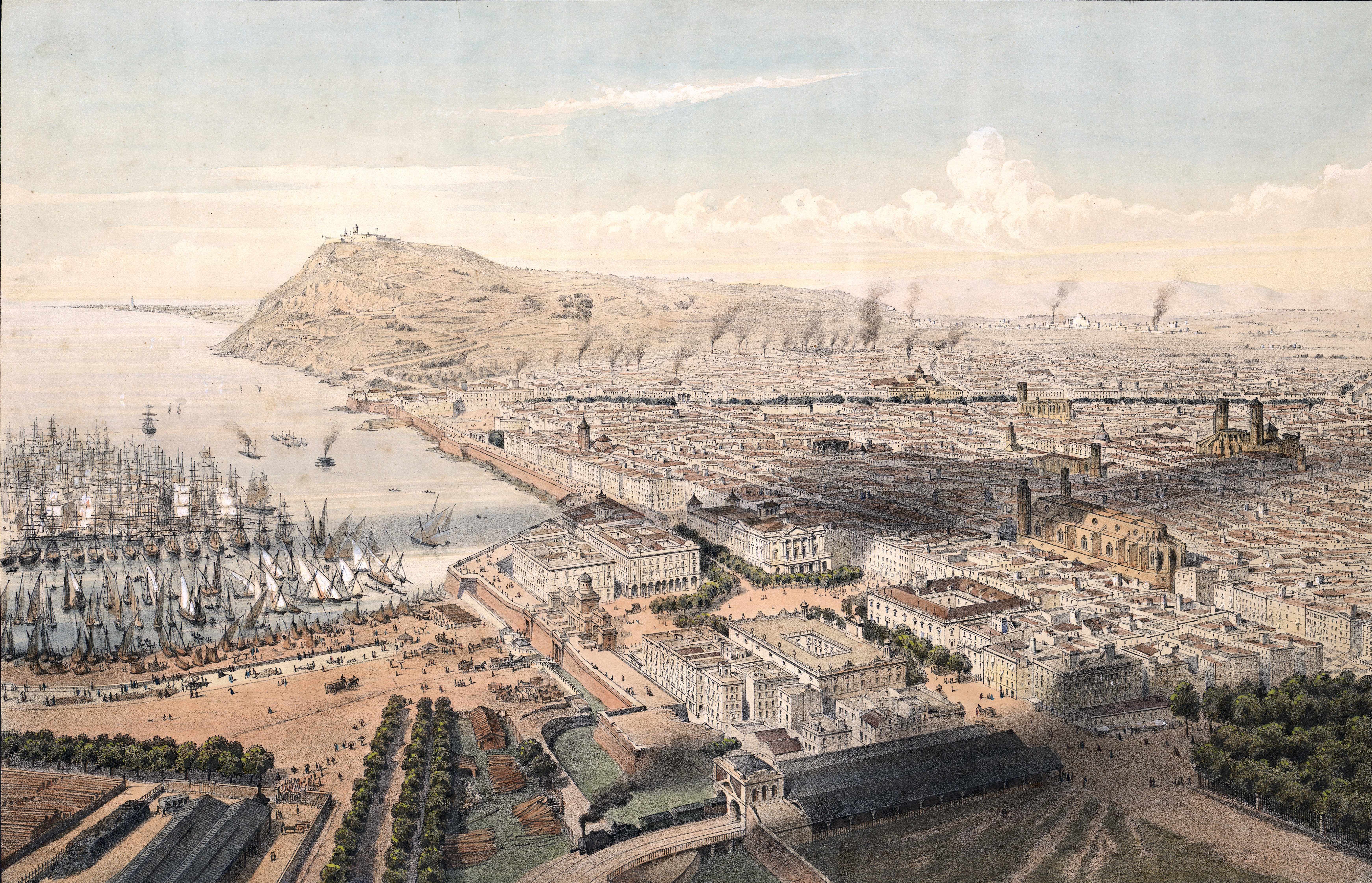
Vista de Barcelona hacia 1850, grabado de Alfred Guesdon

En este período hubo una gran revitalización económica, ligada a la Revolución Industrial —especialmente la industria textil—, lo que comportó a su vez un renacimiento cultural. Entre 1854 y 1859 se produjo el derribo de las murallas, por lo que la ciudad pudo expandirse, motivo por el que se impulsó el proyecto de Ensanche, elaborado por Ildefonso Cerdá en 1859. Asimismo, gracias a la revolución de 1868 se consiguió el derribo de la Ciudadela, cuyos terrenos fueron transformados en un parque público. La población fue creciendo, especialmente gracias a la inmigración del resto de España, llegando a finales de siglo a los 400 000 habitantes.
La Revolución Industrial tuvo una rápida consolidación en Cataluña, siendo pionera en el territorio nacional en la implantación de los procedimientos fabriles iniciados en Gran Bretaña en el siglo XVIII. En 1800 había en Barcelona 150 fábricas del ramo textil, entre las que destacaba El Vapor, fundada por José Bonaplata. En 1849 se abrió en Sants el complejo La España Industrial, propiedad de los hermanos Muntadas. La industria textil tuvo un continuo crecimiento hasta la crisis de 1861, motivada por la escasez de algodón debida a la Guerra de Secesión estadounidense. También fue cobrando importancia la industria metalúrgica, potenciada por la creación del ferrocarril y la navegación a vapor. En 1836 abrió la fundición Nueva Vulcano en La Barceloneta y, en 1841, arrancó La Barcelonesa, antecedente de La Maquinista Terrestre y Marítima (1855), una de las más importantes fábricas de la historia de Barcelona.
La industrialización comportó importantes cambios en el urbanismo de la ciudad, debido a las nuevas necesidades de los sectores económicos de sistema capitalista, que requerían una fuerte concentración de mano de obra y de servicios auxiliares. Barcelona sufrió así un importante salto a la modernidad, caracterizada por tres factores: la migración poblacional del campo a la ciudad, la vinculación entre los avances industriales y los urbanísticos, y una mejor articulación del territorio mediante una amplia red de carreteras y ferrocarriles, que llevará a Barcelona a convertirse en una metrópoli colonizadora de su entorno territorial.

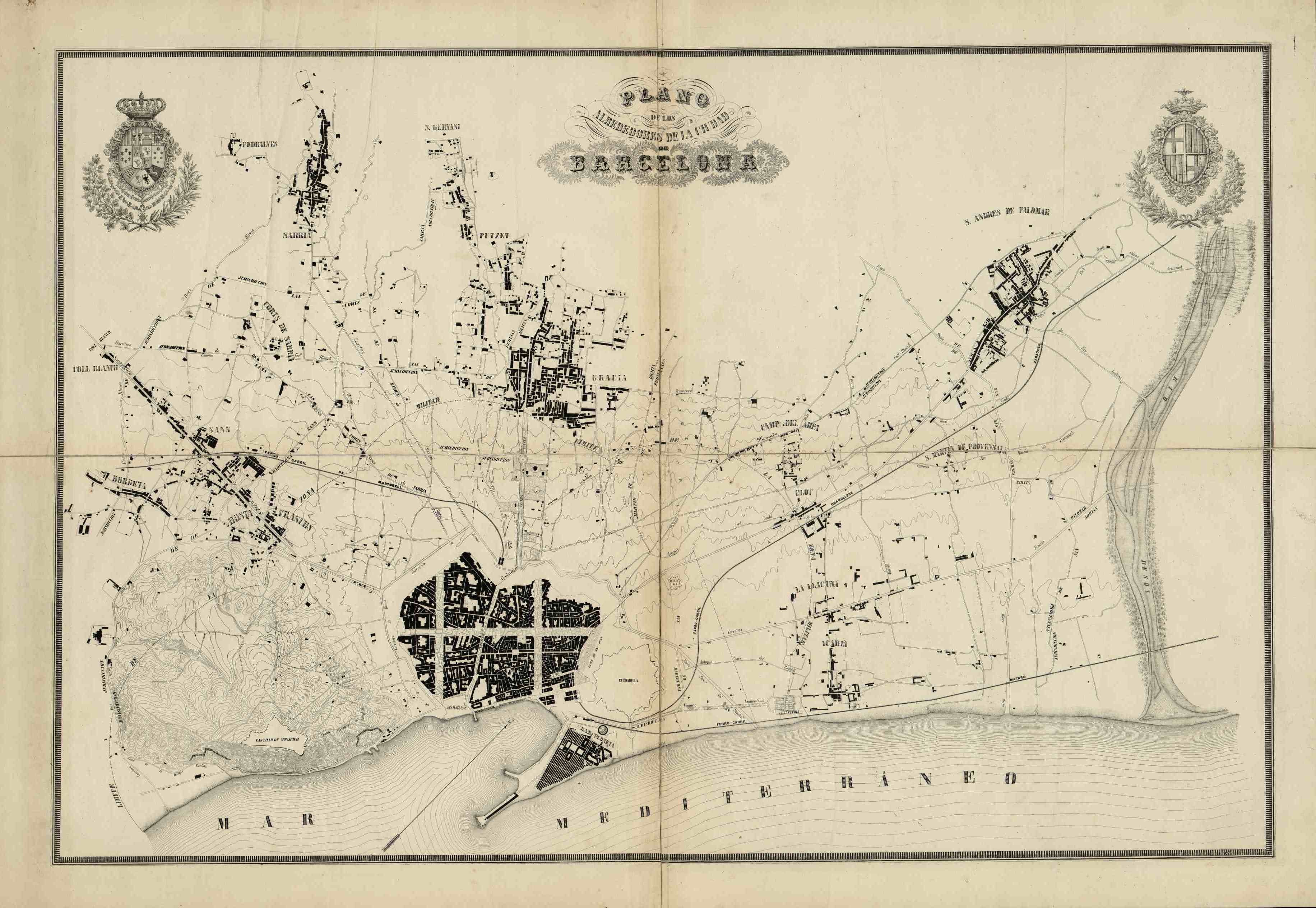
Plano de Barcelona y sus alrededores (1855), de Ildefonso Cerdá.

Durante este siglo se consolidaron las ordenanzas municipales iniciadas con el Edicto de obrería: en 1814 el Pregón de policía urbana estableció en 84 artículos todas las disposiciones sobre edificación civil, mantenimiento de los espacios públicos y diversas regulaciones sobre seguridad y orden público. En 1839, el Bando general de buen gobierno renovó y amplió estas disposiciones y, entre otras cosas, reglamentó la relación entre la anchura de las calles y la altura de los edificios. Por otro lado, la ley del 8 de enero de 1845 estableció las atribuciones propias del Ayuntamiento en diversos aspectos como el urbanismo, regulando las condiciones de salubridad de los espacios públicos, así como el acondicionamiento de calles, plazas y mercados. En 1856 se aprobaron las primeras Ordenanzas Municipales, que reunían y ampliaban todas las disposiciones anteriores, con un código urbano que contemplaba por primera vez todos los aspectos de las relaciones cívicas e institucionales en la ciudad. Por primera vez se instauraba la obligatoriedad de presentar en los permisos de construcción un plano de distribución interior. Estas ordenanzas quedaron enseguida obsoletas debido al nuevo plan de Ensanche, hasta que en 1891 se elaboraron unas nuevas que recogían las nuevas especificidades sobre el Ensanche y nuevos enlaces de la ciudad. Entre otras cosas, se aumentó la superficie de ocupación de las parcelas de un 50 % —establecido en el Plan Cerdá de 1859— a un 70 %.
Entre las principales actuaciones urbanísticas de estos años se encuentran la apertura de la calle de Fernando en 1827, entre la Rambla y la plaza de San Jaime, con una posterior continuación hacia el Borne con las calles de Jaime I (1849-53) y Princesa (1853). En 1833 se inició la ampliación del Pla de Palau, que por entonces era el centro neurálgico de la ciudad, con la presencia del Palacio Real, la Lonja y la Aduana. Se amplió la plaza y se construyó el Portal de Mar (1844-1848), un monumental pórtico de acceso a la Barceloneta desde el casco viejo, obra de Josep Massanès, que fue derribado en 1859 conjuntamente con las murallas de la ciudad. Massanès fue autor también de un plan de ensanche en 1838 que no llegó a término, que comprendía el triángulo situado entre Canaletas, la plaza de la Universidad y la plaza Urquinaona, y que ya esbozaba lo que sería la plaza de Cataluña, situada en el centro del triángulo.

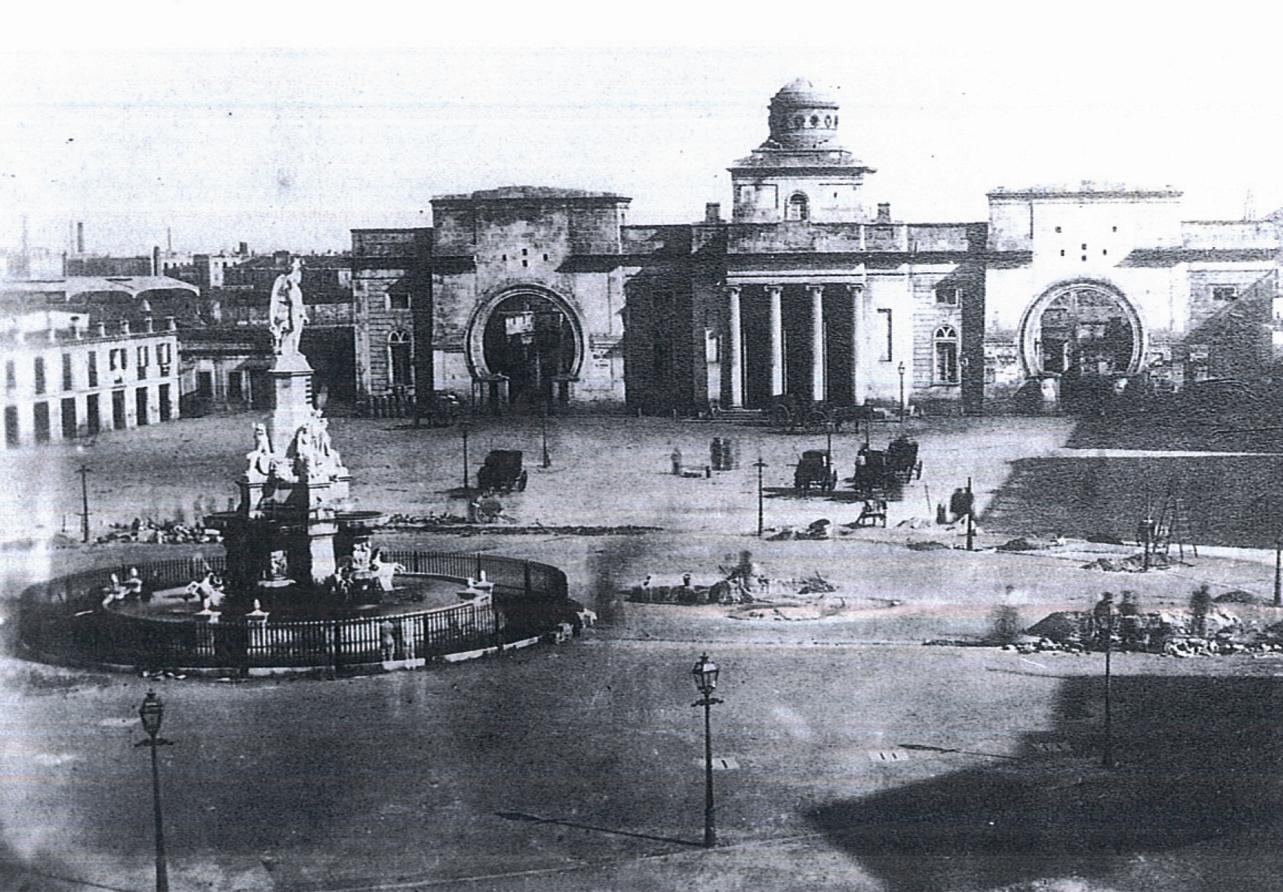
Portal de Mar (1844-1848), de Josep Massanès

Otro factor que favoreció el urbanismo de estos años fue la desamortización de 1836, que dejó numerosos solares que fueron edificados o convertidos en espacios públicos, como los mercados de la Boquería y Santa Catalina, el Gran Teatro del Liceo y dos plazas trazadas por Francesc Daniel Molina: la plaza Real y la plaza del Duque de Medinaceli.
De igual forma, las nuevas disposiciones sanitarias promulgadas en esta época supusieron la desaparición de numerosos cementerios parroquiales, cuyos solares se urbanizaron como nuevas plazas públicas: surgieron así plazas como la de Santa María, del Pino, de San José Oriol, de San Felipe Neri, de San Justo, de San Pedro y de San Jaime. Esta última se convirtió en el corazón político de la ciudad, ya que se encuentran allí el Ayuntamiento de Barcelona y la Generalidad de Cataluña. Por otro lado, la desaparición de los cementerios parroquiales comportó la creación de un nuevo camposanto situado fuera de la ciudad, el cementerio del Este o del Pueblo Nuevo, basado en un proyecto de 1773 pero que se construyó principalmente entre 1813 y 1819. Le siguió en 1883 el cementerio del Sudoeste o de Montjuic, mientras que ya en el siglo XX se construyó el del Norte o de Collserola (1969).
En 1842 se dio inicio a uno de los más claros factores de modernidad derivados de los nuevos avances científicos, la iluminación de gas. Las primeras calles iluminadas fueron la Rambla, la calle de Fernando y la plaza de San Jaime, concretamente con gas producido por destilación seca de la hulla (gas ciudad). Ese año se creó la Sociedad Catalana para el Alumbrado por Gas, rebautizada en 1912 como Catalana de Gas y Electricidad. En 1856 se consiguió aplicar el gas a cocinas y calentadores domésticos.

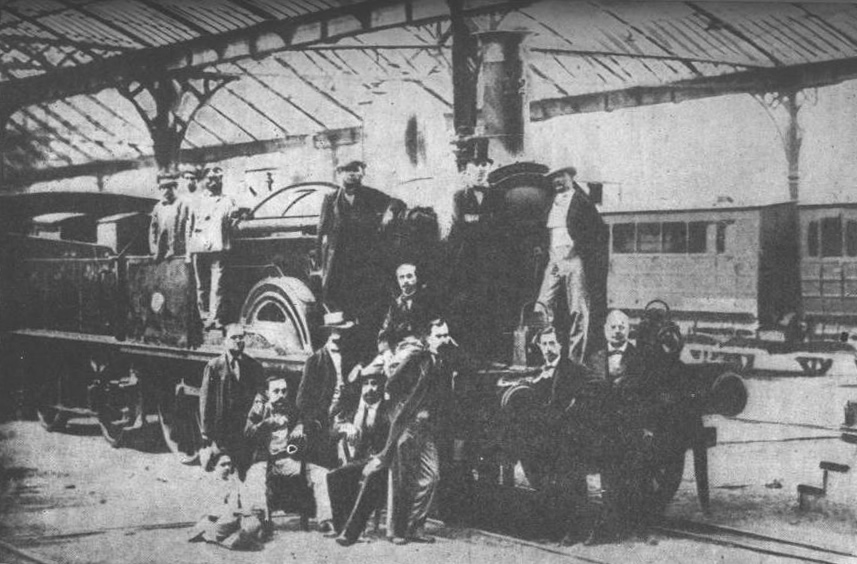
Locomotora número 12 de la línea Barcelona-Mataró (1848)

Uno de los mayores factores de dinamización de la ciudad como capital de un amplio entorno metropolitano fue la llegada del ferrocarril: de Barcelona partió en 1848 la primera línea de ferrocarril de la España peninsular, que comunicaba la Ciudad Condal con la villa de Mataró. Se crearon entonces las estaciones de Francia (1854), Sants (1854) y del Norte (1862). La capital catalana se convirtió en el centro de una red ferroviaria en forma de 8 —el llamado «ocho catalán»—, formada por dos anillos que se cruzan en la ciudad. En los años 1880 había ya enlaces con Francia, Madrid, Zaragoza y Valencia, además del resto de capitales de provincia catalanas. Operaban en esa época dos compañías: Ferrocarril del Norte y MZA (Madrid-Zaragoza-Alicante), integradas en 1941 en RENFE.
En estas fechas aparecieron también los primeros servicios de bomberos y policía propios de la ciudad. En 1843 se creó la Guardia Urbana de Barcelona, encargada de la defensa de la seguridad ciudadana; en 1938 asumieron también el control del tráfico y la circulación urbana. Por otro lado, en 1849 surgió la Sociedad de Socorro Mutuo contra Incendios, una empresa privada que en 1865 fue sustituida por la Sociedad de Extinción de Incendios y Salvamento de Barcelona, el primer servicio público de bomberos gestionado por el Ayuntamiento. Su primer jefe fue el arquitecto Antoni Rovira i Trias, y su primer cuartel la casa de Comunes Depósitos, a la que siguieron múltiples cuarteles por toda la ciudad. En 1908 se sustituyeron los vehículos de tracción animal por los de motor, y en 1913 se profesionalizó la figura del bombero, hasta entonces eventual.

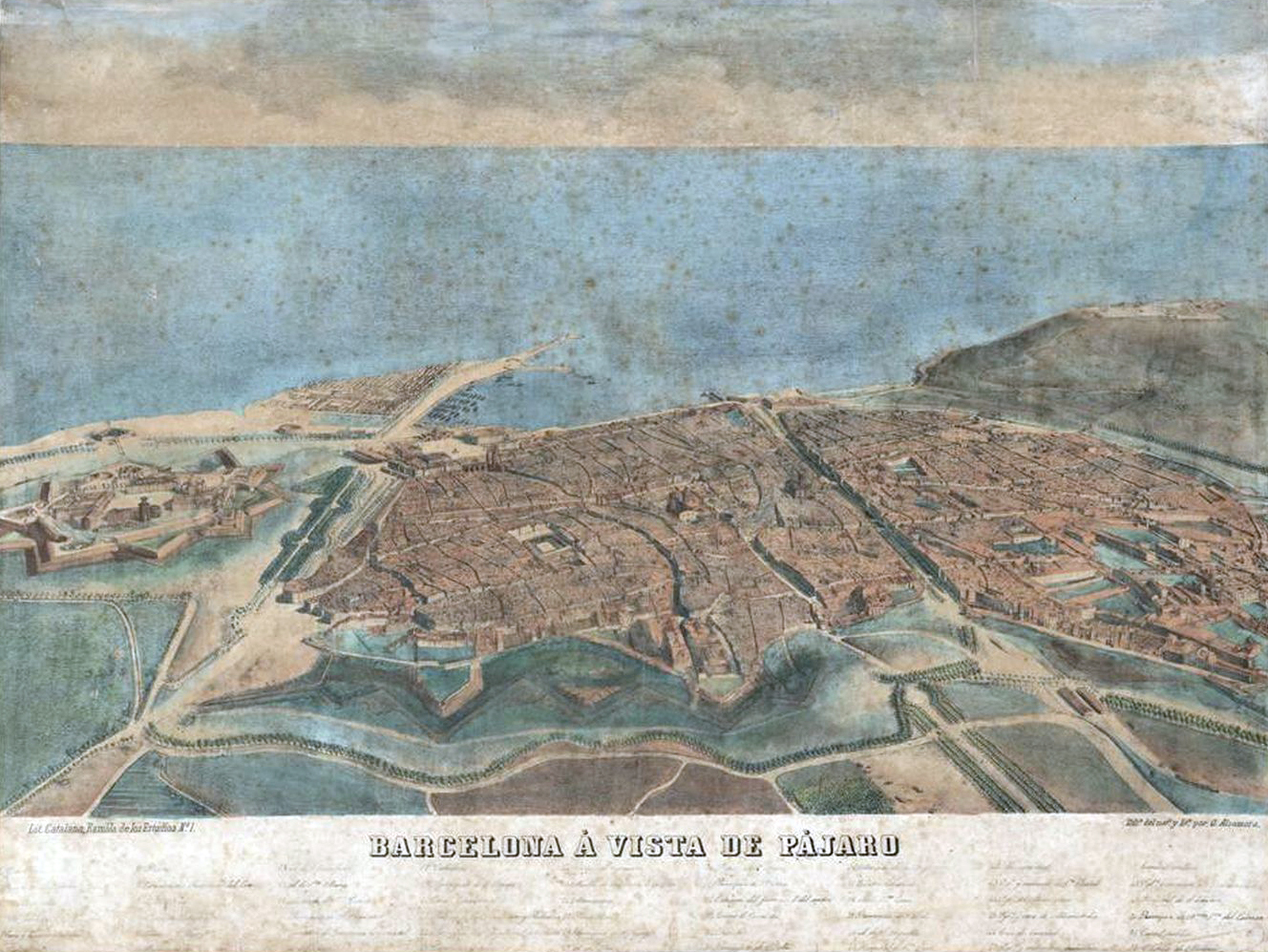
Barcelona a vista de pájaro (1857), de Onofre Alsamora.

A mediados de siglo la Diputación de Barcelona se encargó de establecer unos nuevos trazados viarios en el llano de Barcelona: surgieron así la carretera de Sarrià —actual avenida de Sarrià—, trazada por Ildefonso Cerdá y construida entre 1850 y 1853; el camino de Sants a Les Corts (1865-1867); y la carretera de la Sagrera a Horta (1871), actual calle Garcilaso. En estos años se acondicionó el puerto, cada vez más importante como llegada de materia prima —sobre todo algodón y carbón—, con la construcción de un nuevo muelle y el dragado del puerto, a cargo del ingeniero José Rafo, quien presentó su proyecto en 1859.
Por otro lado, en 1855 se inició el servicio de telégrafo, con una red de carácter radial centrada en Madrid, que a partir de 1920 se extendió de forma periférica con Valencia, Sevilla y La Coruña. Controlada por el Estado, el servicio fue incorporado al de correos, creándose la Dirección General de Correos y Telégrafos.
Cabe remarcar también que en el siglo XIX aparecieron los primeros parques públicos, ya que el aumento de los entornos urbanos debido al fenómeno de la Revolución Industrial, a menudo en condiciones de degradación del medio ambiente, aconsejó la creación de grandes parques y jardines urbanos, que corrieron a cuenta de las autoridades públicas, con lo que surgió la jardinería pública —hasta entonces preferentemente privada— y la arquitectura paisajista. El primer jardín público de Barcelona se creó en 1816: el Jardín del General, una iniciativa del capitán general Francisco Javier Castaños; estaba situado entre la actual avenida Marqués de la Argentera y la Ciudadela, delante de donde hoy se halla la estación de Francia, y tenía una extensión de 0,4 ha, hasta que desapareció en 1877 durante la urbanización del parque de la Ciudadela. En esta época se instalaron varios jardines en el paseo de Gracia: en 1848 se crearon los Jardines de Tívoli, entre las calles Valencia y Consejo de Ciento; y en 1853 se emplazó entre las calles de Aragón y Rosellón los llamados Campos Elíseos, que contaban con un jardín, un lago con barcas, un teatro y un parque de atracciones con montañas rusas. Estos jardines desaparecieron pocos años después al ir urbanizándose el paseo de Gracia.

### Ensanche de Barcelona

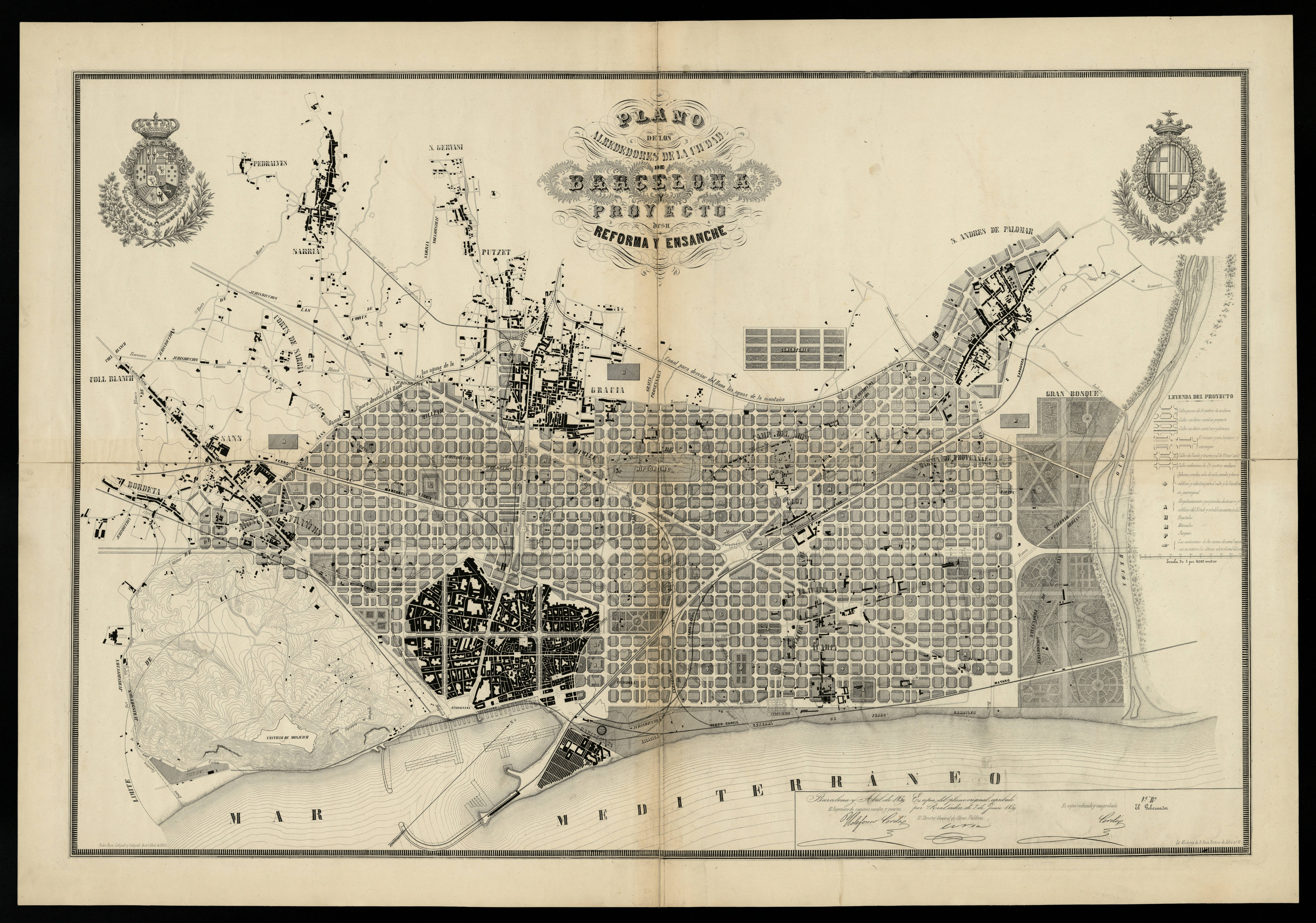
Plan de los alrededores de la ciudad de Barcelona y del proyecto para su mejora y ampliación, de Ildefonso Cerdá (1859).

A mediados de siglo se produjo un hecho trascendental que cambió por completo la fisonomía de la ciudad, el derribo de las murallas. Durante los siglos XVIII y XIX la población fue creciendo constantemente (de 34 000 habitantes a principios del siglo XVIII a 160 000 a mediados del XIX), lo que comportó un aumento de la densidad poblacional alarmante (850 habitantes por hectárea), poniendo en riesgo la salubridad de la ciudadanía. Sin embargo, debido a su condición de plaza fuerte, el gobierno central se oponía al derribo de las murallas. Comenzó entonces un fuerte clamor popular, liderado por Pedro Felipe Monlau, quien en 1841 publicó la memoria ¡Abajo las murallas!, en la que defendía su destrucción para evitar enfermedades y epidemias. Por fin, en 1854 se dio el permiso para su derribo, con lo que se dio la vía de salida para la expansión territorial de la ciudad.
Se abrió así el proceso de Ensanche de Barcelona: en 1859 el Ayuntamiento nombró una comisión para fomentar un concurso de proyectos de ensanche, que fue ganado por Antoni Rovira i Trias; sin embargo, el Ministerio de Fomento intervino e impuso el proyecto de Ildefonso Cerdá, autor de un plano topográfico del llano de Barcelona y un estudio demográfico y urbanístico de la ciudad (1855). El Plan Cerdá (Plan de los alrededores de la ciudad de Barcelona y del proyecto para su mejora y ampliación, 1859) instituía un trazado ortogonal entre Montjuic y el Besós, con un sistema de calles rectilíneas de orientación noroeste-sureste, de 20 metros de anchura, cortadas por otras de orientación suroeste-noreste paralelas a la costa y a la sierra de Collserola. Quedaban así delimitadas una serie de manzanas de planta cuadrada de 113,3 m de lado, de las cuales Cerdá tenía previsto edificar solo dos lados y dejar los otros espacios para jardines, aunque este punto no se cumplió y finalmente se aprovechó prácticamente todo el suelo edificable; las edificaciones se proyectaron con una planta octogonal característica del Ensanche, con unos chaflanes que favorecían la circulación. El plano preveía la construcción de varias avenidas principales: la Diagonal, la Meridiana, el Paralelo, la Gran Vía y el paseo de San Juan; así como varias grandes plazas en sus intersecciones: Tetuán, Glorias, España, Verdaguer, Letamendi y Universidad. También preveía la apertura de tres grandes avenidas en el casco antiguo de la ciudad: dos que conectarían el Ensanche con la costa (Muntaner y Pau Claris) y otra en sentido perpendicular que conectaría la Ciudadela con Montjuic (avenida de la Catedral). Asimismo, contemplaba una serie de nuevas rondas que circunvalarían la ciudad antigua, en el lugar dejado por las murallas: las rondas de San Pablo, San Antonio, Universidad y San Pedro.

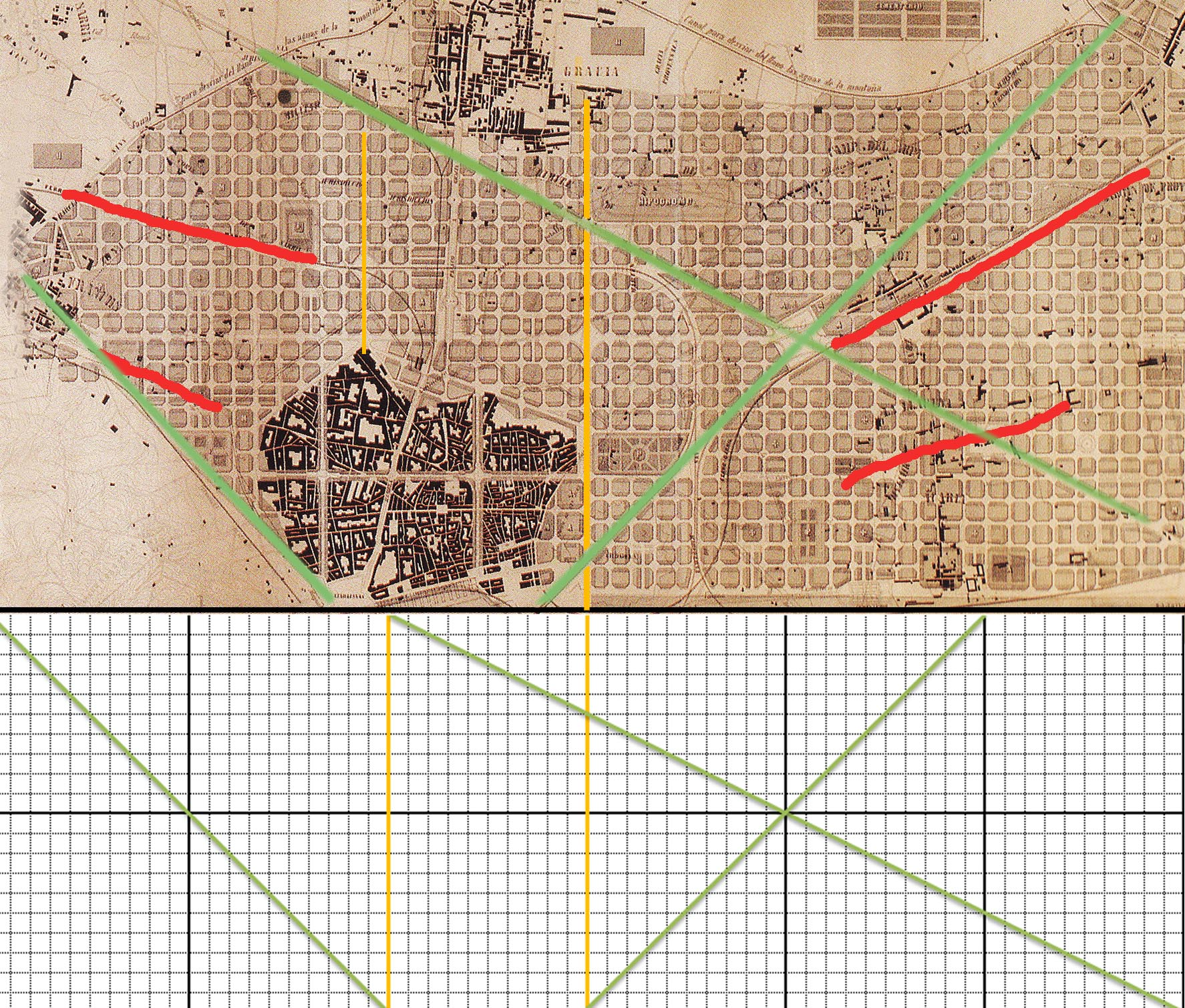
Proyección del módulo 10 utilizado por Cerdá para el trazado de las vías principales y diagonales. En rojo, algunos de los antiguos caminos que han sobrevivido a la trama Cerdá.

El proyecto de Cerdá era bastante innovador para la época, sobre todo en lo referente a la delimitación de espacios verdes y zonas de servicios, atendiendo tanto a los aspectos funcionales como a los lúdicos y asistenciales. Los edificios debían tener una altura de 16 metros (planta baja y cuatro pisos), y una profundidad de 10 a 20 metros. La distribución del Ensanche sería de sectores de 20 x 20 manzanas, divididos en distritos de 10 x 10 y barrios de 5 x 5. Cada barrio tendría una iglesia, un centro cívico, una escuela, una guardería, un asilo y otros centros asistenciales, mientras que cada distrito tendría un mercado y, cada sector, un parque. También contaba con instalaciones industriales y administrativas, y en el extrarradio situaba un matadero, un cementerio y tres hospitales. Sin embargo, la mayoría de estas disposiciones no llegaron a realizarse, debido a la oposición del Ayuntamiento, molesto por la imposición del plan de Cerdá frente al de Rovira que había aprobado en el concurso, y debido también a la especulación inmobiliaria, que llevó a construir las manzanas por todos sus lados y no solo por los dos previstos por Cerdá.
Cerdá acompañó su proyecto de diversas memorias y estudios estadísticos en los que mostraba su teoría urbanística, desarrollada en tres puntos principales: el higienismo, basado en su Monografía estadística de la clase obrera, donde critica las condiciones de vida dentro de la ciudad amurallada vigente hasta entonces —la esperanza de vida era de 38,3 años para los ricos y 19,7 para los pobres—, frente a la que propone mejoras en la orientación urbana conforme a factores como la climatología, así como en los elementos constructivos; la circulación, en vistas a una compatibilización de las vías públicas entre peatones y tránsito rodado, lo que le llevó a regular la distribución de las calles y a establecer unos chaflanes en todos los lados de las manzanas para facilitar los cruces; y el diseño polivalente, con un trazado urbano que sería extrapolable tanto a los espacios por edificar como a los ya existentes, integrando las nociones de «ensanche» y «reforma», y que daría una ciudad higiénica y funcional, aunque esta parte de su proyecto no se llegaría a llevar a cabo.
Hay que tener en cuenta que en muchos casos la trama Cerdá se superponía a trazados suburbanos ya existentes o en fase de desarrollo, además de que las poblaciones limítrofes con la Ciudad Condal, que serían agregadas en sucesivas fases con el cambio de siglo XIX-XX, tenían sus propios proyectos urbanísticos. Entre estos trazados hay que tener en cuenta las carreteras y caminos rurales, o bien las servidumbres impuestas por ferrocarriles, canales, acequias, torrentes y demás accidentes del terreno.
Un aspecto tangencial al nuevo trazado fue la cuestión de la toponimia, ya que la nueva trama urbana diseñada por Cerdá incluía una serie de calles de nuevo cuño para las que no había tradición a la hora de darles nombre. La nominación de las nuevas vías fue encargada al escritor Víctor Balaguer, quien se inspiró en la historia de Cataluña: así, numerosas calles tienen el nombre de territorios vinculados con la Corona de Aragón, como Valencia, Mallorca, Aragón, Provenza, Rosellón, Nápoles, Córcega, Sicilia o Cerdeña; con instituciones como las Cortes Catalanas, la Diputación o el Consejo de Ciento; con personajes como Jaime Balmes, Enrique Granados, Buenaventura Carlos Aribau, Ramón Muntaner, Rafael de Casanova, Pau Claris, Roger de Flor, Antonio de Villarroel, Roger de Lauria, Ausiàs March o el conde de Urgel; o bien batallas y hechos históricos como Bailén, Lepanto, el Bruc o Caspe.

Proyectos de Ensanche
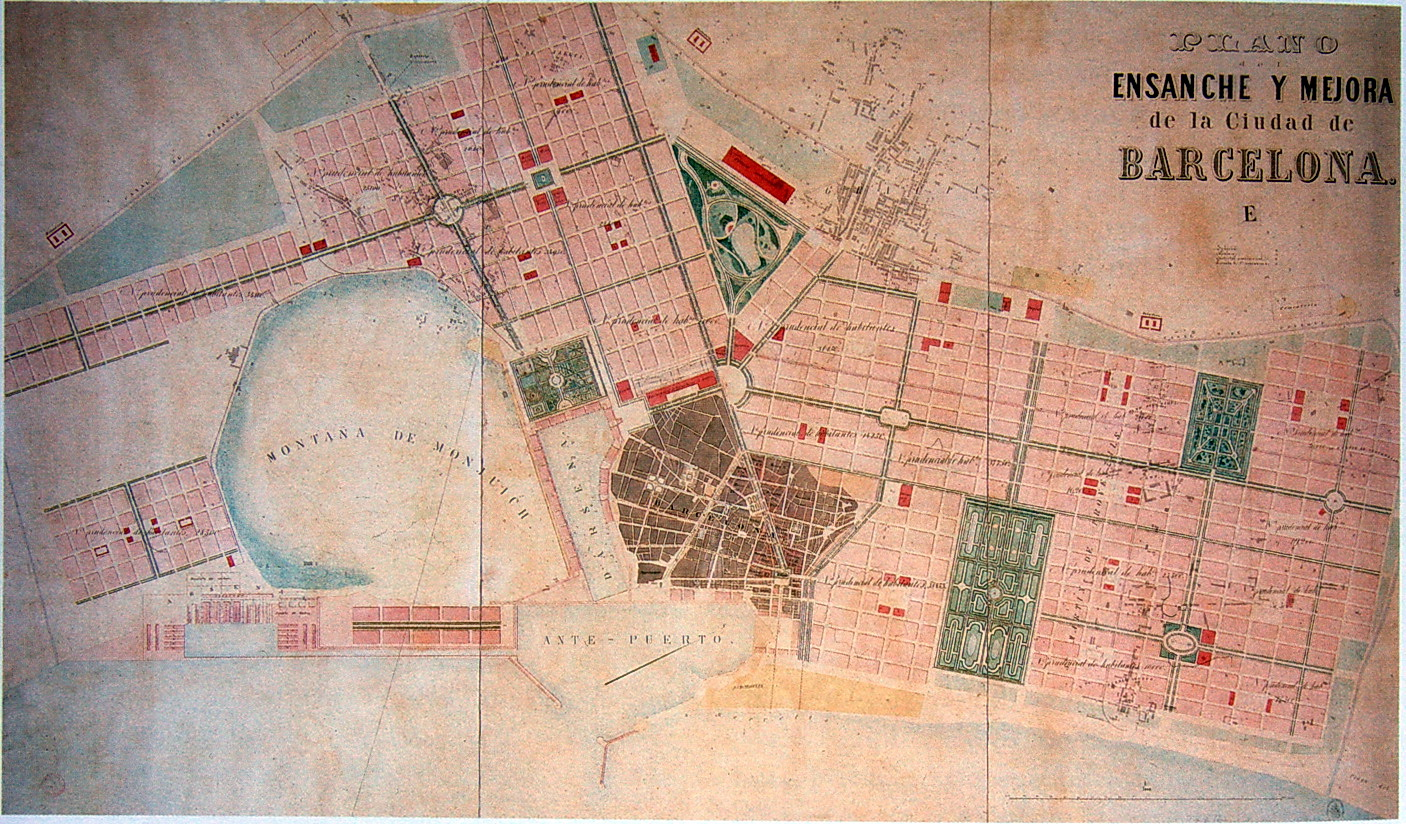
Proyecto de Francesc Soler i Glòria.
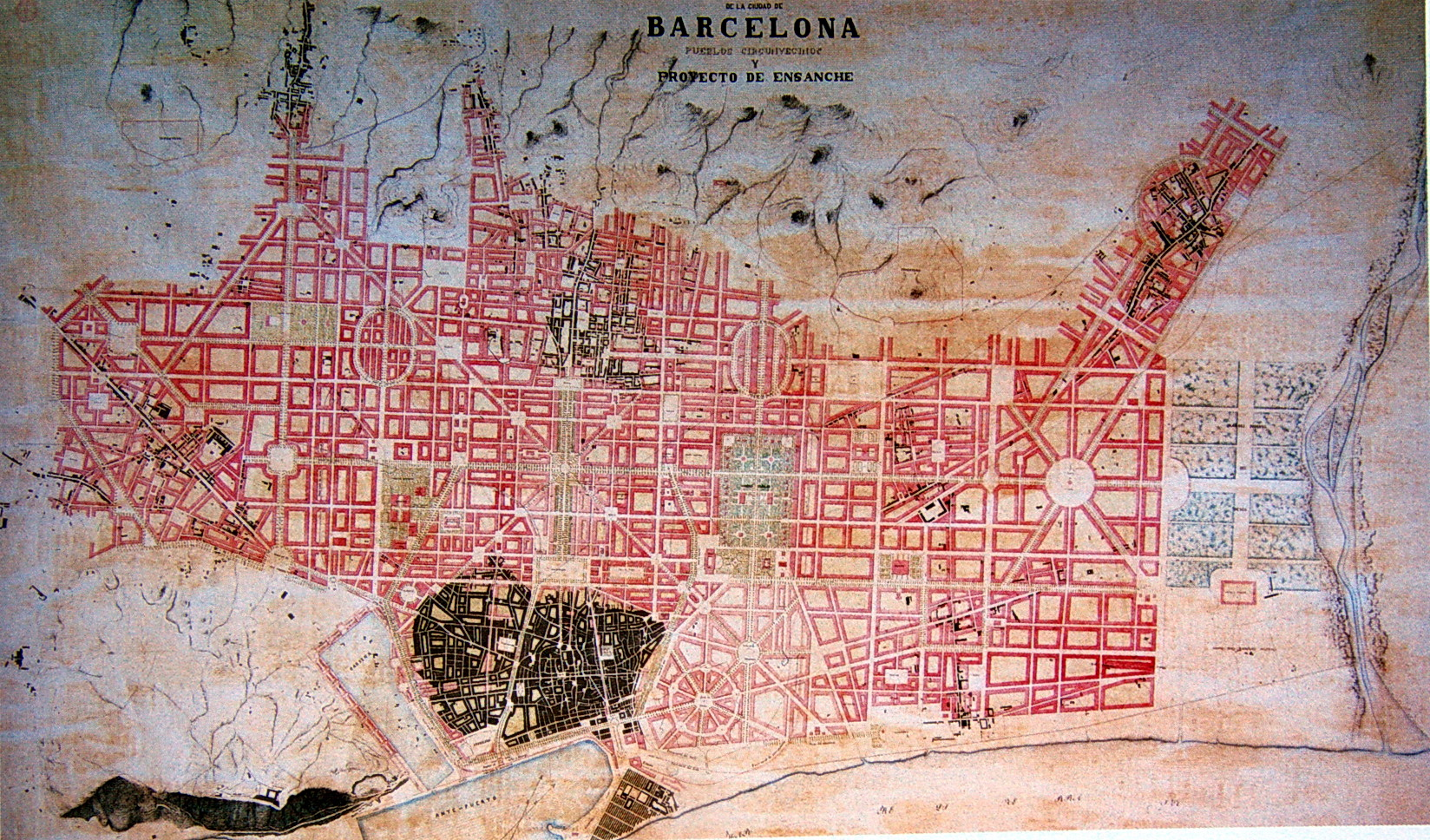
Proyecto de Josep Fontserè i Mestre.
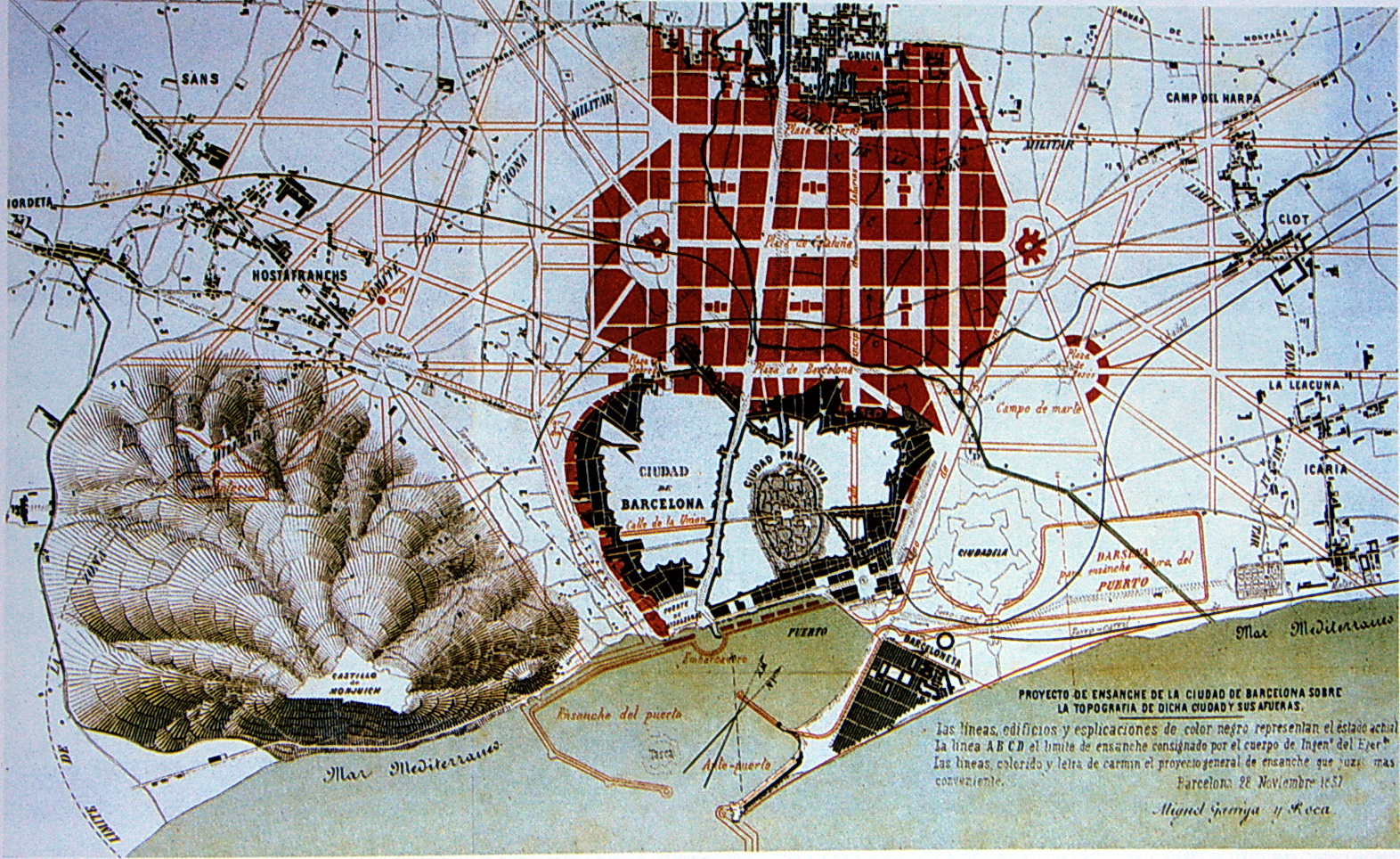
Proyecto de Miquel Garriga i Roca.
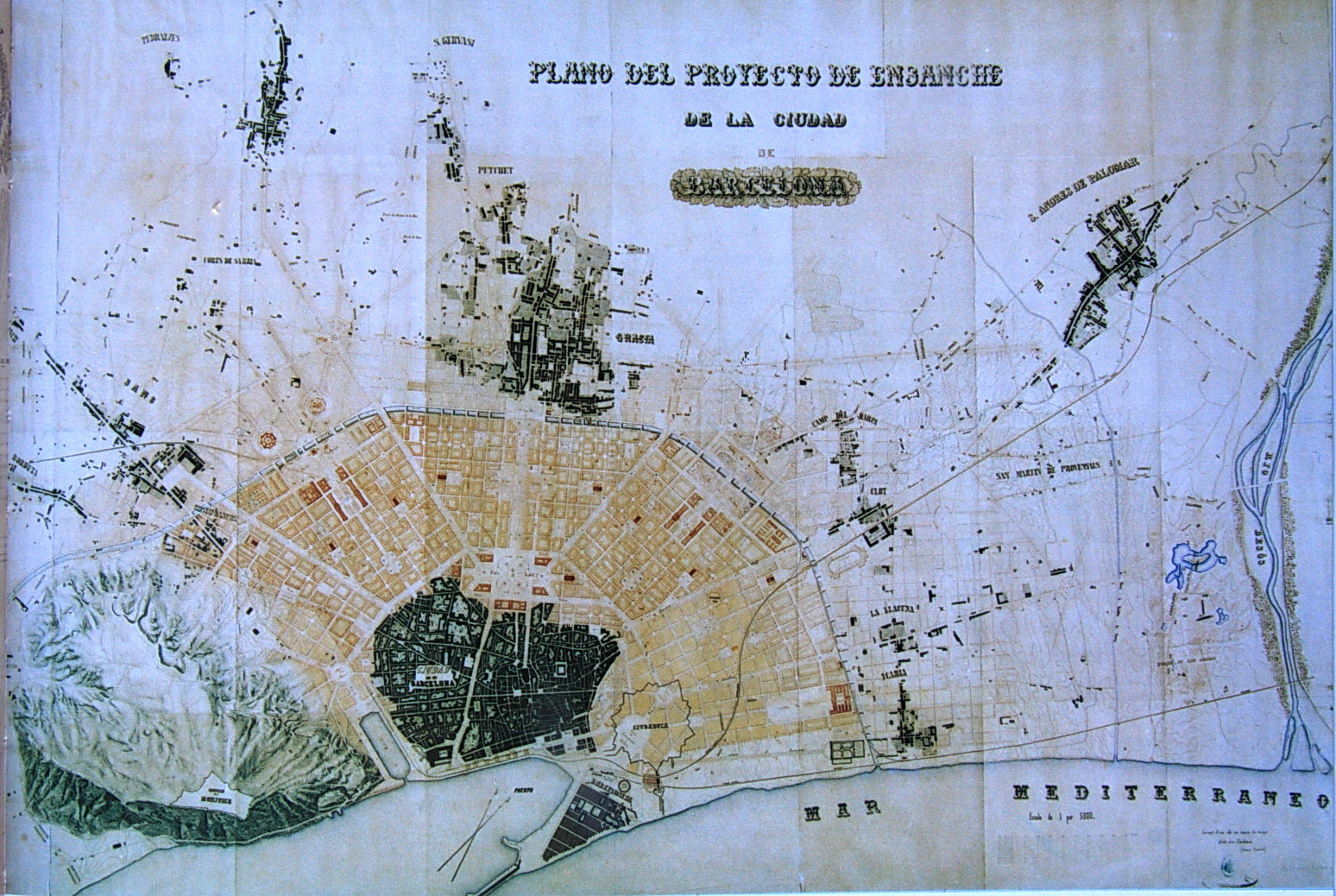
Proyecto de Antoni Rovira i Trias.

### Reformas interiores

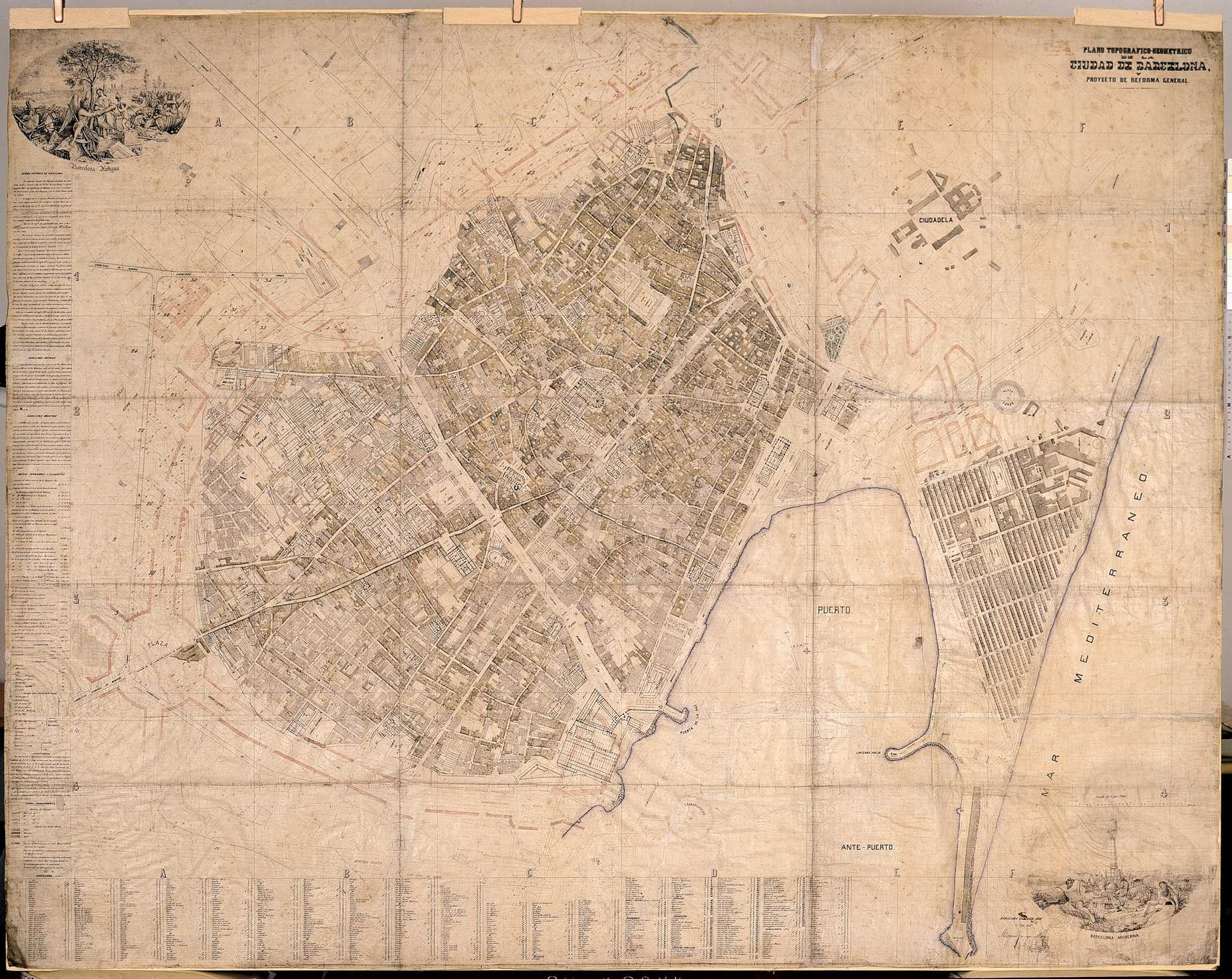
Plano de Barcelona de Miquel Garriga i Roca, 1862.

El Plan Cerdá se desarrolló principalmente fuera de las murallas de la ciudad, debido a la especulación inmobiliaria, dejando de lado las mejoras necesarias para el acondicionamiento de la parte vieja de Barcelona. Se planteó entonces la necesidad de un proyecto de «reformas interiores», con el objetivo de modernizar el núcleo antiguo de la ciudad en expansión. Uno de los primeros fue el de Miquel Garriga i Roca, autor de un plano conjunto de alineaciones (1862), el primer plano exhaustivo de la ciudad, a escala 1/250. El proyecto de Garriga preveía la realineación de calles como método básico de una amplia reforma del interior de la ciudad, pero la dificultad de su ejecución y la ausencia de mecanismos expropiatorios paralizó este primer proyecto.

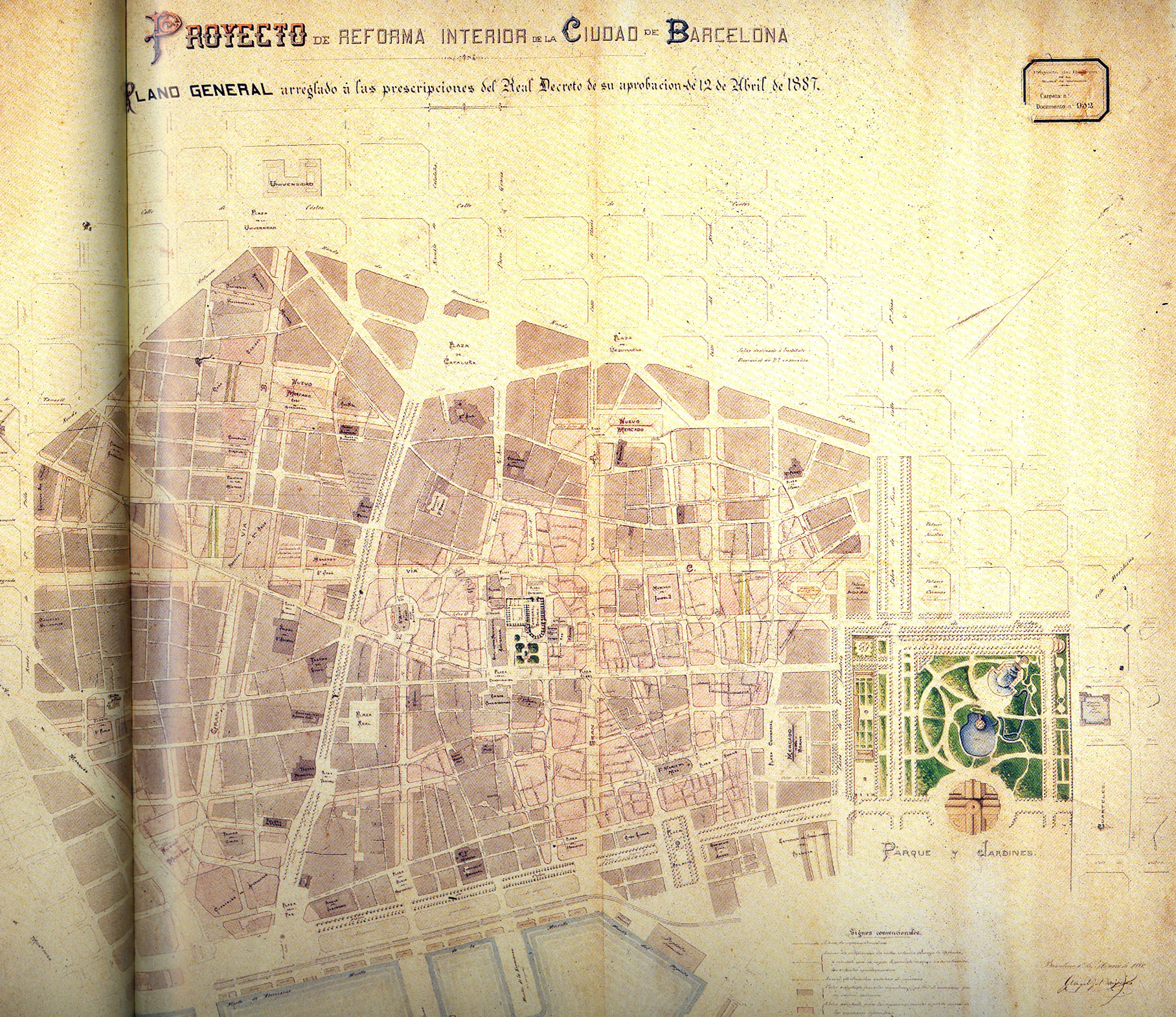
Plan de reforma interior de Barcelona (1884), de Àngel Baixeras.

Un proyecto más elaborado fue el realizado por Àngel Baixeras en 1878, quien presentó un proyecto de ley de expropiaciones en el Senado, que fue aprobado en 1879. El proyecto de Baixeras preveía una remodelación profunda de la antigua ciudad, y su aspecto más destacado era la apertura de tres grandes vías —denominadas inicialmente A, B y C— para hacer más transitable el núcleo antiguo, siguiendo el antiguo proyecto de Cerdá. Sin embargo, el proyecto no se aprobó hasta 1895, y aún hubo de esperar hasta 1908 para su ejecución, realizada parcialmente, ya que solo se construyó la vía A, rebautizada como Vía Layetana.
De esta época cabe destacar también la introducción del tranvía para el transporte urbano. En 1860 se había abierto una línea de ómnibus que recorría la Rambla, pero la lentitud de los carruajes hacía poco viable este medio de transporte. En 1872 se colocaron raíles para su tracción, lo que aligeró el transporte, con coches de modelo imperial —de origen inglés—, tirados por dos o cuatro caballos. La línea se alargó desde el puerto (Atarazanas) hasta la villa de Gracia, y posteriormente desde las Atarazanas hasta La Barceloneta. Una de las primeras líneas en operar fue la inglesa Barcelona Tramways Company Limited. En 1899 los tranvías fueron electrificados.

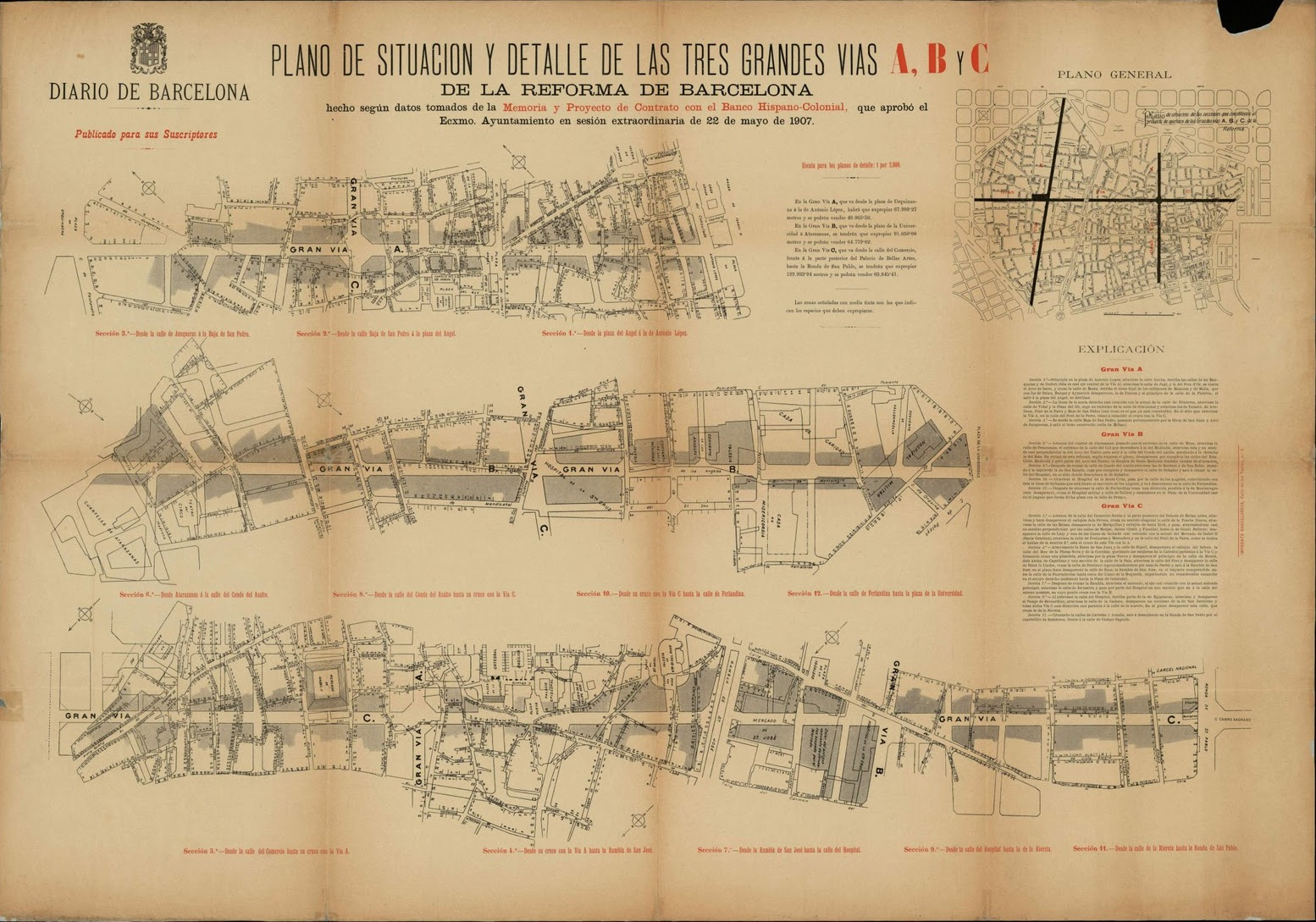
Plano de las tres grandes vías proyectadas por Baixeras

En estos años fue creciendo también el mobiliario urbano, especialmente desde la designación en 1871 de Antoni Rovira i Trias como responsable de Edificaciones y Ornamentación del Ayuntamiento, así como de su sucesor, Pedro Falqués, quienes pusieron un especial empeño en aunar estética y funcionalidad para este tipo de aderezos urbanos. El incremento de elementos como farolas, fuentes, bancos, quioscos, barandillas, jardineras, buzones y otros servicios públicos se vio favorecido por el auge de la industria del hierro, que permitía su fabricación en serie y resultaba de mayor resistencia y durabilidad.

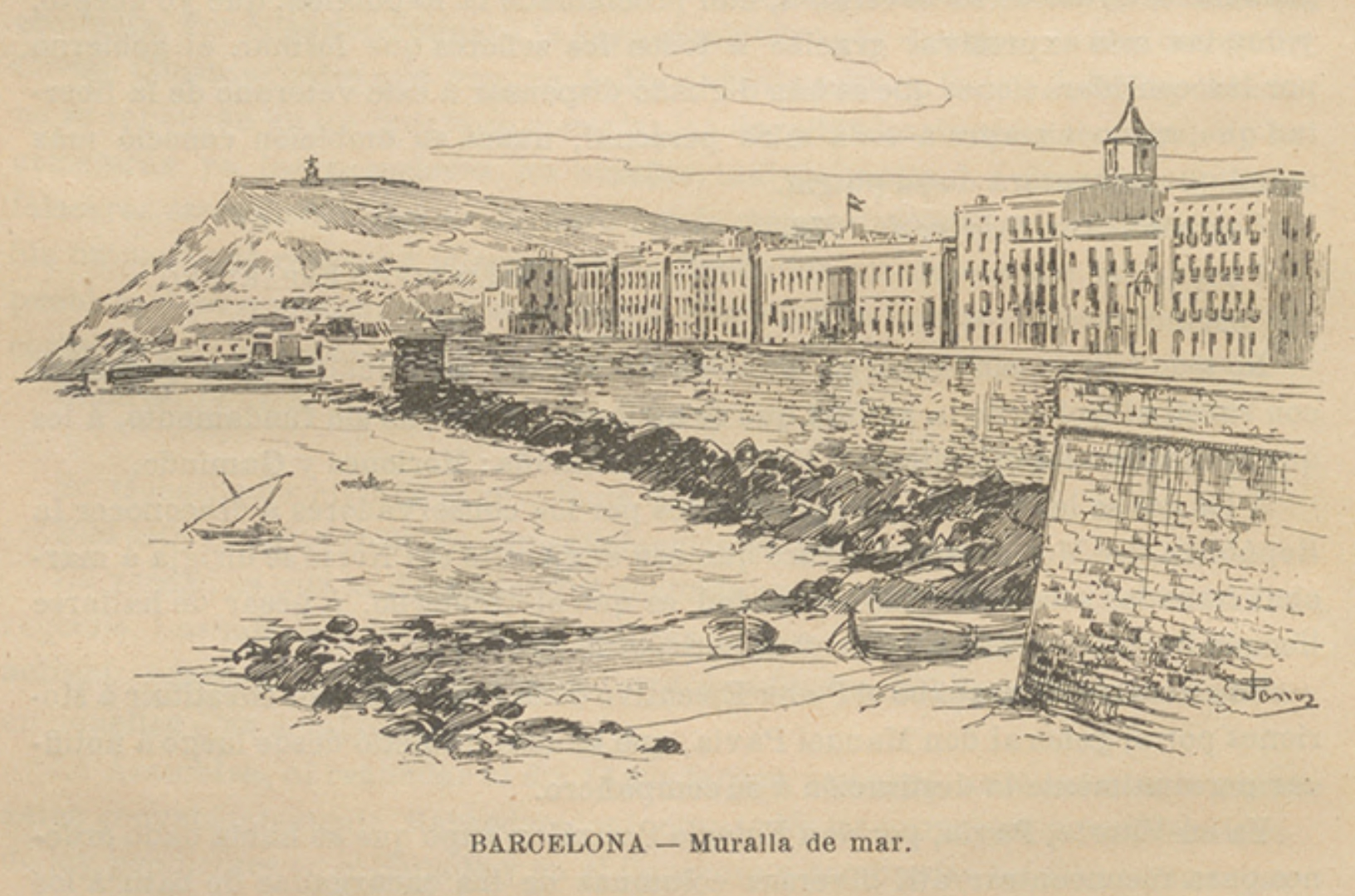
Muralla de mar.

En los años 1880 comenzó la instalación de iluminación eléctrica, que fue sustituyendo paulatinamente a la de gas en las vías públicas. En 1882 se colocaron las primeras farolas en la plaza de San Jaime, y entre 1887 y 1888 se electrificaron la Rambla y el paseo de Colón. Sin embargo, la generalización de la luz eléctrica no se produjo hasta inicios del siglo XX, con la invención de la bombilla, y no se concluyó hasta 1929.
Otro de los servicios que surgió a finales de siglo fue el teléfono. En Barcelona se produjo la primera comunicación telefónica de toda la península, efectuada en 1877 entre el castillo de Montjuic y la fortaleza de la Ciudadela —en proceso de desmantelación pero que aún albergaba una guarnición—. Ese mismo año se realizó la primera transmisión interurbana entre Barcelona y Gerona, a cargo de la empresa Dalmau i Fills, pionera en la instalación de líneas en la Ciudad Condal. En 1884 se estableció el monopolio estatal del servicio, pero dos años después se autorizó su explotación a la empresa Sociedad General de Teléfonos de Barcelona, que fue posteriormente absorbida por la Compañía Peninsular de Teléfonos. En 1925 el servicio fue nacionalizado por la dictadura de Primo de Rivera, y se creó la Compañía Telefónica Nacional de España. En 1897 había 2479 teléfonos en la ciudad, cifra que fue creciendo progresivamente: en 1917 había unos 10 000, en 1930 26 000, en 1960 200 000, en 1985 750 000 y en el 2000 había 850 000 teléfonos.
Cabe reseñar también que en el último tercio de siglo se construyeron numerosos mercados de abastecimiento, muchos de ellos construidos en hierro, un elemento de moda en la arquitectura de esa época. Se construyeron así los mercados del Borne (1872-1876), San Antonio (1872-1884), Hostafrancs (1881), La Barceloneta (1884), Concepción (1887-1888), Libertad (1888-1893), Clot (1884-1889), Unión (1889), Gracia (1892) y Sants (1898-1913).

### Exposición Universal de 1888

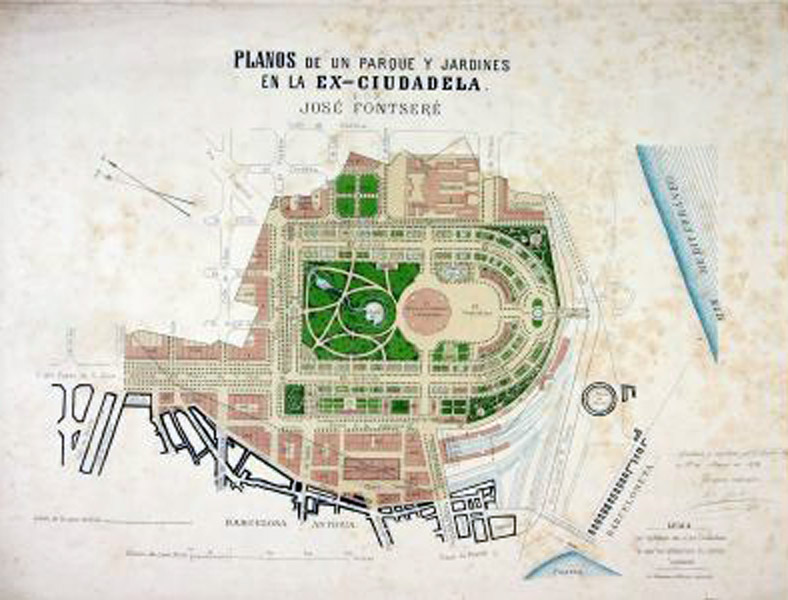
Plano de la Exposición, de Josep Fontserè

A finales de siglo se celebró un evento que supuso un gran impacto tanto económico y social como urbanístico, artístico y cultural para la ciudad: la Exposición Universal de 1888. Tuvo lugar entre el 8 de abril y el 9 de diciembre de 1888, y se llevó a cabo en el parque de la Ciudadela, un terreno anteriormente perteneciente al Ejército y ganado para la ciudad en 1868. El incentivo de los actos feriales conllevó la mejora de las infraestructuras de toda la ciudad, que dio un enorme salto hacia la modernización y el desarrollo.
El proyecto de remodelación del parque de la Ciudadela se encargó a Josep Fontserè en 1872, quien diseñó unos amplios jardines para esparcimiento de los ciudadanos, y junto con la zona verde proyectó una plaza central y un paseo de circunvalación, así como una fuente monumental y diversos elementos ornamentales, dos lagos y una zona de bosque, además de diversos edificios auxiliares e infraestructuras, como el mercado del Borne, un depósito de agua —actual biblioteca de la Universidad Pompeu Fabra—, un matadero, un puente de hierro sobre las líneas de ferrocarril y varias casetas de servicios. También diseñó la urbanización del nuevo sector del Borne, compuesto por un centenar de solares, que presentarían un sello estilístico común, aunque finalmente solo se realizó en parte.
Además de la Ciudadela se remodeló el Salón de San Juan (actual paseo de Lluís Companys), una larga avenida de 50 metros de ancho que servía de entrada a la Exposición, en cuyo inicio se emplazó el Arco de Triunfo, diseñado por Josep Vilaseca. En este paseo destacaban las balaustradas de hierro forjado, los mosaicos del pavimento y unas grandes farolas, todo ello diseñado por Pedro Falqués. La mayoría de los edificios y pabellones construidos para la Exposición desaparecieron tras su finalización, aunque sobrevivieron el Castillo de los Tres Dragones y el Museo Martorell (ambos partes integrantes del Museo de Ciencias Naturales de Barcelona), el Invernáculo y el Umbráculo, mientras que una parte del recinto del parque fue ocupada posteriormente por el Zoo de Barcelona.

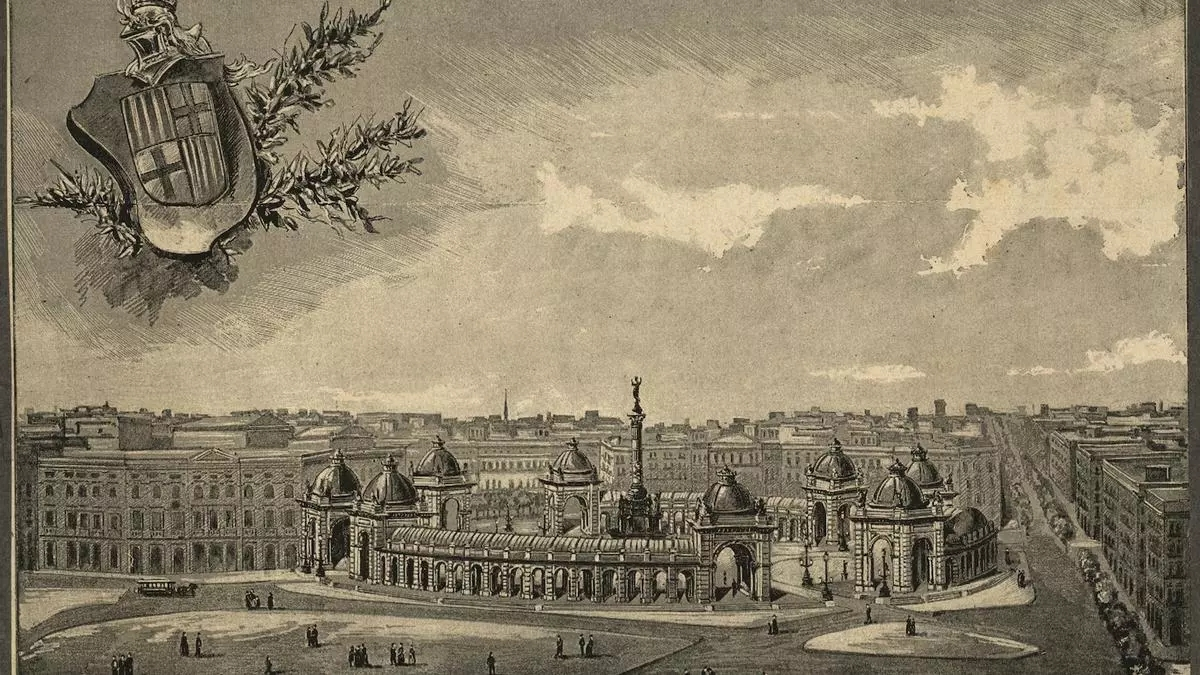
Proyecto irrealizado para la plaza de Cataluña de Pedro Falqués (1887)

Para el evento se realizaron numerosas obras y mejoras por toda la ciudad: se finalizó la urbanización de todo el frente marítimo de la ciudad, entre el parque de la Ciudadela y las Ramblas, a través de la remodelación del paseo de Colón y un nuevo muelle, el de la Fusta; se empezó a urbanizar la plaza de Cataluña, proceso que culminaría en 1929 gracias a otra Exposición, la Internacional de Industrias Eléctricas; se cubrió la Riera d'en Malla, dando lugar a la rambla de Cataluña; se inició la avenida del Paralelo; y se prolongó el paseo de San Juan hacia Gracia y la Gran Vía de las Cortes Catalanas hacia poniente. También se instalaron Las Golondrinas, unas embarcaciones de recreo que salían frente a la estatua de Colón y ofrecían un paseo marítimo a los visitantes, que aún perduran.

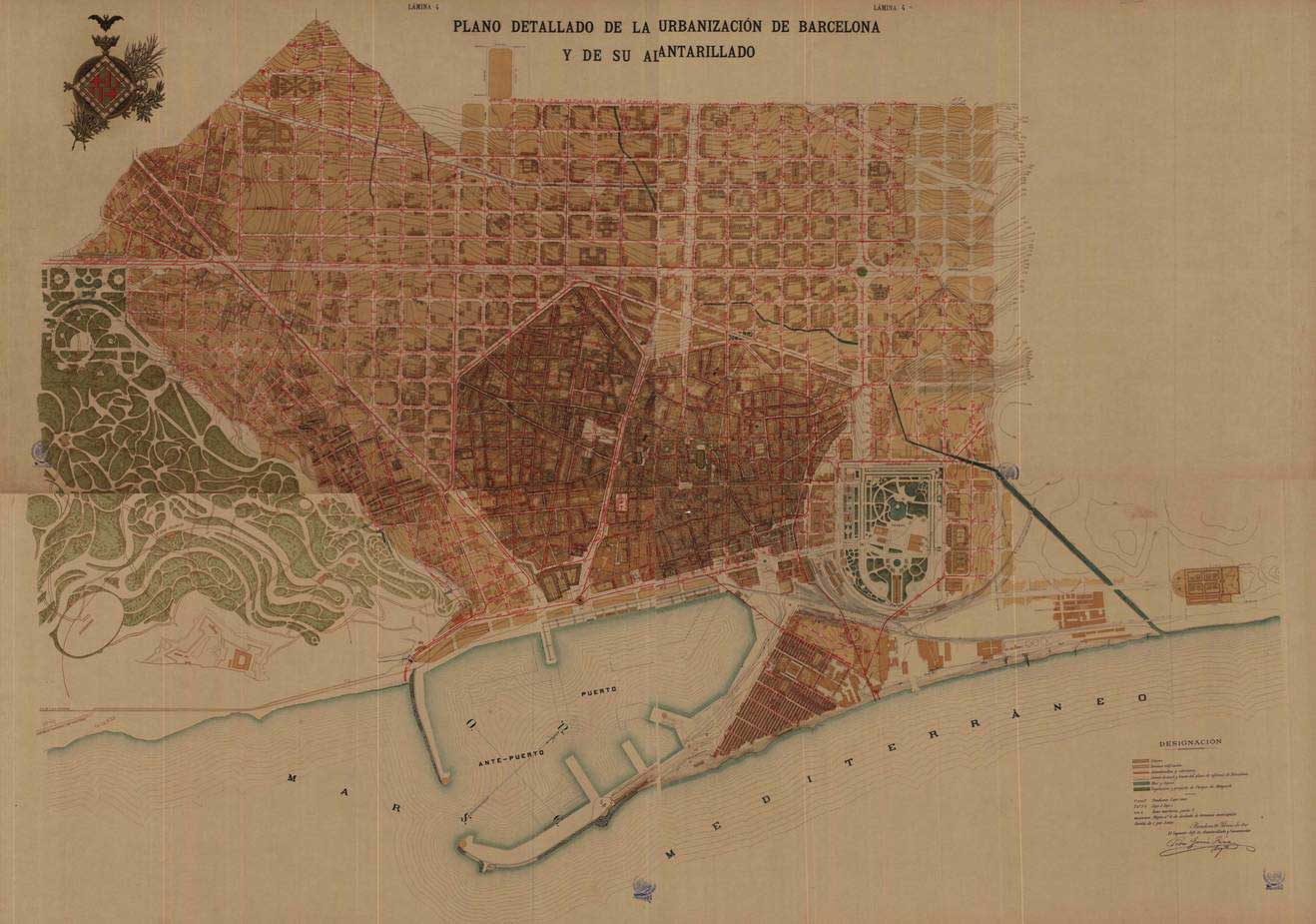
Proyecto de saneamiento del subsuelo de Barcelona: alcantarillado, drenaje, residuos urbanos (1891), de Pere Garcia Fària.

De finales de siglo cabe destacar el proyecto de Pere Garcia Fària de regulación del alcantarillado de la ciudad (Proyecto de saneamiento del subsuelo de Barcelona: alcantarillado, drenaje, residuos urbanos, 1891). Era un proyecto que ponía un especial énfasis en el higienismo, con unos criterios innovadores que aún hoy siguen vigentes: estableció una red de alcantarillado visitable, de 80 cm de ancho por 170 cm de alto, mantenida por una brigada municipal que todavía cumple con sus funciones. Es un sistema unitario de aguas pluviales y residuales, que funciona principalmente por gravedad —excepto algunas pequeñas estaciones de bombeo—, lo que hace necesaria la presencia de grandes colectores en la parte baja de la ciudad. Gracias a este proyecto, la red de alcantarillado se amplió en pocos años de 31,2 km a 212 km. Por estas fechas se empezó también a urbanizar las calles con aceras de baldosas y calzada de adoquines, sustituida en los años 1960 por asfalto.
Cabe señalar también que durante el siglo XIX el aumento de la población y las nuevas necesidades industriales comportaron un aumento del consumo de agua, lo que requirió una mayor red de captación y distribución de este elemento. Así, a finales de siglo se construyó una nueva canalización desde Dosrius (Maresme), con una galería de 17 km y un acueducto de 37 km que traía el agua a la ciudad. Aparecieron entonces las primeras empresas comercializadoras, la principal de las cuales fue la Sociedad General de Aguas de Barcelona (AGBAR), creada en 1882.
Por otro lado, el aumento de la población conllevó entre los siglos XIX y XX la creación de nuevos hospitales para atender a la población de los nuevos distritos de la ciudad: surgieron así el Hospital Clínico y Provincial (1895-1906) y el Hospital de la Santa Cruz y San Pablo (1902-1930), un monumental conjunto de estilo modernista diseñado por Lluís Domènech i Montaner. Más adelante se crearon los hospitales de la Esperanza (1924), de la Cruz Roja (1924), el Militar (1924) y del Mar (1931), mientras que en 1955 se inauguró el Hospital Universitario Valle de Hebrón, uno de los principales referentes sanitarios de Cataluña.
En estos años se fue urbanizando progresivamente el Ensanche, primero gracias a la iniciativa privada y las llamadas Sociedades de Fomento, y desde 1892 con la aparición de las Comisiones Especiales de Ensanche surgidas de la nueva Ley de Ensanche de 1892. Esta ley se apoyó en la Ley de Expropiación Forzosa de 1879, y desarrolló un sistema de gestión con participación pública y privada. El proceso de urbanización solía tener varias fases: terraplenado de la zona, parcelación del terreno, instalación de servicios como alcantarillado, agua corriente e iluminación, y construcción de edificios. La mayoría de casas solían ser de renta: el propietario se reservaba la primera planta (planta noble) y alquilaba las demás.

## SigloXX

Plano de Barcelona y sus alrededores en 1890, J. M. Serra. Se pueden apreciar alrededor del núcleo antiguo los municipios que fueron agregados entre finales del y principios del.

El siglo XX estuvo condicionado por la convulsa situación política, con el fin de la monarquía en 1931 y la llegada de la Segunda República, finalizada con la Guerra Civil y sustituida por la dictadura franquista, hasta el restablecimiento de la monarquía y la llegada de la democracia. Socialmente, este siglo vio la llegada masiva de inmigración a la ciudad, con el consecuente aumento de la población: si en 1900 había 530 000 habitantes, en 1930 casi se habían doblado (1 009 000 hab), para llegar entre 1970 y 1980 al pico máximo (1 754 900) y a finales de siglo a 1 500 000 habitantes.
Con el cambio de siglo se abrió un nuevo escenario político marcado por la pérdida de las colonias en América y Asia y el auge de la Lliga Regionalista, dirigida por políticos como Francisco Cambó, Enric Prat de la Riba y el arquitecto Josep Puig i Cadafalch, quienes manifestaron su deseo de situar a Barcelona en la primera línea internacional, al nivel de ciudades como París, Nueva York, Berlín o Viena. Es el modelo de la «Barcelona Imperial» planteado por Prat de la Riba, o de la «Nueva París del Mediodía» comentada por Puig i Cadafalch. Surgen en ese sentido proyectos de mejoras de las infraestructuras, los ferrocarriles, los transportes y los equipamientos, la creación de un puerto franco, la atención a las necesidades de una sociedad cada vez más industrializada, la búsqueda de mecanismos para acoger el aumento de la población y satisfacer aspectos hasta ahora poco atendidos como la educación, la cultura y los espacios verdes.

### Agregaciones municipales y Plan de Enlaces
El inicio del siglo estuvo marcado por la expansión geográfica de la ciudad: en 1897 Barcelona se anexionó seis poblaciones limítrofes, hasta entonces independientes: Sants, Les Corts, San Gervasio de Cassolas, Gracia, San Andrés de Palomar y San Martín de Provensals. Igualmente, en 1904 fue anexionado San Juan de Horta; en 1921, Sarrià y Santa Cruz de Olorde (un pequeño terreno de Collserola segregado de Molins de Rey); en 1924, Collblanc y la Marina de Hospitalet, donde se hizo la Zona Franca; y, en 1943, El Buen Pastor y Barón de Viver, segregados de Santa Coloma de Gramanet. La ciudad pasó de 15,5 km² a 77,8 km², y de una población de 383 908 habitantes a 559 589.

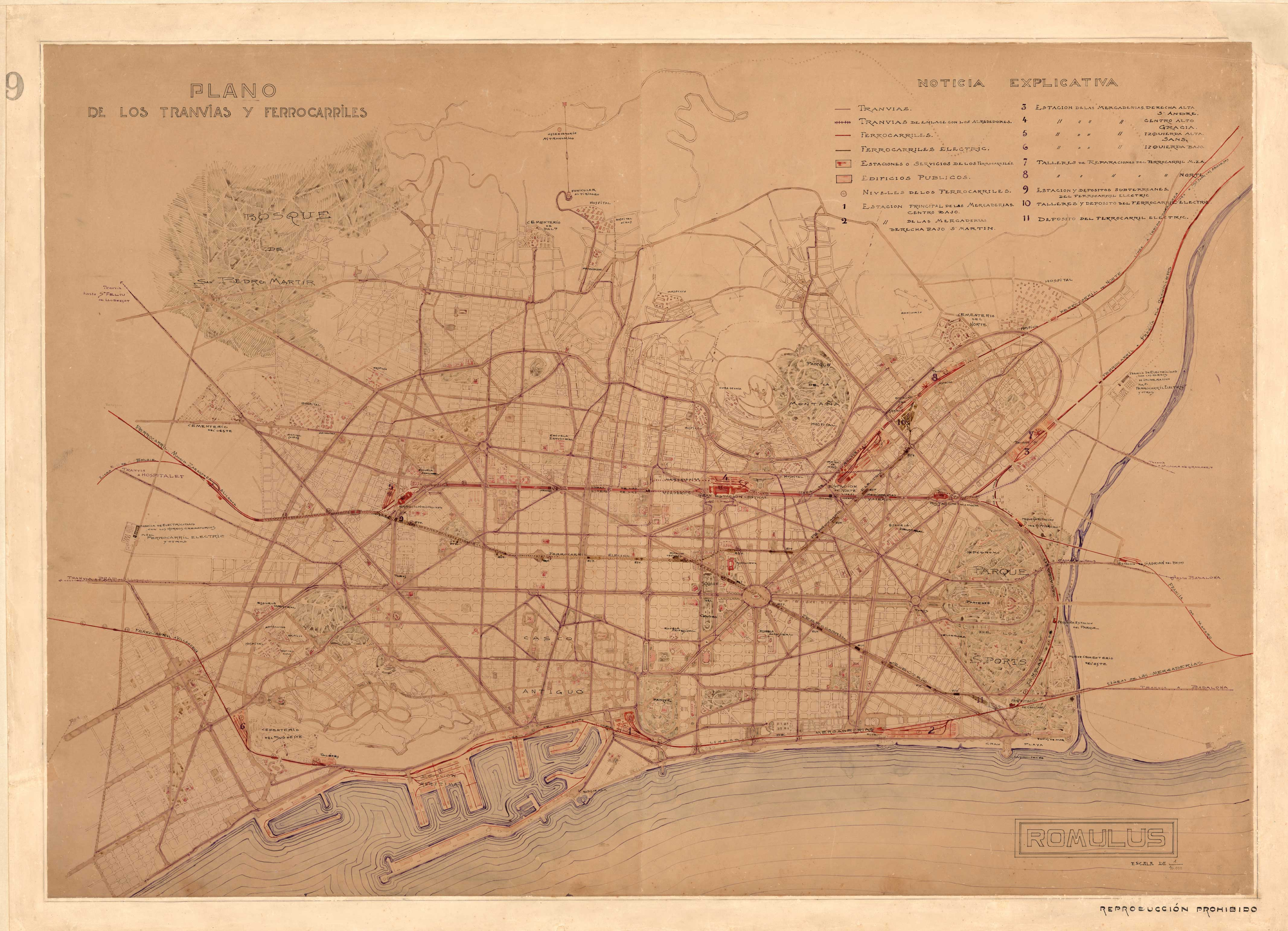
Plan Jaussely (1903).

La anexión de los nuevos municipios planteó la necesidad de un plan de enlaces de la ciudad, que salió a concurso público en 1903 (Concurso Internacional sobre anteproyectos de enlaces de la Zona de Ensanche de Barcelona y los pueblos agregados entre sí y con el resto del término municipal de Sarrià y Horta), en el que resultó ganador el urbanista francés Léon Jaussely. Se buscaba la integración de los nuevos municipios agregados con Barcelona y entre estos, con un predominio de los aspectos organizativos por sobre los expansivos, en un intento de reformulación del Plan Cerdá, mal visto por la generación modernista. El Plan Jaussely se basaba en un esquema estructural, con un trato diferenciado de los diversos tejidos urbanos, lo que recuerda los trazados tipo Beaux-Arts de boga en los ambientes internacionales de la época. Su propuesta se basaba principalmente en tres criterios: un esquema viario de ejes principales (cinco radiales y dos anillos de circunvalación), la zonificación de actividades y la sistematización de los espacios verdes. El proyecto preveía grandes infraestructuras viarias (bulevares, grandes plazas, paseos de ronda, diagonales, paseos marítimos), parques y jardines, enlaces ferroviarios —con las líneas interiores soterradas—, edificios públicos y colectivos en los puntos centrales de las trazas viarias, equipamientos y áreas de servicios. El proyecto se realizó tan solo parcialmente, y en 1917 se reformuló con el llamado Plan Romeu-Porcel; sin embargo, lo innovador de sus ideas dejó una profunda huella e inspiró el urbanismo barcelonés durante gran parte del siglo.

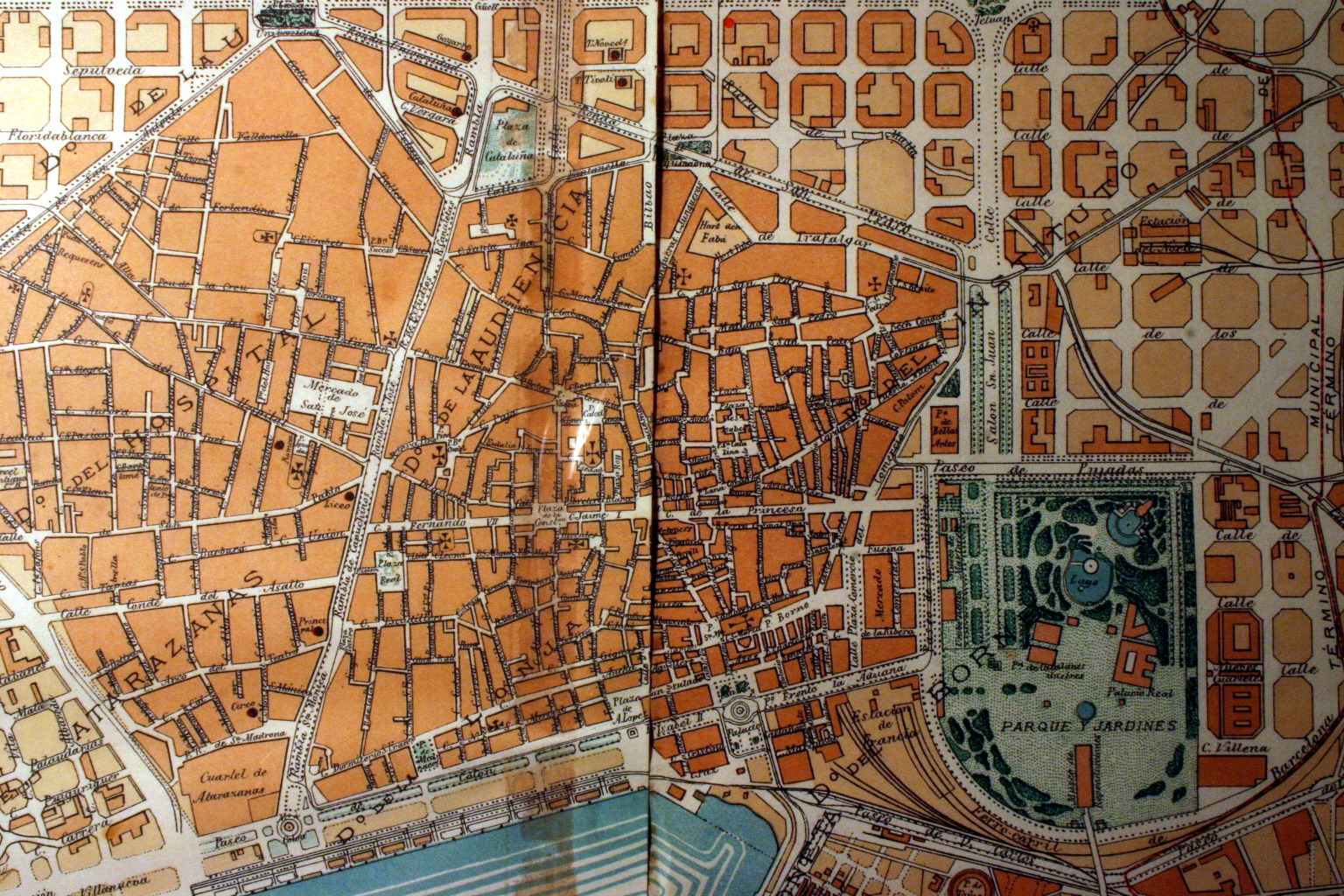
Plano de Ciutat Vella antes de abrirse la Vía Layetana.

La actuación más importante en estos años fue la apertura de la Vía Layetana, que conectaba el Ensanche con el mar, proyectada con la letra A en el Plan Baixeras de 1878. Las obras se realizaron finalmente en 1908, con una financiación conjunta entre el Ayuntamiento y el Banco Hispano Colonial, la primera operación concertada de Barcelona. La nueva vía se diseñó con la voluntad de crear una avenida de aspecto uniforme, por lo que la mayoría de edificios son de aspecto novecentista, con cierta influencia de la Escuela de Chicago. Las críticas a las obras de apertura de esta vía, que comportaron numerosos derribos de casas —algunos edificios de valor artístico fueron trasladados—, paralizaron la construcción de los otros dos viales previstos por Baixeras, aunque con posterioridad se hicieron algunas intervenciones puntuales en estos lugares, conforme a los proyectos de Antoni Darder (1918), Joaquim Vilaseca (1932, Plan de Reforma, urbanización y enlace entre los puntos singulares del Casco Antiguo) y Soteras-Bordoy (1956, Plan parcial de Ordenación del Casco Antiguo de Barcelona).

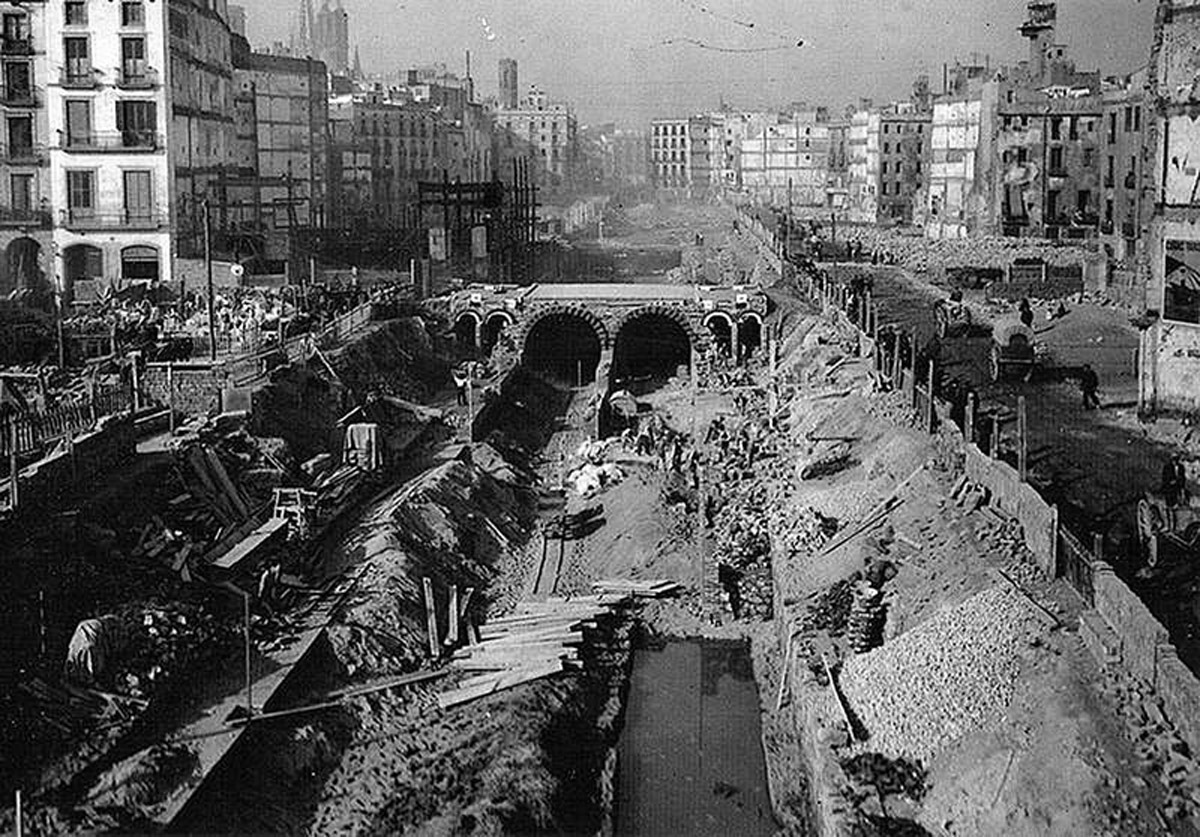
Apertura de la Vía Layetana (1912).

También en los primeros años del siglo se urbanizó la falda del Tibidabo, con una amplia avenida que unía la avenida de San Gervasio con la montaña, que fue ocupada por casas unifamiliares al estilo de las ciudades-jardín inglesas. Para el transporte se instaló un tranvía en la avenida y un funicular para ascender a lo alto de la montaña (1901), donde se emplazó el Parque de Atracciones del Tibidabo. En 1906 se abrió también el funicular de Vallvidrera.
Un interesante proyecto de urbanización fue el de la finca de Can Muntaner (1900-1914), al pie del monte Carmelo, en el barrio de La Salud, diseñada también como una ciudad-jardín de casas unifamiliares. El promotor fue el industrial Eusebi Güell, y se ocupó del trazado el arquitecto Antoni Gaudí. El proyecto no tuvo éxito, ya que solo se vendieron dos parcelas, y en 1926 el terreno fue cedido al Ayuntamiento y reconvertido en parque, conocido hoy como parque Güell.

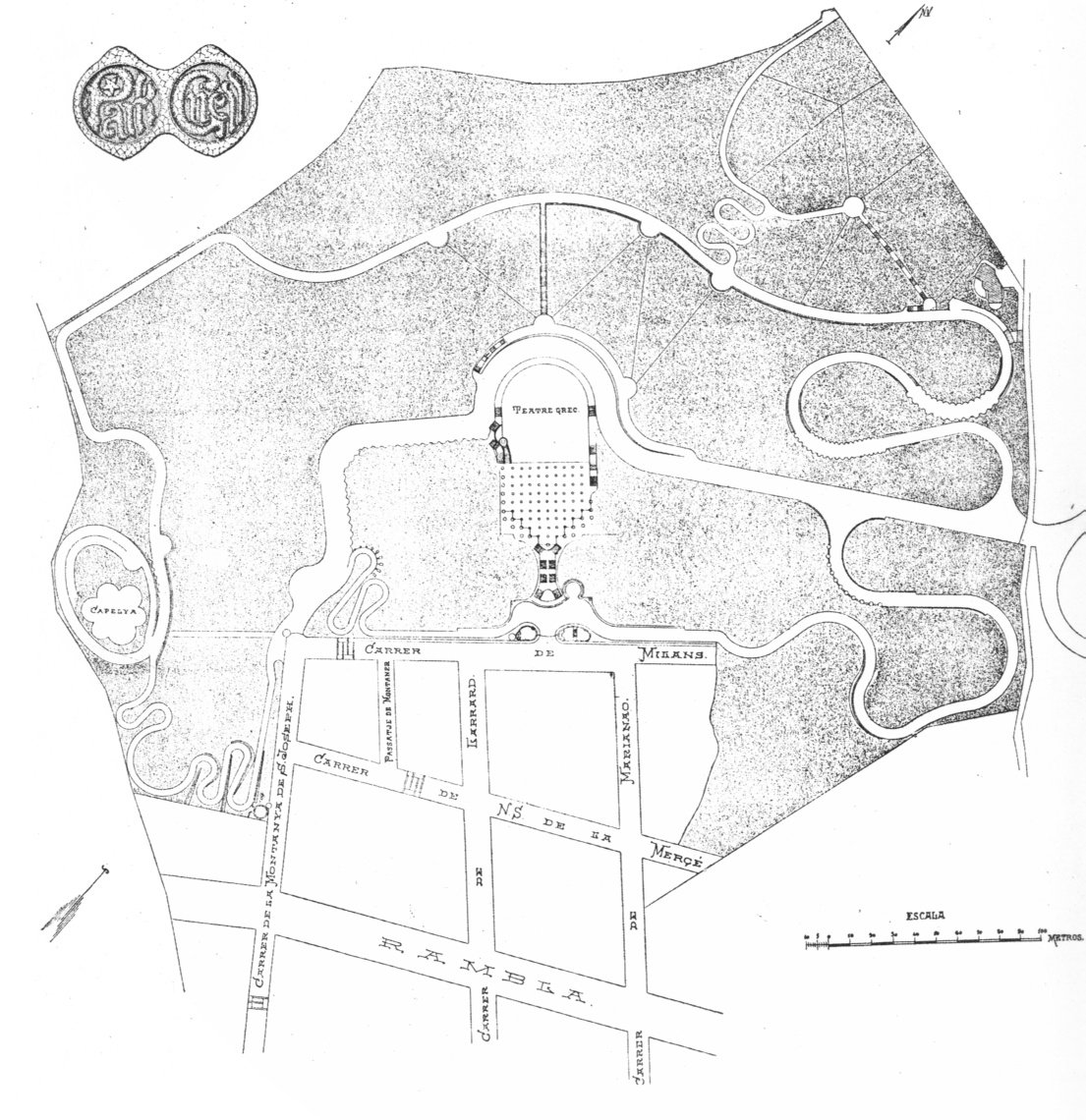
Plano del parque Güell (1903), de Antoni Gaudí.

Durante los primeros años del siglo se efectuó una ampliación del puerto, con un proyecto elaborado por Julio Valdés y realizado entre 1905 y 1912: se prolongó el dique del este y se construyeron un contradique y los muelles interiores. Estas obras dieron al puerto prácticamente su fisonomía actual, exceptuando la construcción del muelle sur y la dársena interior en 1965.
El cambio de siglo trajo la electrificación general de la ciudad, tanto a nivel público como privado. En 1911 se fundó la compañía Barcelona Traction Light and Power —más conocida como La Canadiense—, que apostó por el aprovechamiento de los recursos hidráulicos del Pirineo, construyendo embalses en Tremp (1915) y Camarasa (1920). También edificó las centrales térmicas de Fígols y San Adrián de Besós. Gracias a la electrificación, Barcelona empezó a despuntar en sectores como el metalúrgico, el químico y el automovilístico, consolidándose como centro industrial y comercial.
Durante la primera década del siglo se instalaron unos urinarios públicos denominados vespasianas, realizados en metal con un cuerpo circular con capacidad para seis personas, sobre el que se elevaba una sección hexagonal destinada a publicidad, coronada por una cupulita. En los años 1910 fueron retirados, y en el futuro se estableció que todos los urinarios debían estar soterrados.

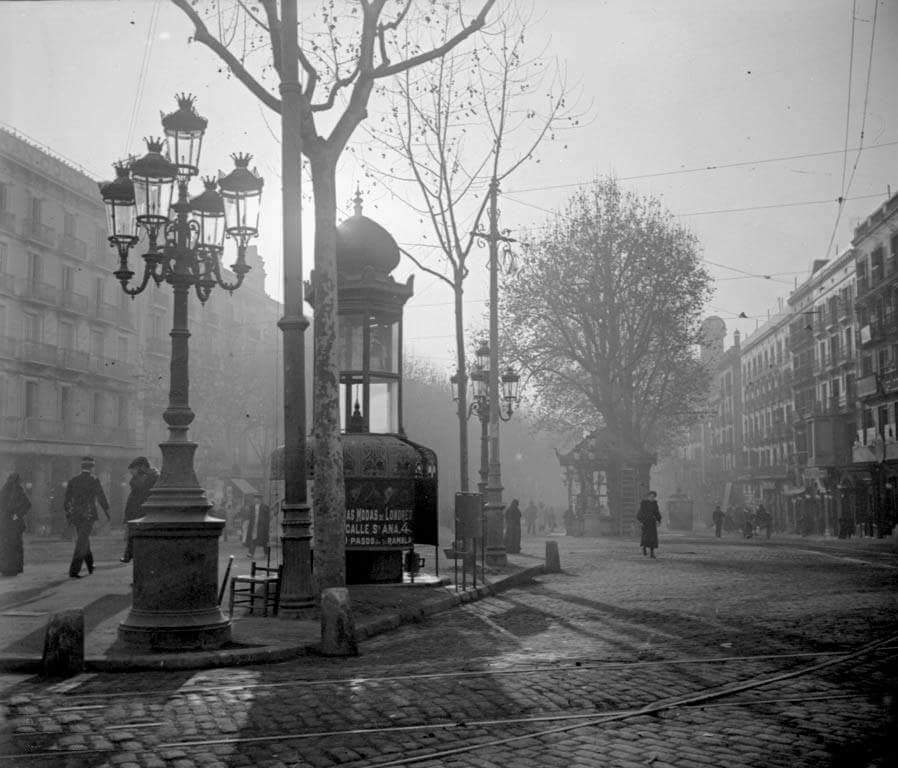
Urinario tipo vespasiana, cruce de la calle de Pelayo con la plaza de Cataluña.

En estos años se fue ampliando la red de tranvías, gracias a empresas como Les Tramways de Barcelone Société Anonyme. La expansión de la ciudad con la agregación de los municipios colindantes requería cada vez más una red amplia y rápida de transportes, cuyo progreso fue favorecido por la electrificación de los tranvías, hecho que además abarató su coste y permitió popularizar más el servicio: de siete millones de pasajeros en 1900 se pasó a 17 millones en 1914.
A principios de siglo aparecieron también los primeros autobuses: en 1906 se creó la primera línea entre la plaza de Cataluña y la de Trilla, en Gracia, operada por la compañía La Catalana, con cinco coches Brillié-Schneider. El servicio se suprimió en 1908 por las protestas de las compañías de tranvías, para las cuales era una clara competencia, pero en 1916 aparecieron algunas líneas suburbanas, que hacían el trayecto entre Barcelona y San Justo Desvern, Santa Coloma de Gramanet, Hospitalet, Badalona, El Prat, San Baudilio, Gavá y San Clemente de Llobregat. En 1922 se restablecieron los autobuses urbanos, a cargo de la Compañía General de Autobuses de Barcelona (CGA), que posteriormente fue absorbida por Tranvías de Barcelona, la cual pasó a operar ambos transportes.
También en esta época aparecieron los primeros taxis: en 1910 se otorgó la licencia a los 21 primeros vehículos; en 1920 ya había mil taxis, con 64 paradas por toda la ciudad. En 1928 se incorporó la luz verde como señal de «libre», y en 1931 se estableció el color negro y amarillo como distintivo de la ciudad.

Mapa de la red del Metro de Barcelona.

En los años 1920 se mejoró el transporte urbano con la construcción del Metro de Barcelona. Las obras comenzaron en 1920 con la instalación de dos líneas: la 3 (Lesseps-Liceo), inaugurada en 1924, y la 1 (Cataluña-Bordeta), puesta en servicio en 1926. La red se fue expandiendo progresivamente, y en la actualidad Barcelona cuenta con 12 líneas. Inicialmente estaba explotado por tres compañías: Gran Metropolitano de Barcelona (L3), Metropolitano Transversal (L1) y Ferrocarril de Sarrià a Barcelona (actual Ferrocarriles de la Generalidad de Cataluña); las dos primeras se fundieron en 1957 en la compañía Ferrocarril Metropolitano de Barcelona, que junto a la compañía de autobuses Transportes de Barcelona formó en 1979 la compañía Transportes Metropolitanos de Barcelona (TMB).
Cabe remarcar también que durante las primeras décadas del siglo se impulsó notablemente la escolarización pública, gracias sobre todo a la iniciativa tanto del Ayuntamiento como de la Diputación y la Mancomunidad de Cataluña. El Ayuntamiento creó en 1922 el Patronato Escolar, que fomentaba la educación laica, bilingüe y de renovación pedagógica, y que impulsó un ambicioso plan de construcciones escolares, entre las que destacan las edificadas en estilo novecentista por Josep Goday (colegios Ramon Llull, Collaso i Gil, Lluís Vives, Milà i Fontanals, Baixeras y Pere Vila). Tras la Guerra Civil la educación pública fue asumida por el gobierno central, hasta que con la llegada de la democracia pasó las competencias a la Generalidad.
En estos años se otorgó también una creciente importancia a la cuestión de los espacios verdes, que fue planteada en 1926 por Nicolau Maria Rubió i Tudurí, director del servicio de Parques y jardines de Barcelona: con el texto El problema de los espacios libres, presentado en el XI Congreso Nacional de Arquitectos, propuso la colocación de una serie de espacios verdes en forma de semicírculos concéntricos entre los ríos Besós y Llobregat, a todo lo largo de la sierra de Collserola, con pequeños enclaves en la parte interior de la ciudad al estilo de los squares londinenses. Propuso para la ciudad cuatro niveles: parques interiores, entre los que se encontrarían la Ciudadela y Montjuic, así como tres menores (Letamendi, Sagrada Familia y Glorias); parques suburbanos, entre los que se hallarían el del Hipódromo, Turó Park, Turó Gil, Font del Racó, Vallcarca, Guinardó y Park Güell; parques exteriores (Llobregat, Pedralbes, Vallvidrera, Tibidabo, Sant Medir, Horta y Besós); y la reserva natural de Collserola. El proyecto de Rubió no fue ejecutado, excepto en pequeñas porciones, pero poco a poco la ciudad fue ganando terreno verde: de 1910 a 1924 se pasó de 72 ha a 450 ha.

### Exposición Internacional de 1929

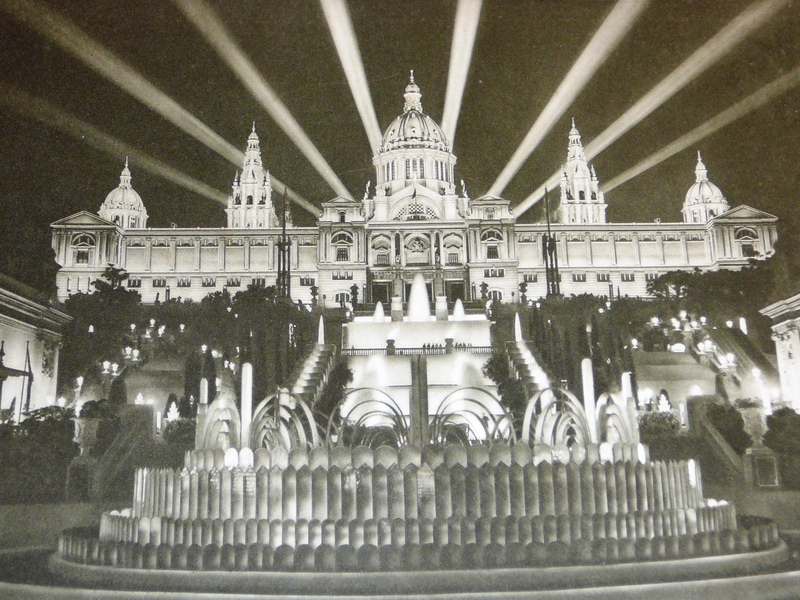
Vista de la Exposición Internacional de Barcelona (1929)

En 1929 se celebró la Exposición Internacional en Montjuic. Para este acontecimiento se urbanizó toda la zona de la plaza de España, la avenida de la Reina María Cristina y la montaña de Montjuic, y se construyeron los pabellones que acogen actualmente la Feria de Barcelona. Uno de los principales artífices del proyecto fue Josep Puig i Cadafalch, y supuso uno de los principales bancos de prueba del novecentismo, el estilo sucesor del modernismo. La Exposición tuvo lugar del 19 de mayo de 1929 al 15 de enero de 1930, sobre una superficie de 116 ha, y tuvo un coste de 180 millones de pesetas.
Con motivo de la Exposición se ajardinó buena parte de la montaña de Montjuic, con un proyecto de Jean-Claude Nicolas Forestier y Nicolau Maria Rubió i Tudurí, que realizaron un conjunto de marcado carácter mediterráneo y gusto clasicista: se crearon así los jardines de Laribal, los de Miramar y los del Teatro Griego.
Como ocurrió en 1888, la Exposición de 1929 supuso un gran impacto para la ciudad a nivel urbanístico, no solo en la zona de Montjuic, por toda la ciudad se realizaron obras de mejora y acondicionamiento: se ajardinaron las plazas de Tetuán, Urquinaona y Letamendi; se construyó el puente de Marina; se urbanizó la plaza de Cataluña; se prolongaron la Diagonal hacia el oeste y la Gran Vía hacia el suroeste, así como los paseos de Gracia y San Juan en los tramos aledaños a Gracia. También se realizaron diversas obras públicas: se mejoró el asfaltado de calles y el alcantarillado, se instalaron lavabos públicos y se acabó la sustitución de la iluminación de gas por la eléctrica.

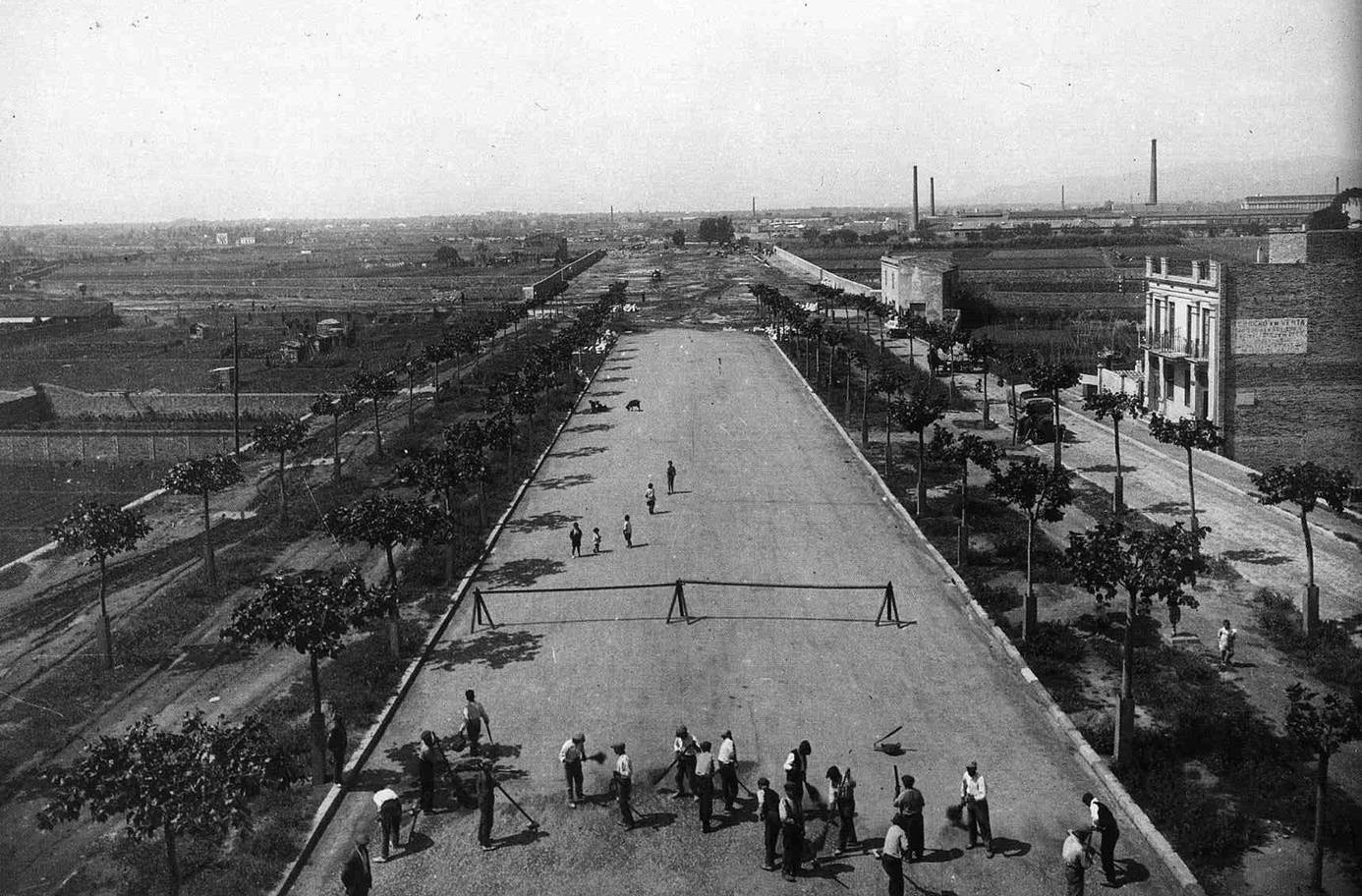
Prolongación de la Gran Vía de las Cortes Catalanas (1928).

Por último, se mejoraron las comunicaciones de la ciudad, con la construcción en los años 1920 del Aeropuerto del Prat, la reforma de la Estación de Francia, la mejora de los enlaces con los barrios periféricos, la supresión de los pasos a nivel dentro de la ciudad, el soterramiento de las vías del tren en el interior urbano —en calles como Aragón, Balmes y Vía Augusta— y la electrificación de los tranvías públicos. También se construyó un funicular para acceder hasta lo alto de la montaña —con un segundo tramo para ascender hasta el castillo que en 1970 fue sustituido por un telecabina—, así como un teleférico para acceder a la misma desde el puerto de Barcelona, una obra de Carles Buïgas que por un retraso en las obras fue inaugurada en 1931.
Todas estas obras públicas comportaron una fuerte demanda de empleo, provocando un gran aumento de la inmigración hacia la Ciudad Condal, proveniente de todas partes de España. Este aumento de población conllevó la construcción de diversos barrios obreros de «casas baratas», como el grupo Eduardo Aunós en Montjuic (desaparecido), el de Ramon Albó en Horta (actual Can Peguera) y los grupos Milans del Bosch (actual Buen Pastor) y Barón de Viver en el Besós. Sin embargo, uno de sus peores efectos fue el auge del barraquismo, ya que muchos de los inmigrantes que no podían acceder a una vivienda recurrieron a la autoconstrucción, con edificaciones precarias realizadas con materiales de desecho (caña, madera, latón), en espacios únicos para la familia de unos 25 m². En 1930 había unas 15 000 barracas en Barcelona, principalmente en San Andrés, la montaña de Montjuic y las playas de la Barceloneta y el Pueblo Nuevo, donde aún se recuerdan barrios como el de Pequín, la Perona y el Somorrostro.
Cabe señalar que en 1929 se instalaron los primeros semáforos para regular el tráfico de vehículos: el primero se situó en el cruce de las calles Balmes y Provenza, y a finales de año había diez funcionando por toda la ciudad, regulados por agentes de la Guardia Urbana. La Guerra Civil supuso un parón en la instalación de semáforos, que fue reactivada en los años 1950. En 1958 se produjo la primera sincronización, en la Vía Layetana. En 1984 se abrió el Centro de Control de Tránsito, que en 2004 controlaba 1500 cruces semafóricos.

### Segunda República y Plan Macià

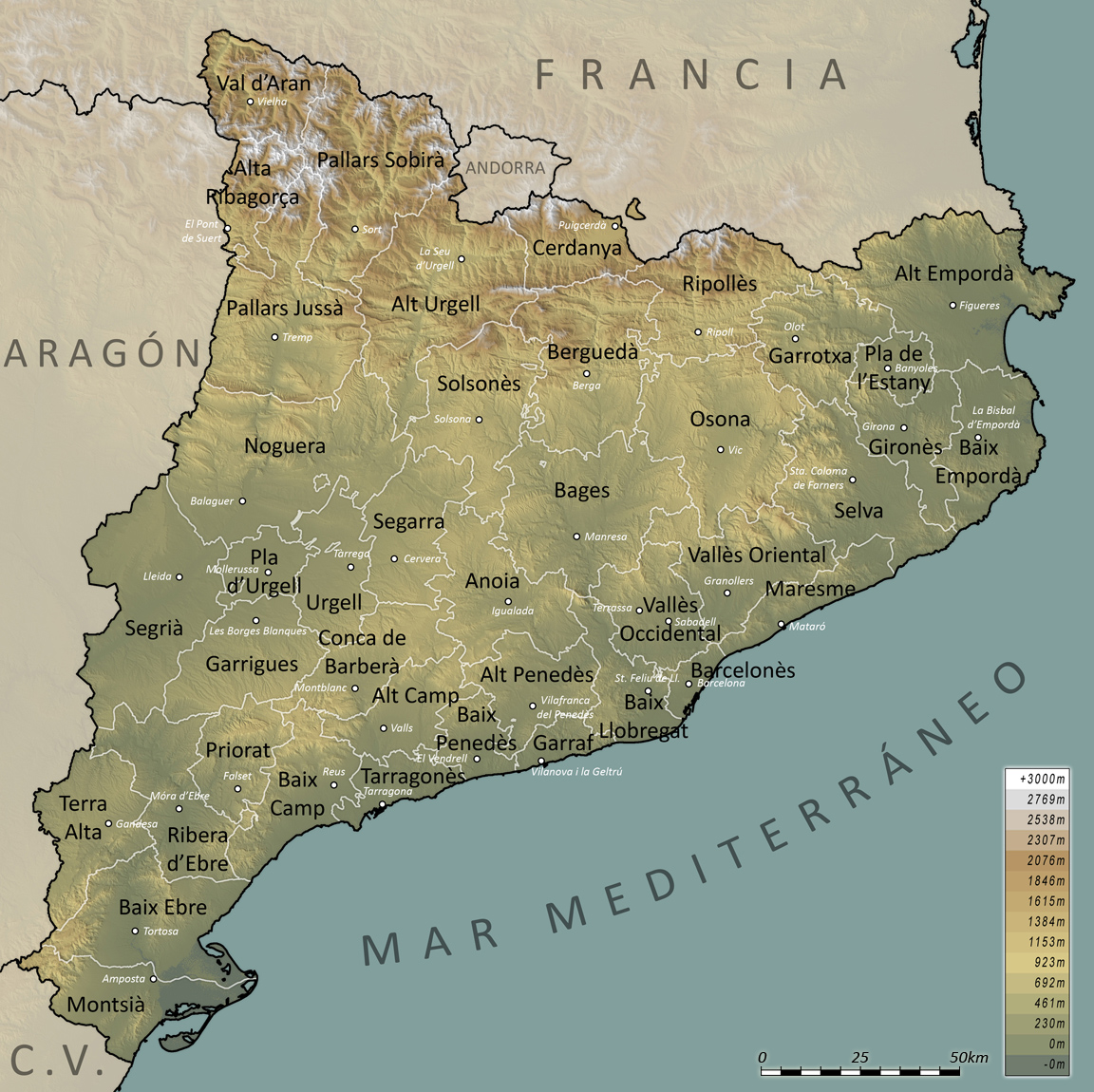
División comarcal de Cataluña

La llegada de la Segunda República favoreció la creación de diversos proyectos urbanísticos, en una ciudad que en 1930 había llegado al millón de habitantes, y que se mostraba deficitaria en infraestructuras, vivienda, transportes y equipamientos tales como escuelas y hospitales. En 1932 la Generalidad encargó a los hermanos Nicolau y Santiago Rubió i Tudurí un proyecto de zonificación del territorio catalán (Regional Planning), que sería el primer intento de ordenación conjunta de todas las tierras del Principado. En el proyecto figuraba una región de Barcelona, que comprendía el llano de la ciudad, el Bajo Llobregat y el conjunto de pueblos alrededor de la montaña del Tibidabo. El Plan Regional recogía todas las consideraciones sobre el territorio, tanto urbanas como naturales, así como en aspectos como la agricultura y la ganadería, la minería, la industria, el turismo, la sanidad y la cultura.
Otro proyecto de estructuración territorial se efectuó en 1936, la División Territorial de Cataluña, a partir de un trabajo encargado por la Generalidad en 1932 a Pau Vila. El proyecto buscaba una organización espacial con base en los servicios públicos administrativos, que se tradujo en una división en 9 regiones y 38 comarcas. La Ciudad Condal quedó como la capital de la comarca del Barcelonés, que englobaba a Hospitalet de Llobregat, Badalona, Santa Coloma de Gramanet y San Adrián de Besós. En aquel momento, Cataluña tenía una superficie de 32 049 km²,  2 920 748 habitantes y 1070 municipios.

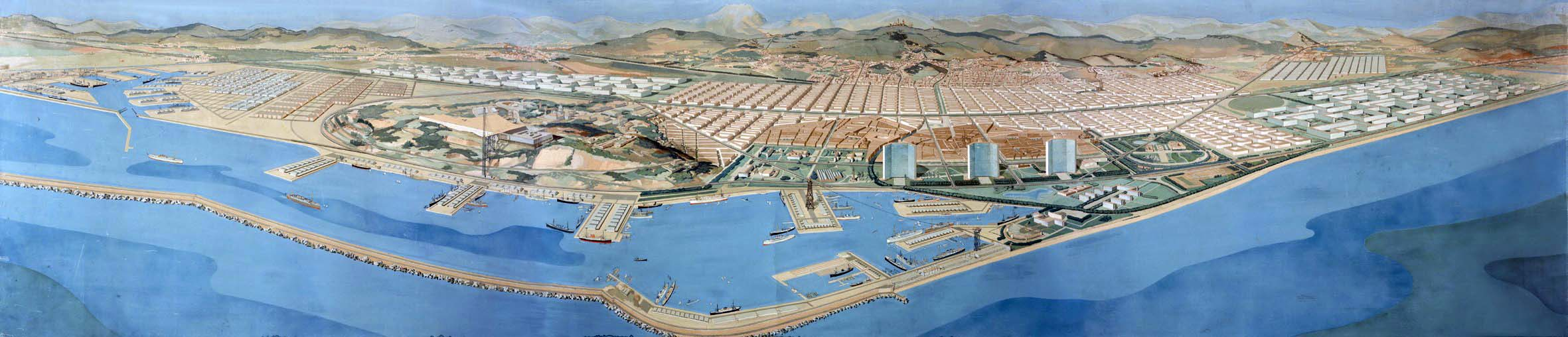
Diorama del Plan Macià, de Josep Torres Clavé (1932)

En estos años se generó un interesante proyecto urbanístico, el Plan Macià (1932-1935), elaborado por los arquitectos del GATCPAC, con Josep Lluís Sert a la cabeza, en colaboración con el arquitecto racionalista francés Le Corbusier. El proyecto preveía una distribución funcional de la ciudad con un nuevo orden geométrico, a través de grandes ejes vertebradores y con una nueva fachada marítima definida por rascacielos cartesianos, además de la mejora de equipamientos y servicios, el fomento de la vivienda pública y la creación de un gran parque y centro de ocio junto al delta del Llobregat.

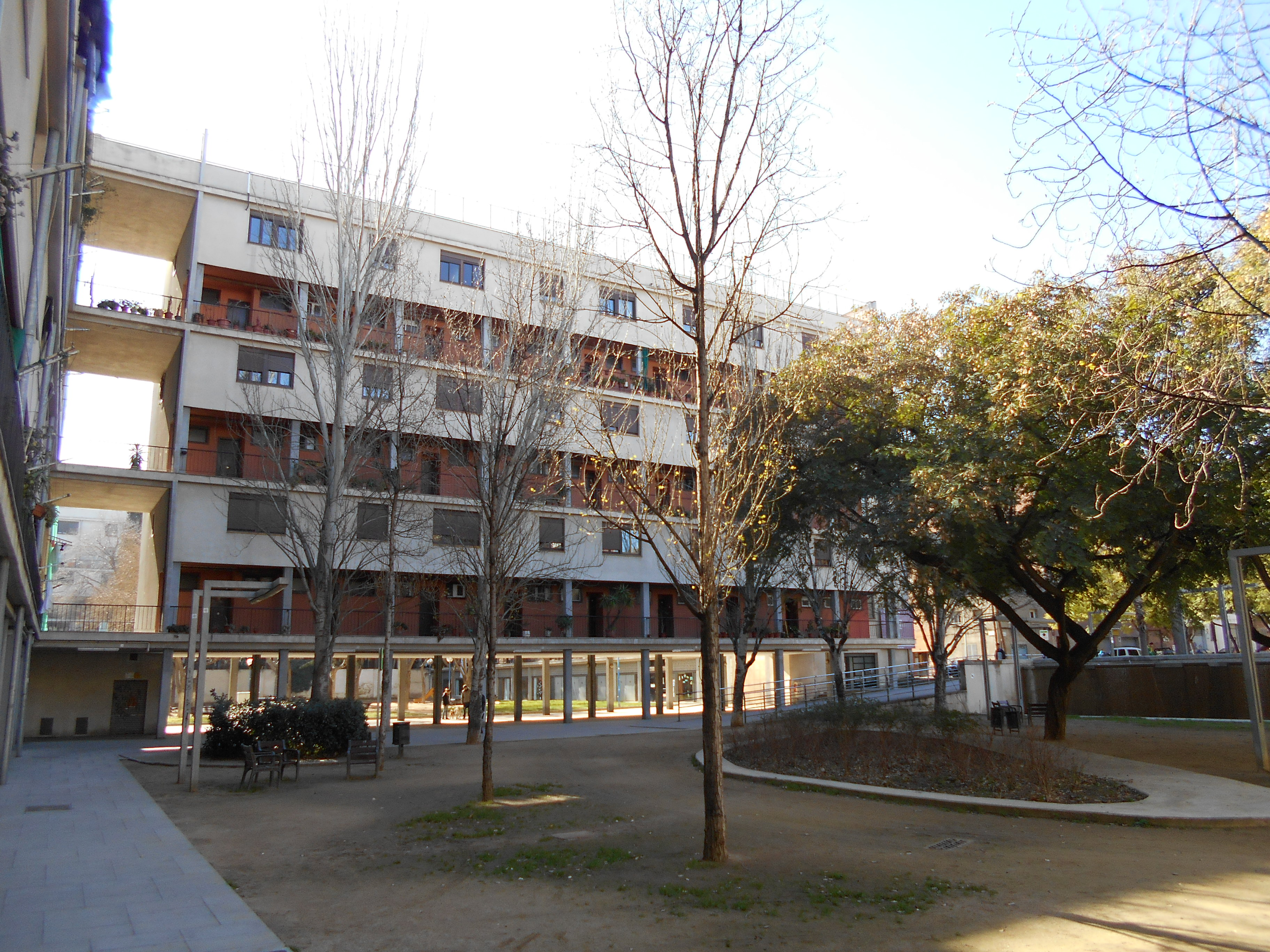
Casa Bloc (1932-1936), ejemplo de planificación residencial elaborado por el GATCPAC.

El Plan presentaba a Barcelona como una capital política y administrativa, de carácter obrero y funcional, que se estructuraría en diversas áreas: una zona residencial, otra financiera e industrial, otra cívica y de servicios, y otra lúdica, que comprendía los parques y jardines y las playas; también se estudiaban detenidamente los enlaces y las comunicaciones y transportes. El eje vertebrador sería la Gran Vía de las Cortes Catalanas, una franja de 600 m de ancho que iría desde el Llobregat hasta el Besós. También se potenciaban la avenida Meridiana y la del Paralelo, que convergerían en el puerto, donde se situaría una city o centro de negocios, desplazando las instalaciones portuarias a la Zona Franca. Para la zona residencial proponían la creación de módulos de 400 x 400 m —equivalentes a nueve manzanas del Ensanche— con grandes conjuntos de viviendas y equipamientos sociales. El área de esparcimiento estaba ideada a través de espacios verdes situados en estos módulos residenciales y en una gran franja de terreno en la zona litoral, entre la Barceloneta y el Pueblo Nuevo, así como la creación de un vasto complejo destinado al ocio llamado Ciudad de Reposo y Vacaciones, que se situaría en las playas de Viladecans, Gavá y Castelldefels.
Aunque el Plan Macià no se llevó a la práctica, su diseño innovador y vanguardista lo convirtió en uno de los hitos del urbanismo barcelonés, junto con los planes Cerdá y Jaussely. Algunos de sus aspectos inspiraron el urbanismo de la ciudad en el período democrático, especialmente en cuanto a la recuperación del frente marítimo como espacio destinado al ocio, como se puso de manifiesto con la ubicación del centro comercial Maremagnum en el muelle de España o la creación de la Villa Olímpica y los diversos parques que se suceden desde esta hasta la zona de Diagonal Mar.
También por iniciativa del GATCPAC surgió el Plan de Saneamiento del Casco Antiguo (1935-1937), el cual preveía derribos de manzanas consideradas insalubres, un esponjamiento del espacio urbano y la creación de equipamientos de carácter higiénico, todo ello apoyado en una decidida intervención pública, hecho que favoreció el decreto en 1937, en el transcurso de la Guerra Civil, de la municipalización de la propiedad urbana.
El GATCPAC elaboró asimismo un plan de vivienda obrera inspirado en el modelo de edificio à rédent de Le Corbusier, que se plasmó en la casa Bloc (1932-1936, Josep Lluís Sert, Josep Torres Clavé y Joan Baptista Subirana), un conjunto de viviendas en forma de S, de bloques largos y estrechos con estructura metálica de dos crujías, con accesos a las viviendas a través de corredores cubiertos. El inicio de la Guerra Civil truncó la difusión de este proyecto.
En los años 1930 surgieron las primeras señalizaciones viarias para peatones: las primeras fueron verticales, consistentes en una placa ovalada de color blanco sobre un poste con la inscripción «paso para peatones»; posteriormente se colocaron unas señales horizontales, en forma de placas metálicas de 10 x 30 cm, de textura rugosa, situadas sobre el asfalto de tal forma que sus bandas sobresalientes hacían aminorar la marcha a los automóviles.

### La dictadura franquista y el Plan Comarcal

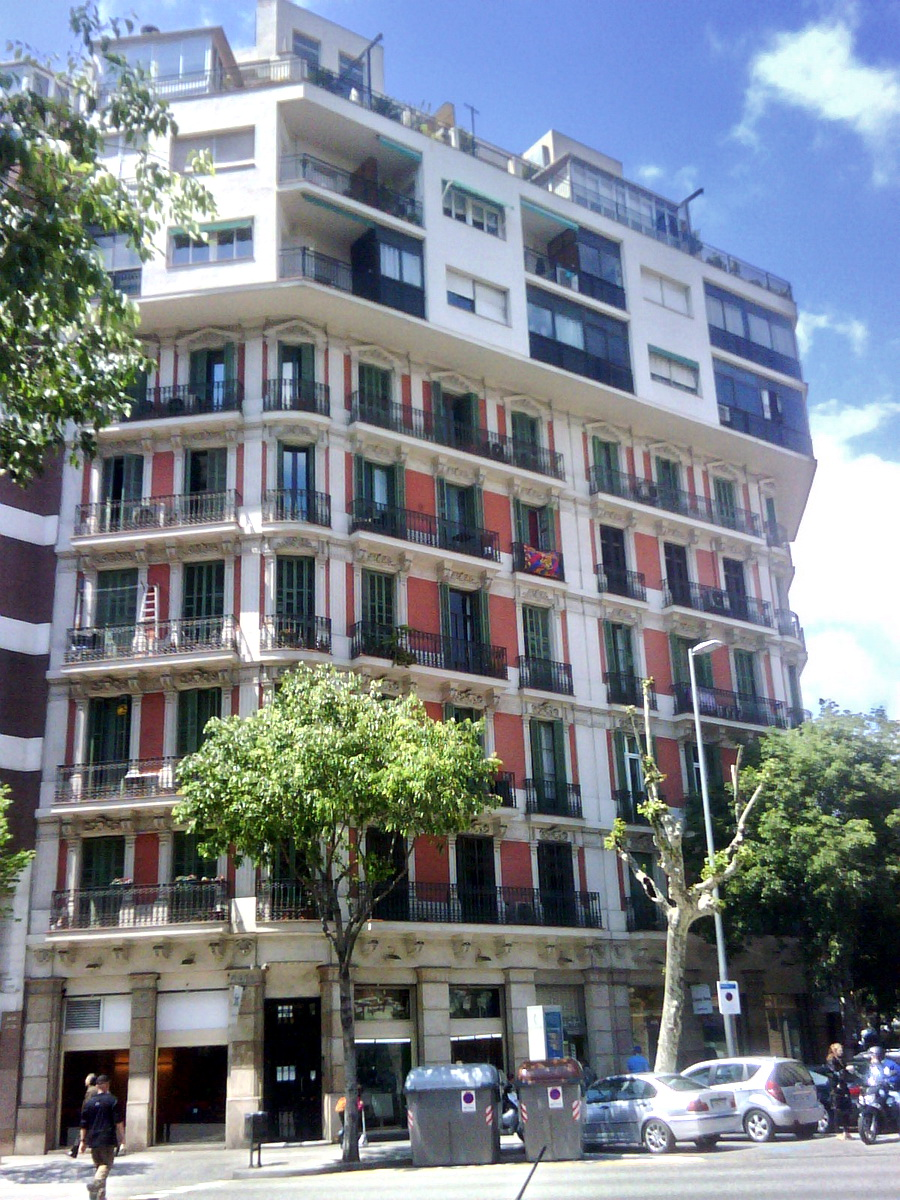
Un ejemplo de especulación inmobiliaria del período franquista: casa con remontas en la calle Aragón 339, efectuada en los años 1960. El cambio en la legislación permitió aumentar la altura de los edificios del Ensanche.

Los años de la dictadura franquista (1939-1975) se caracterizaron por el desarrollismo urbano, que consistió en la construcción desenfrenada de viviendas baratas, en gran parte de protección oficial, para absorber la inmigración procedente del resto del Estado. En dos décadas se pasó de los 1 280 179 habitantes en 1950 a 1 745 142 en 1970. Sin embargo, aunque se fomentó la vivienda protegida, ello no frenó la especulación. La nueva vivienda se desarrolló sobre todo en la periferia de la ciudad —una superficie de unas 2500 ha, el doble del Ensanche—, con tres modelos principales: barrios de expansión suburbana, barrios de urbanización marginal o de autoconstrucción, y polígonos de vivienda masiva. La construcción de viviendas se llevó a cabo, en muchos casos, sin una planificación urbanística previa, y utilizando materiales baratos que, con los años, provocarían problemas varios como la aluminosis. La fiebre constructora provocó la creación o expansión de nuevos barrios, como El Carmelo, Nou Barris, El Guinardó, El Valle de Hebrón, La Sagrera, El Clot o el Pueblo Nuevo. El crecimiento de los suburbios provocó la conexión ininterrumpida con los municipios colindantes (Santa Coloma de Gramanet, Badalona, San Adrián de Besós, Hospitalet de Llobregat, Esplugas de Llobregat), que a su vez crecieron enormemente, hecho que llevó al alcalde Porcioles a acuñar el concepto de la «Gran Barcelona».
La especulación inmobiliaria fue favorecida por la reforma de las Ordenanzas Municipales efectuada en 1942, en que se aumentó la altura de los edificios respecto al ancho de las calles: así, en calles de entre 20 y 30 m —anchura media del Ensanche— se permitían alturas de hasta 24,40 m, equivalentes a planta baja y seis pisos, mientras que en más de 30 m la altura podía llegar a 27,45 m (siete pisos). Este aumento de la edificabilidad provocó unas diferencias notables entre edificios construidos en diferentes épocas, y provocó la presencia de numerosas paredes medianeras que afeaban el espacio urbano, problema que aún padece la ciudad pese a varios proyectos para subsanarlo, como la campaña Barcelona ponte guapa.
La renovación urbanística de la posguerra fue conducida por el responsable de urbanismo de las nuevas autoridades, Pedro Bidagor, quien propició en 1945 la creación de la Comisión de Ordenación Provincial de Barcelona, encargada de confeccionar un proyecto de ordenación de la ciudad y su entorno. Surgió así el Plan Comarcal de 1953, desarrollado por Josep Soteras, un intento de integrar la ciudad con los municipios colindantes en vías de satisfacer la fuerte demanda de vivienda en los años de llegada masiva de inmigración, al tiempo que intentaba frenar la especulación inmobiliaria y mejorar el entorno urbano. El Plan se acompañó de un cambio legislativo, la Ley del Suelo y de Ordenación Urbana de 1956, que pretendía aportar racionalidad al desarrollo urbanístico, aunque se encontró con numerosas dificultades en su aplicación. El proyecto diferenciaba entre zonas de ensanche, suburbanas o ciudades-jardín, aplicando una distribución polarizada del territorio; así, en Barcelona señalaba como áreas de crecimiento tres zonas: Levante, Poniente y Diagonal Norte. También reservaba amplias zonas para infraestructuras, equipamientos y espacios verdes; entre estos últimos destacaba el acotamiento de la sierra de Collserola como gran parque central metropolitano.
Aunque no se llevó a cabo en su totalidad, de su planteamiento inicial surgieron diversos «planes parciales», la mayoría de los cuales cedieron a las presiones de los propietarios del suelo y tendieron a la recalificación de terrenos: un estudio de 1971 calculaba una multiplicación de 1,8 de la densidad poblacional de los planes parciales respecto al Comarcal de 1953. Los más relevantes fueron los referentes a los dos extremos de la avenida Diagonal, levante y poniente: en el primero se crearon los nuevos barrios de la Verneda y del Besós, mientras que en el segundo se proyectó la Zona Universitaria y se ampliaron los barrios de Les Corts y Collblanc.

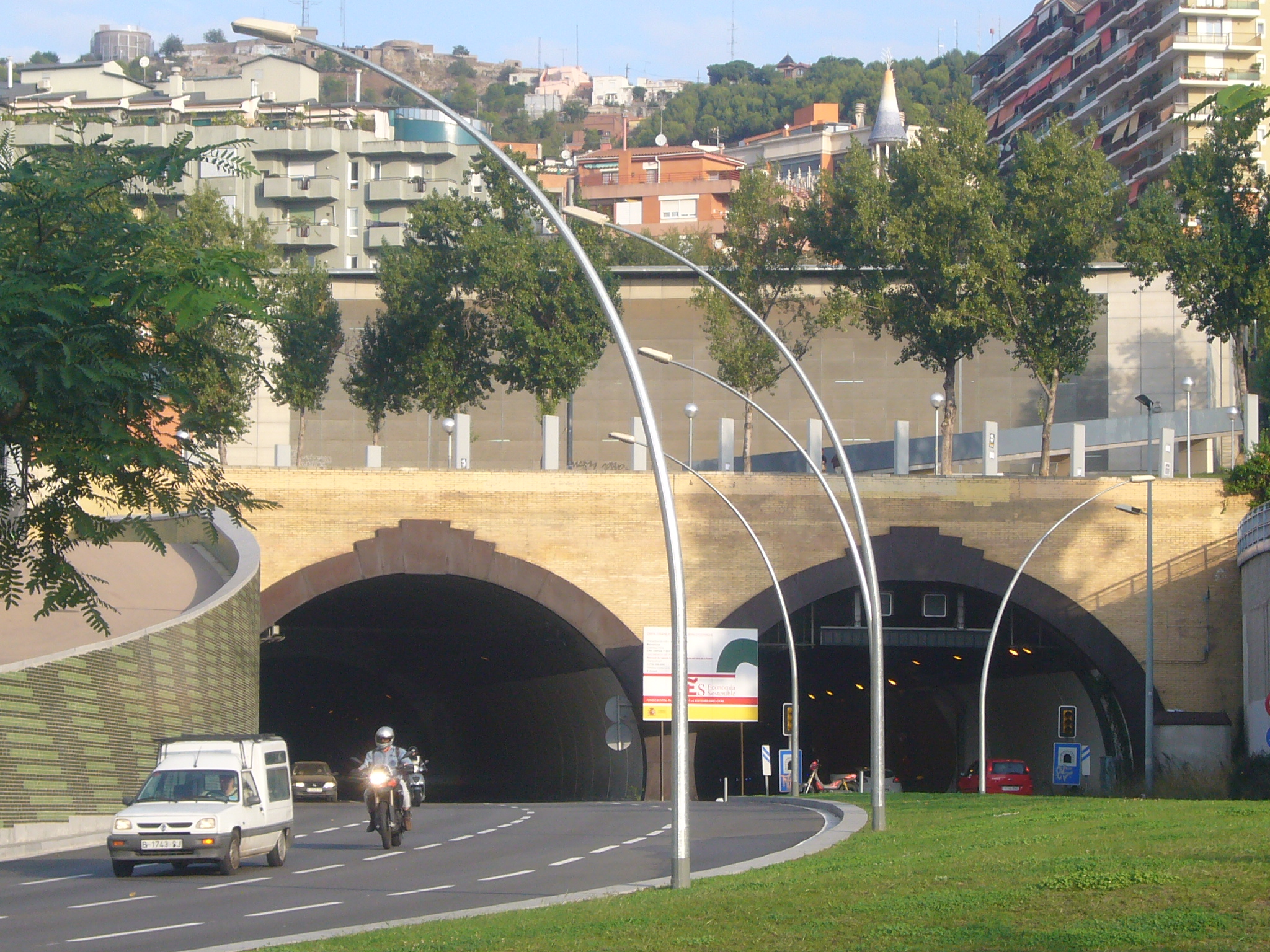
Túnel de la Rovira.

El crecimiento de la población y la aparición de nuevos barrios implicó la construcción de nuevos mercados para el abastecimiento de productos básicos: Sagrada Familia (1944), Carmen (1950), Sagrera (1950), Horta (1951), Vallvidrera (1953), Estrella (1954), Guinardó (1954), Tres Torres (1958), Buen Pastor (1960), Montserrat (1960), Merced (1961), Corts (1961), Guineueta (1965), Ciudad Meridiana (1966), Felipe II (1966), San Martín (1966), Besós (1968), San Gervasio (1968), Carmelo (1969), Valle de Hebrón (1969), Puerto (1973), Provensals (1974), Lesseps (1974), Trinidad (1977) y Canyelles (1987).
En estos años aumentó notablemente el tráfico automovilístico, lo que llevó a mejorar la red viaria de la ciudad: se abrió la avenida Meridiana, se construyó el Primer Cinturón de Ronda (ronda del Medio) y se planificó el Segundo, se inició la construcción de aparcamientos subterráneos y se amplió la red de autopistas gracias al proyecto de red arterial de 1962, con un conjunto de autopistas radiales que parten de Barcelona en varios ejes (Vallés, Llobregat, Maresme). También se planteó la apertura de tres túneles para cruzar la sierra de Collserola, en Vallvidrera, el Tibidabo y Horta, de los que solo se realizó el primero, construido en una primera fase entre 1969 y 1976 y una segunda entre 1982 y 1991; también se realizó entre 1983 y 1987 el túnel de la Rovira, que une El Guinardó con El Carmelo, y que en teoría debía unir el túnel de Horta con el centro de la ciudad.

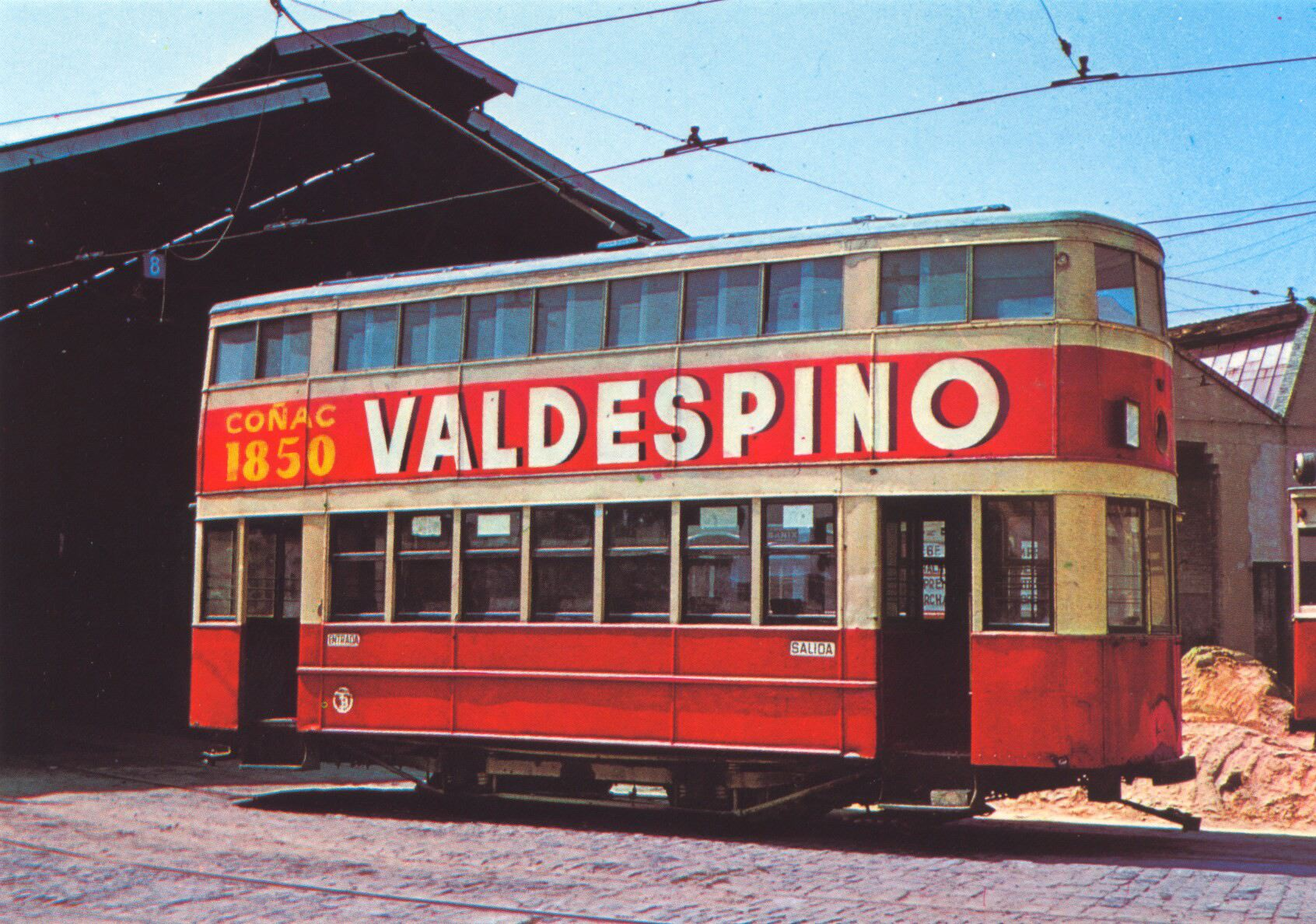
Tranvía de Barcelona en los años 1950.

En transportes, se sustituyeron los tranvías por autobuses, y se amplió la red de metro; en 1941 aparecieron los trolebuses, desaparecidos en 1968. También se mejoró el suministro de agua con la aportación proveniente del río Ter, se introdujo el gas natural y se renovaron las redes eléctricas y telefónicas.
En 1952 Barcelona acogió el XXXV Congreso Eucarístico Internacional, que permitió la urbanización de un nuevo barrio conocido como Congreso, con un conjunto de viviendas proyectado por Josep Soteras, Carles Marquès y Antoni Pineda. El conjunto, de 16,5 ha, incluía un complejo de 3000 viviendas, 300 locales comerciales, una iglesia (parroquia de San Pío X) y diversos servicios y equipamientos escolares, deportivos y culturales, con alternancia de manzanas abiertas y cerradas. En el resto de la Ciudad Condal también se realizaron diversas reformas, como la apertura de las avenidas Príncipe de Asturias (actualmente Riera de Cassoles) e Infanta Carlota (actualmente Josep Tarradellas); se colocó una fuente monumental en el cruce de la Gran Vía de las Cortes Catalanas con el paseo de Gracia, obra de Josep Soteras; y se ajardinó la plaza de Calvo Sotelo —actualmente de Francesc Macià—, con un proyecto de Nicolau Maria Rubió i Tudurí.
En 1957 se abrió el primer tramo del paseo Marítimo, una idea surgida en los años 1920 que aún no se había desarrollado, con un proyecto de Enric Giralt i Ortet. Por otro lado, el déficit de vivienda para acoger a la nueva inmigración llevó a la promulgación del Plan de Urgencia Social de 1958, que llevó a la construcción de grandes bloques de viviendas sociales en barrios de la periferia, como la Verneda, Torre Llobeta, la Trinidad y Verdún.

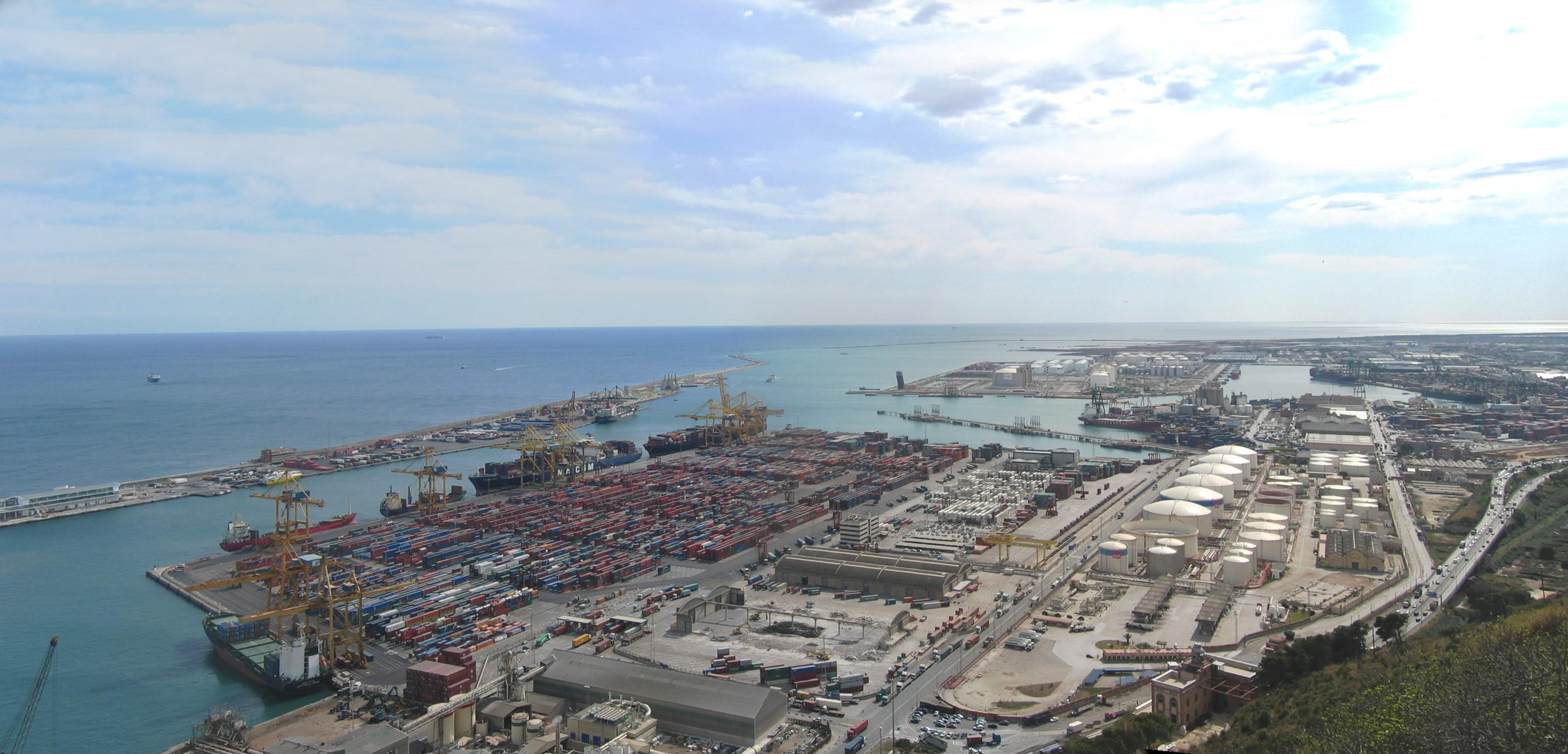
Zona Franca de Barcelona.

En esas fechas se instauró igualmente la Zona Franca, un sector industrial ubicado entre la montaña de Montjuic, el puerto y el Llobregat. La idea surgió en 1900, debido a la pérdida del mercado colonial de Cuba, impulsada por Fomento del Trabajo Nacional, entidad que encargó el proyecto a Guillem Graell. Sin embargo, las trabas burocráticas, el esbozo de varios proyectos que no cuajaron y la Guerra Civil retrasó su construcción hasta los años 1960, aunque entonces simplemente ya como un polígono industrial, abandonando el concepto de zona franca. Además del área propiamente industrial se emplazaron en el sector diversos barrios residenciales, como Casa Antúnez, Can Clos, la Vinya y Polvorín. En 1967 se instaló en la zona la empresa Mercabarna, un mercado central de alimentación de venta al mayor que provee a toda la ciudad. En 1993 se creó también en el área la Zona de Actividades Logísticas (ZAL), dedicada a actividades de posproducción y precomerciales.
Entre 1957 y 1973 fue alcalde José María de Porcioles, un largo mandato conocido como la «era porciolista», que destacó en urbanismo por su desenfreno especulador, favorecido por la Carta Municipal de 1960, que otorgaba al Ayuntamiento amplios poderes en numerosos terrenos, entre ellos el urbanismo. Porcioles creó el Patronato Municipal de la Vivienda, de cuyas promociones cabe destacar la creación de grandes polígonos de vivienda, como los de Montbau (1958-1961), el Sudoeste del Besós (1959-1960) o Canyelles (1974). Algunas de las actuaciones urbanísticas de este período fueron positivas, como la cobertura de la calle Aragón, la prolongación de la Gran Vía hacia el Maresme, la adecuación de la fachada marítima de Montjuic o el paseo marítimo de la Barceloneta; sin embargo, el desenfreno especulador de las grandes operaciones inmobiliarias generó un descontento popular que se tradujo en los llamados «movimientos sociales urbanos», que aunaban el malestar generado por la degradación de la periferia urbana con la protesta política contra el régimen franquista. Ejemplos de ello fueron la oposición al nuevo trazado de la plaza de Lesseps provocado por la apertura del Primer Cinturón de Ronda (Ronda del Medio), o la reacción contra el Plan Parcial de Vallbona, Torre Baró y Trinidad, organizada por una asociación vecinal llamada Nueve Barrios que posteriormente dio origen al nombre de ese nuevo distrito de la ciudad.

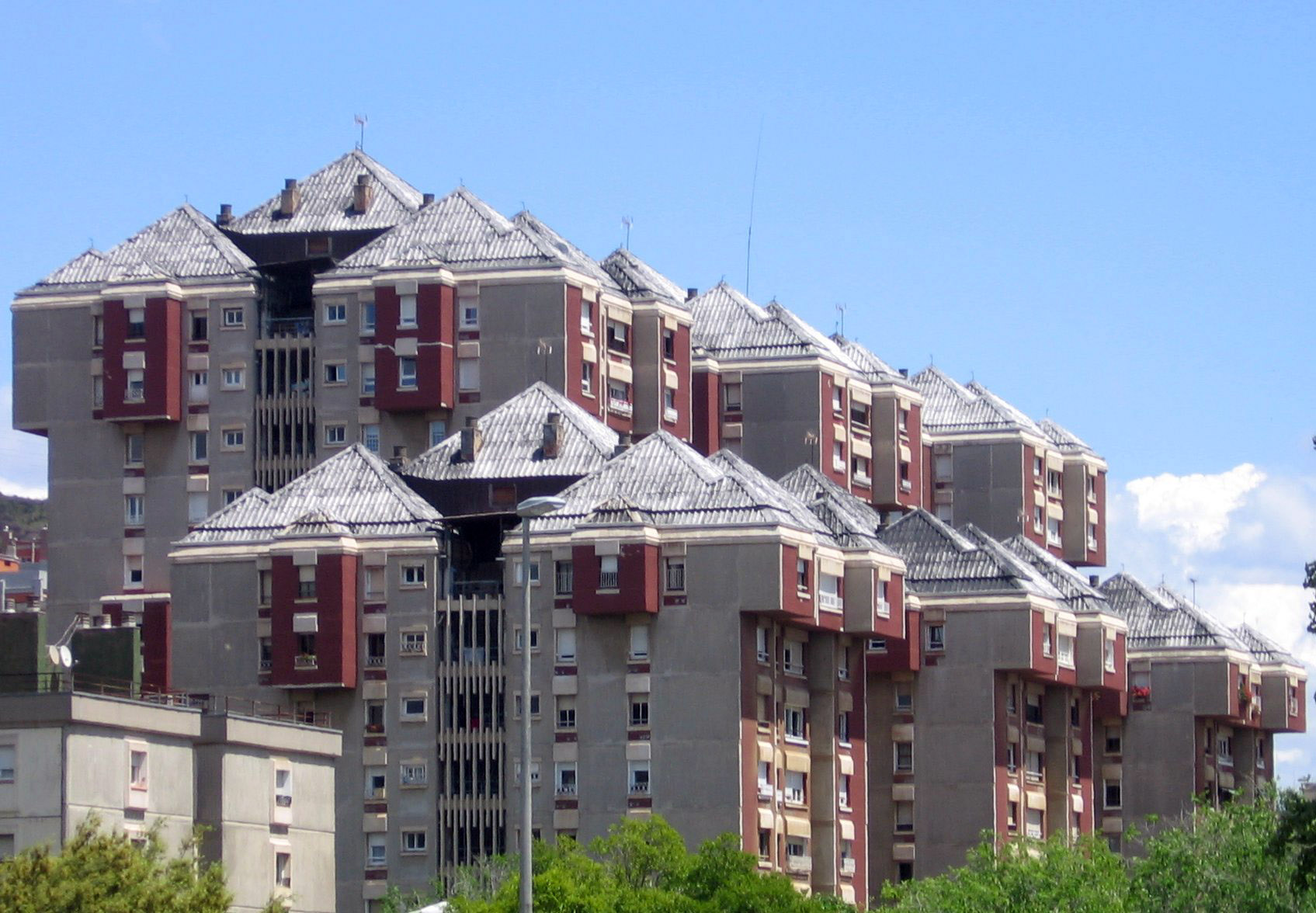
Polígono de viviendas de Canyelles, último barrio construido durante el franquismo y ejemplo de «barraquismo vertical».

Pese al auge del desarrollismo surgieron algunos intentos de reordenación urbana, como el Plan Director del Área Metropolitana de Barcelona (1966), que pretendía compatibilizar la rentabilidad y la construcción urbana, si bien su carácter orientativo no supuso una realización práctica; y el llamado Plan Barcelona 2000 (1970), un intento algo utópico de fijar criterios para la futura ciudad, donde predomina la importancia otorgada a las infraestructuras, al tiempo que se adquiere un compromiso realista con el carácter desordenado del crecimiento urbano. El mismo 1970 surgió un proyecto para una Exposición Universal en 1982, que preveía la apertura de grandes avenidas en la ciudad, entre ellas un eje vertical que uniría la plaza de España con el Vallés a través del túnel de Vallvidrera, y una Gran Vía Norte formada con la calle Josep Tarradellas y la Travesera de Gracia ampliada hasta Santa Coloma; todo ello no se realizó finalmente. En 1969 se aprobó también el Plan Vilalta de construcción de plantas depuradoras para el tratamiento de las aguas residuales de la ciudad.
Entre 1964 y 1972 se desarrolló el Plan de la Ribera, encaminado a la urbanización del frente marítimo oriental de la ciudad, desde la Barceloneta hasta el Besós, un área de 225 ha. Elaborado por Antoni Bonet i Castellana, se basaba en la desindustrialización de la zona, y planteaba la creación de una megaestructura de siete grandes manzanas de 500 x 500 m de viviendas de lujo. El proyecto tuvo un largo proceso administrativo, y hasta 1970 no se incluyó en el Plan Comarcal. Sin embargo, en 1972 el Departamento de Urbanismo del Ayuntamiento pidió una nueva redacción del proyecto, debido a la oposición vecinal y de colegios profesionales, quienes denunciaban los intentos de especulación de las empresas que financiaban el proyecto, con lo que quedó definitivamente paralizado. Sin embargo, con el tiempo el plan fue reconocido como un intento renovador del urbanismo barcelonés, en consonancia con corrientes internacionales como el urban renewal o el renovation urbaine, y quedó en el imaginario colectivo la renovación de la costa, que por fin se llevó a cabo con motivo de los Juegos Olímpicos.
Cabe señalar por último que durante la dictadura las actuaciones en espacios verdes se centraron más en el mantenimiento y restauración de las áreas existentes que no en la creación de nuevos espacios. En 1940 se puso al frente de Parques y Jardines Lluís Riudor, iniciador del paisajismo en Cataluña. Actuaciones suyas fueron el jardín de Austria —ubicado en el recinto del parque Güell—, el parque de Monterols, el de Cervantes, y diversas intervenciones en la montaña de Montjuic encaminadas a suprimir el chabolismo, proyecto que continuó su sucesor, Joaquim Casamor, con la creación de diversos jardines de tipo temático, como los jardines Mossèn Costa i Llobera, especializados en cactáceas y suculentas, y los jardines de Mossèn Cinto Verdaguer, dedicados a las plantas acuáticas, bulbosas y rizomatosas. Obra suya fueron también en Montjuic los jardines del Mirador del Alcalde y los de Joan Maragall, ubicados en torno al Palacete Albéniz; y, en el resto de Barcelona, el parque del Putget, el de la Guineueta y el de Villa Amelia.

### La democracia y el Plan General Metropolitano

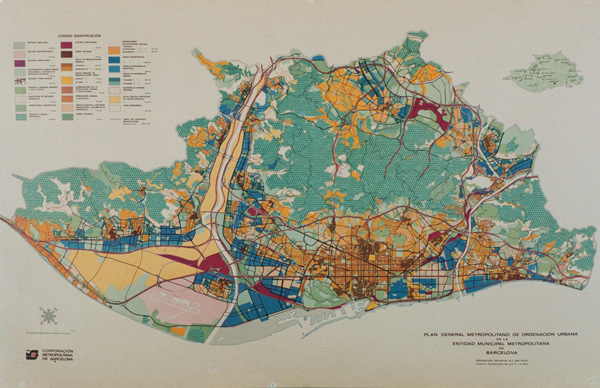
Plan General Metropolitano (1976)

El fin de la dictadura y la llegada de la democracia supusieron una nueva andadura en el panorama arquitectónico y urbanístico de la ciudad, cada vez más inmersa en las corrientes de vanguardia internacionales. Los nuevos consistorios socialistas de Narcís Serra y Pasqual Maragall apostaron por el urbanismo y la arquitectura como señas de identidad de la ciudad, e iniciaron un amplio programa de reformas urbanísticas, que tuvieron su punto de culminación con la celebración de los Juegos Olímpicos de 1992. Los nuevos encargos de carácter público se reflejaron en el aumento de equipamientos como escuelas, parques y jardines, vías y espacios urbanos, centros cívicos, culturales y deportivos.
Buena parte de las actuaciones municipales consistieron en la adquisición de suelo urbano, hecho favorecido por la deslocalización de fábricas y complejos industriales que se trasladaron fuera de la ciudad. Esta política se vio favorecida por el nuevo consistorio, que nombró a Oriol Bohigas delegado de Urbanismo, con lo que se inició un período de fuerte inversión pública en la ciudad que comportó un cambio radical en la fisonomía urbana y una nueva proyección de Barcelona a nivel internacional, cuya puesta de largo se produjo con los Juegos Olímpicos.
Las actuaciones municipales de esos años se centraron en la reconstrucción frente a la expansión, en la iniciativa pública frente a la privada. Contra la visión de la ciudad como una entidad unitaria se opuso el concepto de la suma de realidades, en que se priorizaba la atención a las necesidades locales. Se buscaba paliar tanto los déficits cuantitativos como los cualitativos, en que cada intervención en el espacio público servía de motor de la regeneración urbana, compensando las periferias con una «monumentalización» de su entorno.
Uno de los factores dinamizadores del cambio urbanístico fue la reestructuración industrial, fomentada por el Plan de reindustrialización del centro de Barcelona, que se tradujo en la creación de una Zona de Urgente Reindustrialización (ZUR). El nuevo desarrollo industrial se basó en factores como el I+D, y en la apuesta por las nuevas tecnologías.

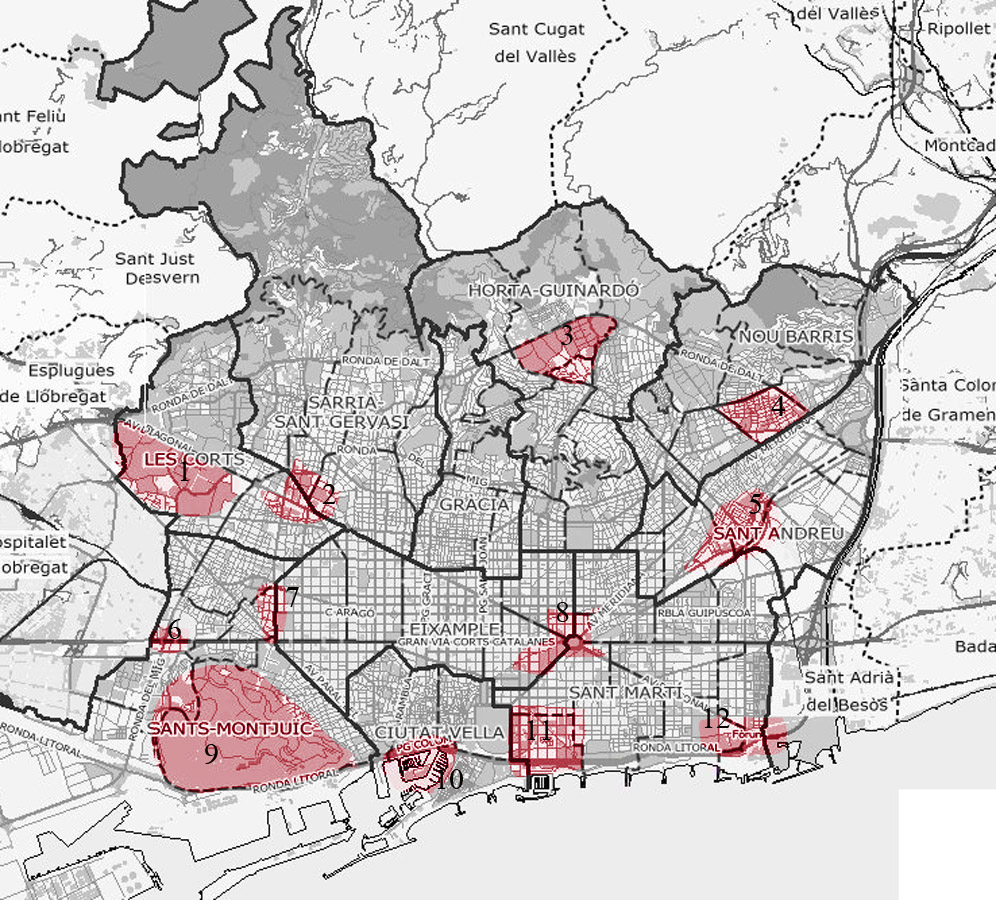
Plano de las nuevas áreas de centralidad: 1-Diagonal-Zona Universitaria, 2-Diagonal-Sarrià, 3-Valle de Hebrón, 4-RENFE-Meridiana, 5-San Andrés-Sagrera, 6-plaza de Cerdá, 7-calle de Tarragona, 8-plaza de las Glorias, 9-Montjuïc, 10-Puerto Viejo, 11-Carlos I-Avenida Icaria, 12-Diagonal-Prim.

El nuevo urbanismo se plasmó en el Plan General Metropolitano de Ordenación Urbana (1976), redactado por Joan Antoni Solans, un intento de frenar la especulación y rehabilitar los espacios urbanos más degradados, poniendo especial énfasis en los equipamientos sociales, asistenciales y culturales. Se creó con ese fin la Corporación Metropolitana de Barcelona, que englobaba la capital y 26 municipios del entorno. Se trazaron tres líneas generales de actuación: una de rehabilitación urbana a pequeña escala, como la apertura de calles y plazas, la creación de parques y jardines y la restauración de edificios y monumentos artísticos; otra de reestructuración urbana, centrada en aspectos como la reorganización viaria (cinturones de ronda), las nuevas áreas de centralidad y la recalificación de terrenos; y otra de reorganización morfológica, que se plasmó en la división administrativa actual de la ciudad en diez distritos (1984), la mayoría coincidentes con los antiguos municipios agregados a Barcelona. Una de las principales herramientas para estas intervenciones serían los Planes Especiales de Reforma Interior (PERI).
Sin embargo, lo ambicioso del proyecto, que reservaba numerosas zonas para espacios verdes y pretendía recalificar otras de elevada densidad poblacional, provocó un sinfín de demandas y reclamaciones, tanto de particulares como de propietarios de los terrenos, lo que retrasó su ejecución y a la larga dejó el proyecto prácticamente inoperante, hecho que se concretó con la disolución de la Corporación Metropolitana en 1985 por parte de la Generalidad de Cataluña. Aun así, sus directrices generales han marcado las actuaciones urbanísticas de finales del siglo XX y principios del XXI.
Entre 1983 y 1989 se desarrolló el concepto de «áreas de nueva centralidad», en busca de una ciudad más policéntrica y mejor conectada. Se buscaba descongestionar el centro potenciando diversos sectores de la periferia urbana, los cuales deberían regenerar tejidos urbanos de baja calidad gracias a sus cualidades morfológicas intrínsecas. Se delimitaron doce áreas: RENFE-Meridiana, Diagonal-Sarrià, la calle de Tarragona, la plaza de Cerdá, Puerto Viejo, la plaza de las Glorias, Diagonal-Prim (futura zona del Fórum), San Andrés-Sagrera y cuatro relacionadas con los Juegos Olímpicos: Montjuic, Diagonal-Zona Universitaria, el Valle de Hebrón y Carlos I-Avenida Icaria (futura Villa Olímpica).

Plano de las playas de Barcelona, muchas de ellas recuperadas en el período democrático.

Durante este período se mejoraron numerosos tramos viarios de la ciudad, con avenidas anchas y frecuentemente ajardinadas pensadas principalmente para el tránsito peatonal. Algunos ejemplos serían: la avenida de Gaudí, la avenida de Josep Tarradellas, la calle Tarragona, el enlace de las Ramblas antiguas con la rambla de Cataluña, el paseo de Lluís Companys, la avenida de la Reina María Cristina, la Vía Julia y la rambla de Prim. También se abrieron y reformaron numerosas plazas, en muchos casos también ajardinadas, como las de Salvador Allende, Baixa de Sant Pere, Sant Agustí Vell, la Mercè, Sóller y Robacols.
Entre los planes sectoriales desarrollados estos años conviene mencionar: los de Ciutat Vella, especialmente en El Raval, Santa Caterina y la Barceloneta; el del Carmelo; el de Gracia, donde se urbanizaron varias plazas (Sol, Virreina, Trilla, Diamante y Raspall, 1982-1985); y los de Sarrià, San Andrés y Pueblo Nuevo. También se realizaron políticas de fomento de viviendas asequibles, y en el Ensanche se procuró la recuperación de los patios de manzana como zonas verdes o de servicios públicos.
En 1988 se aprobó el Plan Especial de Alcantarillado de Barcelona (PECB), que remodeló la red de colectores de la costa, eliminando prácticamente la mitad de áreas inundables de la ciudad, al tiempo que fomentaba la construcción de espigones, hecho que permitió la recuperación de las playas de la ciudad. El mismo propósito tuvo el Plan Especial de Alcantarillado de Barcelona (PECLAB) de 1997, que potenció los depósitos de regulación de aguas pluviales para evitar las inundaciones.
La llegada de la democracia favoreció la creación de nuevas zonas verdes en la ciudad. En esta época la jardinería estuvo muy vinculada al urbanismo, con una concepción que conjugaba la estética con la funcionalidad, así como los aspectos lúdicos, las instalaciones deportivas y los servicios a determinados colectivos como niños o ancianos, así como zonas destinadas a perros. Surgieron numerosos parques reconvertidos de antiguas instalaciones municipales, como el parque de Joan Miró, realizado entre 1980 y 1982 en el solar del antiguo matadero central de Barcelona; o bien en zonas industriales (parque de la España Industrial, 1981-1985; parque de la Pegaso, 1982-1986; parque del Clot, 1982-1986) o de antiguas instalaciones ferroviarias (parque de Sant Martí, 1985; parque de la Estación del Norte, 1988). En el solar de una antigua cantera se estableció igualmente el parque de la Creueta del Coll (1981-1987), obra del equipo Martorell-Bohigas-Mackay.

### Juegos Olímpicos de 1992

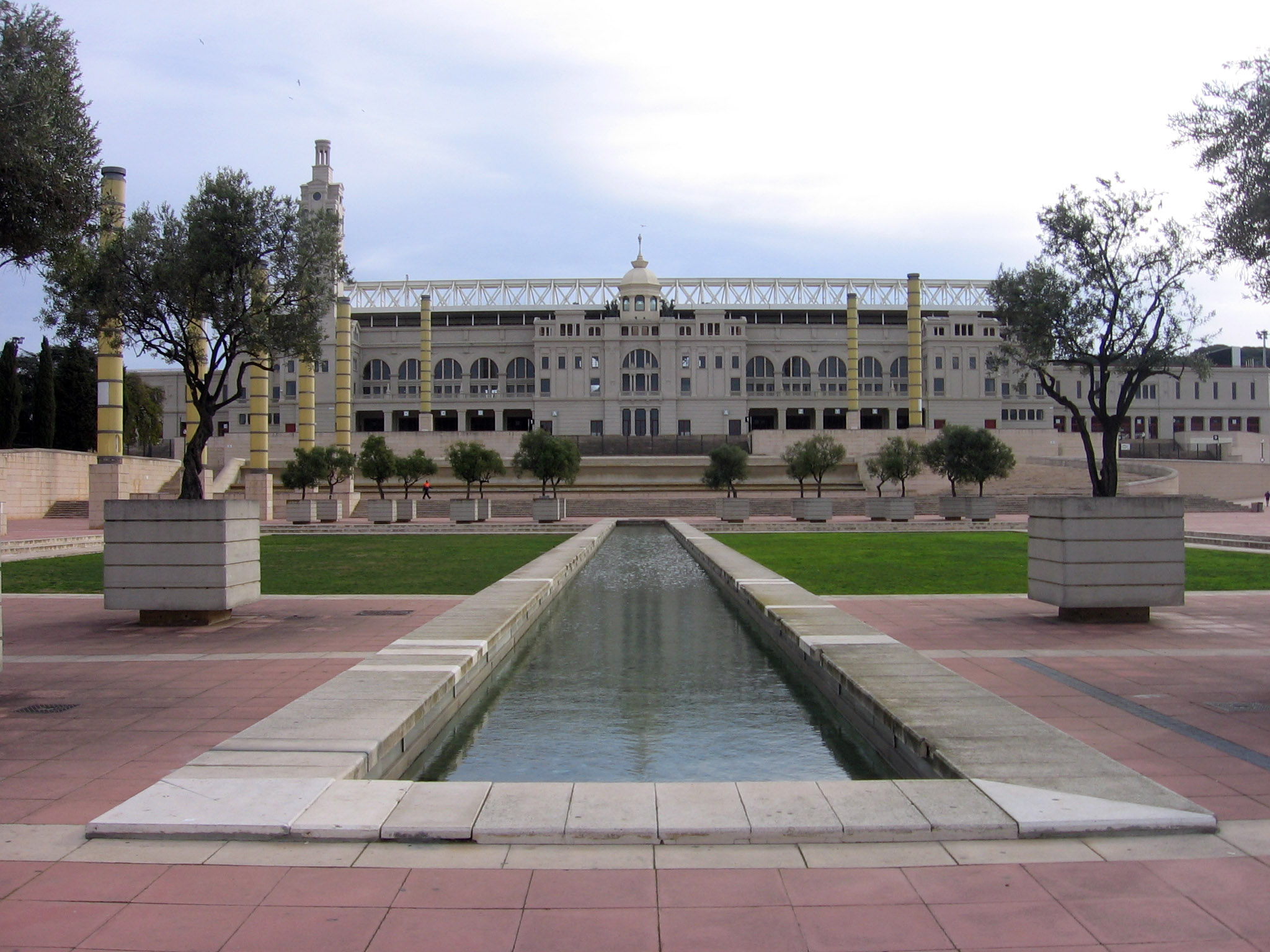
Anillo Olímpico de Montjuic; al fondo, el Estadio Olímpico Lluís Companys

Otra de las profundas transformaciones de Barcelona vino con motivo de los Juegos Olímpicos de 1992. El evento supuso la remodelación de parte de la montaña de Montjuic, donde se situó el llamado Anillo Olímpico (1985-1992), diseñado por Carles Buxadé, Joan Margarit, Federico Correa y Alfons Milà, un amplio recinto situado entre el Estadio Olímpico Lluís Companys y la plaza de Europa, que acoge varios equipamientos deportivos entre los que destaca el Palau Sant Jordi.
Para el alojamiento de los deportistas se construyó un nuevo barrio, la Villa Olímpica del Poblenou (1985-1992), con un trazado general del equipo Martorell-Bohigas-Mackay-Puigdomènech. La planificación de la Villa Olímpica fue compleja, y se debieron adecuar diversos aspectos: se hubo de soterrar el ferrocarril de la costa; se tuvieron que construir depuradoras y canalizar los vertidos que hasta entonces iban directos al mar; se construyó un nuevo puerto (Puerto Olímpico); se fijaron y regeneraron nuevas playas; y se trazaron nuevos ejes viarios —como la avenida de Icaria— y de transportes. También se instalaron en la zona diversos equipamientos, como la Central Telefónica (1989-1992, Jaume Bach y Gabriel Mora) y el Centro de Meteorología (1990-1992, Álvaro Siza). Por otro lado, la construcción de dos grandes rascacielos (Hotel Arts y Torre Mapfre) cambió la fisonomía de Barcelona.

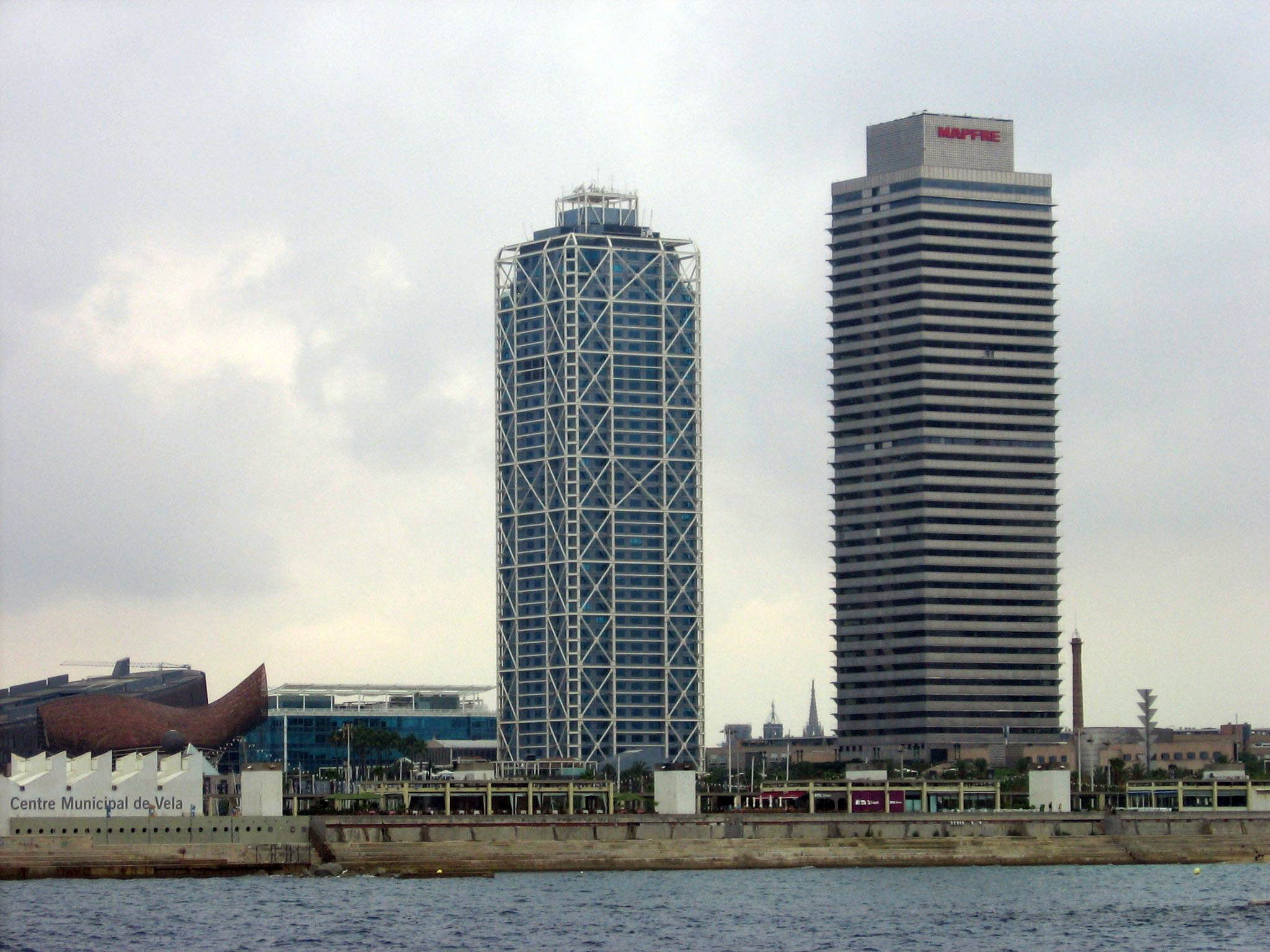
El Hotel Arts y la Torre Mapfre, los dos rascacielos de la Villa Olímpica que cambiaron la fisonomía de Barcelona.

Otra área de actuación fue el barrio de El Valle de Hebrón, ordenado según un proyecto de Eduard Bru (1989-1991), que aunaba zonas verdes con equipamientos deportivos. En esta zona se emplazó la Villa Olímpica de Prensa (1989-1991), obra de Carlos Ferrater.
Los Juegos Olímpicos comportaron igualmente un proceso de creación de nuevos parques y jardines, como los parques del Mirador del Migdia, el del Poblenou, el de Carlos I y tres diseñados por la firma Martorell-Bohigas-Mackay: el parque de las Cascadas, el del Puerto Olímpico y el de Nueva Icaria.
Con motivo de los Juegos se remodeló también el Puerto Viejo (Port Vell), con un proyecto de Jordi Henrich y Olga Tarrasó. El nuevo espacio se dedicó al ocio, con la creación del centro lúdico Maremagnum, unido a tierra por la rambla de Mar, un puente pivotante diseñado por Helio Piñón y Albert Viaplana. Para el evento se instituyó también un Plan de Costas con vistas a la regeneración de las playas de la ciudad, bastante erosionadas hasta entonces, y que fueron renovadas totalmente y ganadas para el disfrute de los ciudadanos. Playas como las de San Sebastián, la Barceloneta, Nova Icària, Bogatell, Mar Bella y Nova Mar Bella fueron limpiadas y rellenadas de arena del fondo marino, se construyeron depuradoras en los ríos Besós y Llobregat y se colocaron escollos submarinos para favorecer la flora y la fauna. Por otro lado, el río Llobregat fue desviado en su tramo final 2,5 km al sur, con lo que se pudo ampliar el puerto en esa dirección.

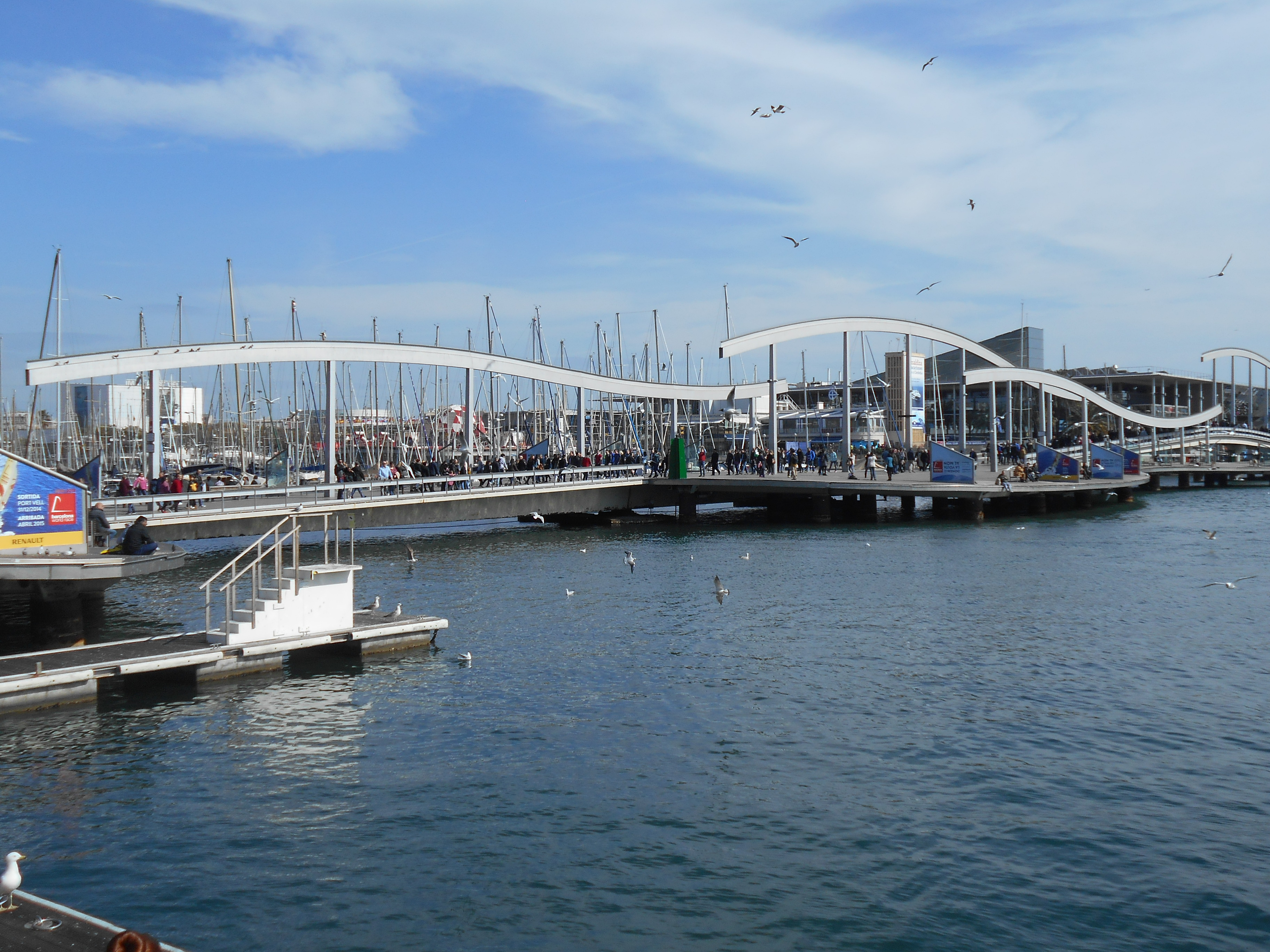
Puente de la Rambla de Mar (1990-1995), de Helio Piñón y Albert Viaplana.

Otra actuación urbanística fue en el barrio de El Raval, que se remodeló con un proyecto de Jaume Artigues y Pere Cabrera, que consistió en la apertura de la rambla del Raval y la adecuación del entorno de la plaza de los Ángeles como centro cultural, donde se ubicaron el Centro de Cultura Contemporánea de Barcelona (1990-1993) y el Museo de Arte Contemporáneo de Barcelona (1987-1996).
Los Juegos también comportaron un avance en el sector tecnológico, con nuevas infraestructuras especialmente en el sector de las telecomunicaciones: se construyeron las torres de comunicaciones de Collserola (obra de Norman Foster) y de Montjuic (de Santiago Calatrava), y se instalaron 150 km de cableado de fibra óptica en el subsuelo de la ciudad.
Cabe destacar también que con ocasión de los Juegos se amplió notablemente la estructura viaria de la ciudad, especialmente con la creación de los cinturones de ronda, dispuestos en circunvalación a lo largo de todo el perímetro urbano. Realizados entre 1989 y 1992, se encargaron de su planificación general Josep Acebillo, director técnico del Instituto Municipal para la Promoción Urbanística, y Alfred Morales, coordinador de transportes y circulación del Ayuntamiento de Barcelona. Actualmente hay tres cinturones: la ronda de Dalt, la ronda del Mig y la ronda del Litoral; las dos primeras circunvalan Barcelona, mientras que la ronda del Mig (del «medio») atraviesa la ciudad y recibe diversos nombres según el tramo (paseo de la Zona Franca, calle de Badal, rambla del Brasil, Gran Vía de Carlos III, ronda del General Mitre, Travesera de Dalt y ronda del Guinardó).

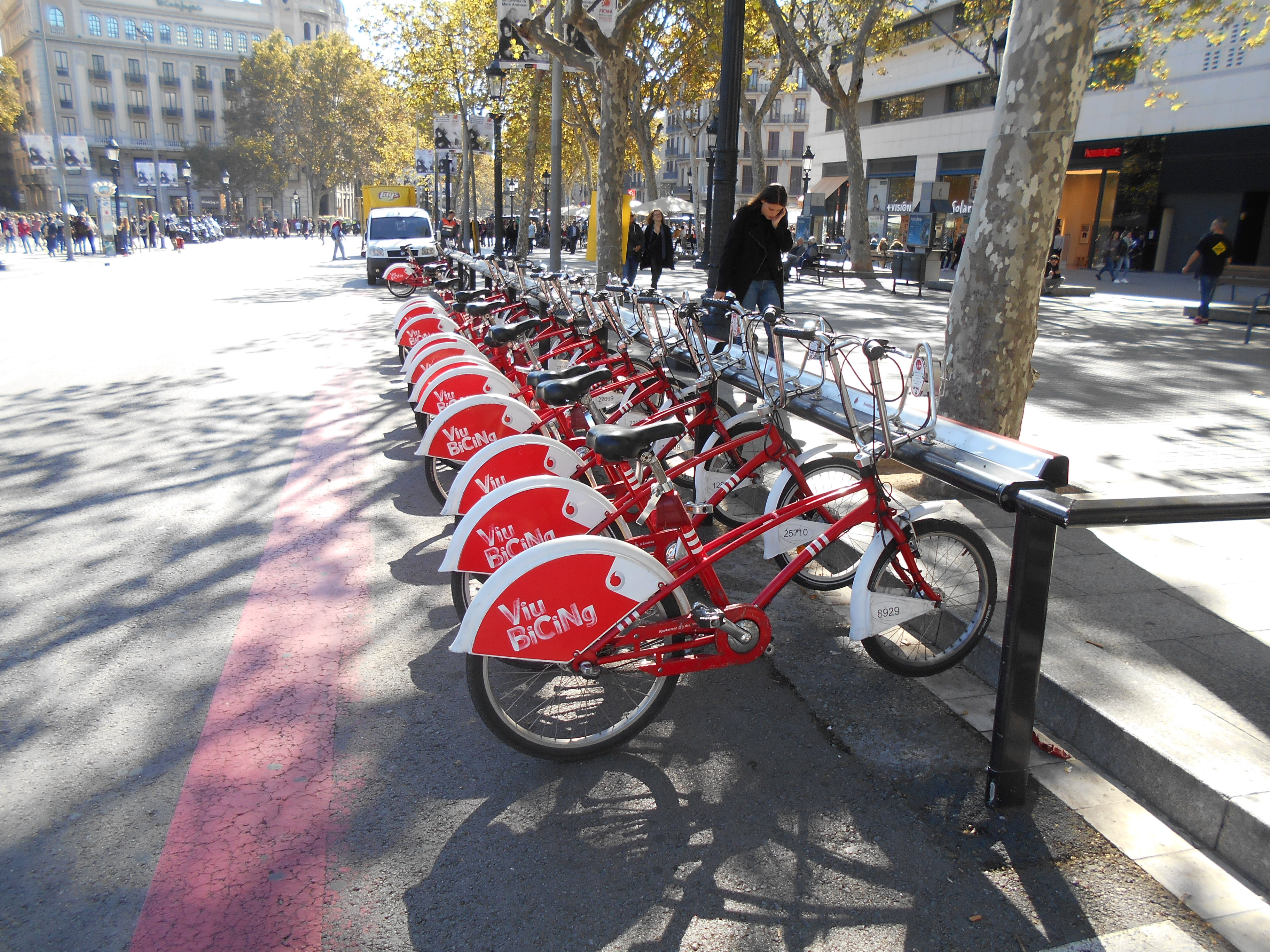
Parada de Bicing de la plaza de Cataluña.

Por otro lado, se hizo una campaña de restauración de fachadas y monumentos y de adecuación de paredes medianeras, llamada Barcelona ponte guapa (1986-1992), dirigida por Josep Emili Hernández-Cros, del área de Patrimonio del Ayuntamiento.
La celebración de los Juegos fue todo un reto para el urbanismo de la ciudad, y supuso una plataforma para una decidida actuación urbanística de carácter estratégico, con una perfecta sintonía entre los agentes sociales y económicos, lo que propició una nueva proyección de la ciudad tanto a nivel nacional como internacional, y llevó a hablar de un «modelo Barcelona» como proyecto integrador de reforma urbanística que fuese exportable a otras ciudades.
Los últimos años del siglo estuvieron marcados por la búsqueda de un urbanismo más sostenible y basado en criterios ecológicos. Esta nueva concienciación se plasmó en la búsqueda de unos espacios públicos adaptados al entorno y proyectados para los vecinos, con especial énfasis en los equipamientos y servicios comunitarios. Estos criterios se definieron especialmente en el Foro Cívico Barcelona Sostenible, celebrado en 1998. Una de las principales realizaciones durante estos años en aras de la sostenibilidad ha sido la apuesta por la bicicleta como medio de transporte más ecológico: en 1993 se instaló el primer carril-bici en la avenida Diagonal, en un tramo de 3 km; desde entonces no ha parado de aumentar el espacio destinado a bicicletas, cuyo uso ha sido favorecido igualmente por la creación en 2007 de una empresa municipal de alquiler de bicicletas (Bicing), con diversos puntos de parada por toda la ciudad.
El cambio de siglo vio también el incremento de proyectos plurimunicipales, especialmente en lo relativo a infraestructuras y transportes, como la ampliación del puerto y el aeropuerto, el trazado del AVE y el Plan para el transporte público, o los proyectos de rehabilitación de los deltas del Llobregat y el Besós. El Plan Director de Infraestructuras (PDI) marcó la ampliación y mejora de los transportes públicos, con una red de Metro que abarca toda el área metropolitana, la reintroducción del tranvía en los dos extremos de la Diagonal (Bajo Llobregat y Besós), y la mejora de la red de autobús.

## SigloXXI

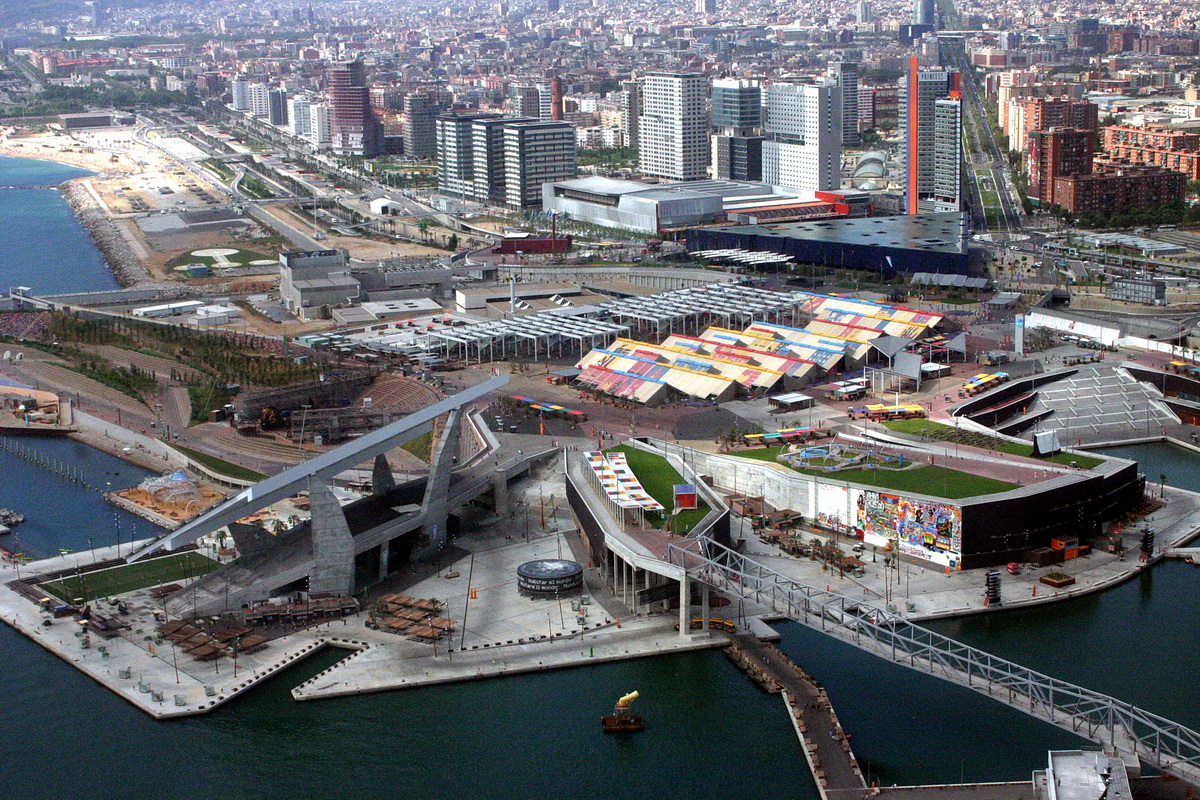
Vista aérea de la zona del Fórum Universal de las Culturas 2004

Con el cambio de siglo la ciudad siguió apostando por la innovación y el diseño como proyectos de futuro, junto al uso de nuevas tecnologías y la apuesta por la sostenibilidad medioambiental. El año 2000 se creó el Consejo Asesor de Estrategias Urbanas, encargado de asistir al Ayuntamiento en temas de urbanismo y temas de decisión estratégica de la ciudad y su entorno. Inicialmente estaba compuesto por Oriol Bohigas, Dominique Perrault, Richard Rogers, Ramon Folch, Jordi Nadal y Antoni Marí.
Uno de los primeros proyectos urbanísticos del nuevo milenio fue la creación del distrito 22@, gracias a una modificación del Plan General Metropolitano efectuada el año 2000. Su objetivo es la reformulación del suelo industrial del barrio del Pueblo Nuevo, un sector tradicionalmente industrial que a finales del siglo XX entró en cierta decadencia debido al traslado de la mayoría de empresas a terrenos fuera de la ciudad. Se potenció entonces la conservación del tejido productivo empresarial de la zona, apostando por empresas dedicadas a las nuevas tecnologías, en consonancia con el ámbito privado y las actividades cotidianas de la zona. El área de actuación es de 115 ha, lo que la convirtió en una de las zonas de mayor renovación urbana de la Europa de principios del siglo XXI.

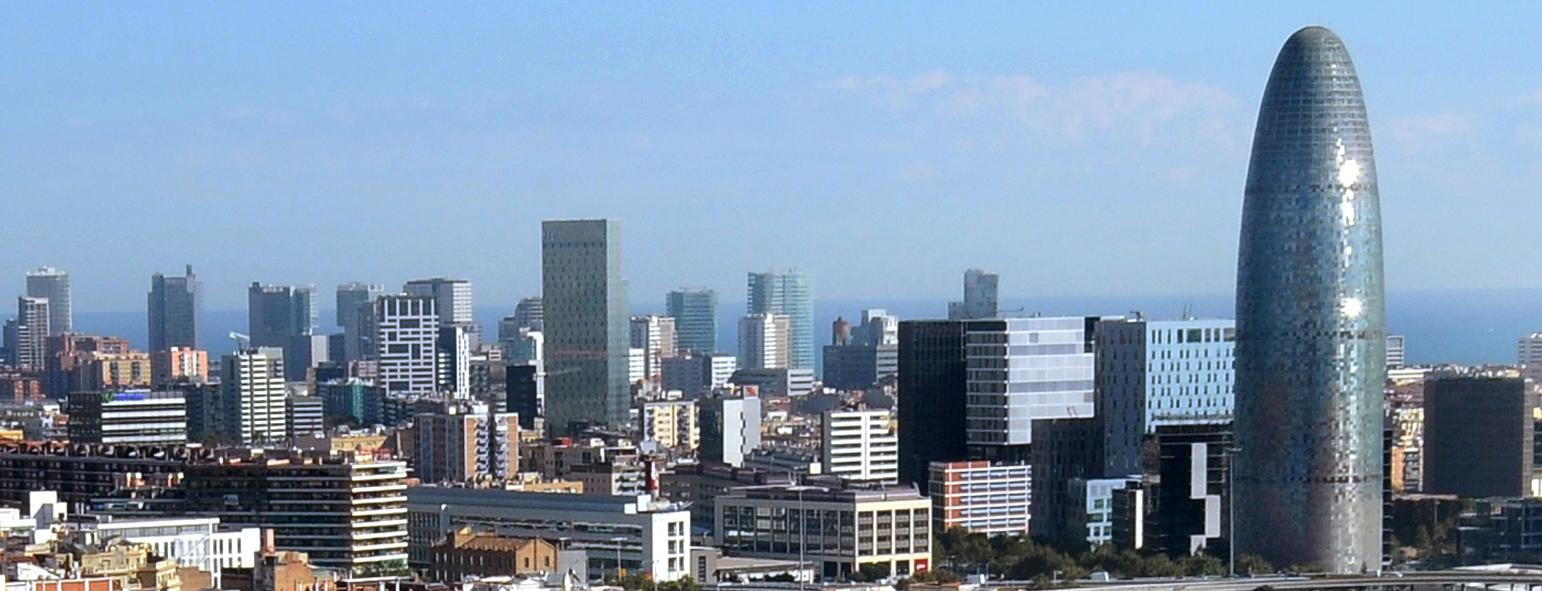
El distrito 22@.

Uno de los eventos más destacados del nuevo milenio fue la celebración del Fórum Universal de las Culturas 2004, que permitió nuevos cambios urbanísticos en la ciudad: se recuperó toda la zona del Besós, hasta entonces poblada de antiguas fábricas en desuso, se regeneró todo el barrio del Pueblo Nuevo y se construyó el nuevo barrio de Diagonal Mar, al tiempo que se dotó a la ciudad de nuevos parques y espacios para el ocio de los ciudadanos. El recinto fue proyectado por Elías Torres y José Antonio Martínez Lapeña, del que destaca una explanada polivalente de 16 ha culminada en uno de sus extremos por una gran placa fotovoltaica, que se convirtió en uno de los emblemas del evento.
El urbanismo del nuevo milenio ha reforzado la estructura de retícula polinuclear impulsada desde los años 1990, lo que ha favorecido la aparición de nuevos núcleos urbanos como el Fórum, el 22@ y La Sagrera. En 2025 se inauguró la nueva plaza de las Glorias Catalanas tras varios años de obras, en la que se soterró el tráfico y se instaló un nuevo parque para disfrute de la ciudadanía.

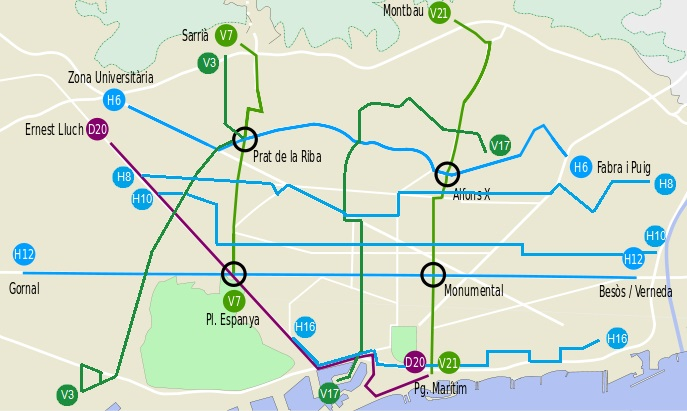
Mapa de las líneas de la Red Ortogonal de Autobuses de Barcelona, una vez implantada la fase 2 en noviembre de 2013.

Las comunicaciones han mejorado con la llegada de la alta velocidad, que une la capital catalana con Madrid y con París; está en proyecto la línea del Corredor Mediterráneo, una estratégica línea de transporte entre la península y el continente europeo. También se han ampliado el puerto y el aeropuerto del Prat, con el objetivo de convertir a Barcelona en el centro logístico del sur de Europa. Se ha ampliado la red de metro, con la prolongación de varias líneas (3 y 5), y la creación de algunas nuevas (9, 10 y 11), algunas de ellas totalmente automatizadas. En 2012 se inició una reordenación de la red de autobuses en forma ortogonal, para crear una red de autobús de tránsito rápido. También está prevista la construcción de un cuarto cinturón de ronda para mejorar las comunicaciones del área metropolitana, así como la conexión entre los tranvías del Bajo Llobregat y del Besós a través de la avenida Diagonal.
En estos años se han instalado en la ciudad numerosas infraestructuras para favorecer el tránsito peatonal en zonas altas y de difícil acceso, principalmente ascensores y escaleras mecánicas. Un claro ejemplo es el barrio del Carmelo, donde además se produjo en 2005 un hundimiento debido a las obras de prolongación de la línea 5 del metro, que provocó el derribo de varios inmuebles y el realojo de centenares de vecinos. Debido a ello, la Generalidad declaró El Carmelo como Área Extraordinaria de Rehabilitación Integral (AERI), con un programa de intervención y de fomento de obras públicas, rehabilitación de edificios y mejora de equipamientos públicos.
En cuanto a espacios verdes, entre los últimos realizados cabe mencionar: el parque Central de Nou Barris (1997-2007), de Carme Fiol y Andreu Arriola, que en 2007 recibió el premio de arquitectura International Urban Landscape Award en Frankfurt (Alemania); el parque de Diagonal Mar (1999-2002), de Enric Miralles y Benedetta Tagliabue, un parque de diseño moderno donde destaca la presencia del agua; y el parque del Centro del Poblenou (2008), de Jean Nouvel, dividido en diversos espacios temáticos, de diseño vanguardista. En 2016 se abrió el primer gran parque para perros, un espacio de 700 m² situado en el distrito de Nou Barris, que cuenta con un abrevadero y elementos de juego para los animales de compañía.

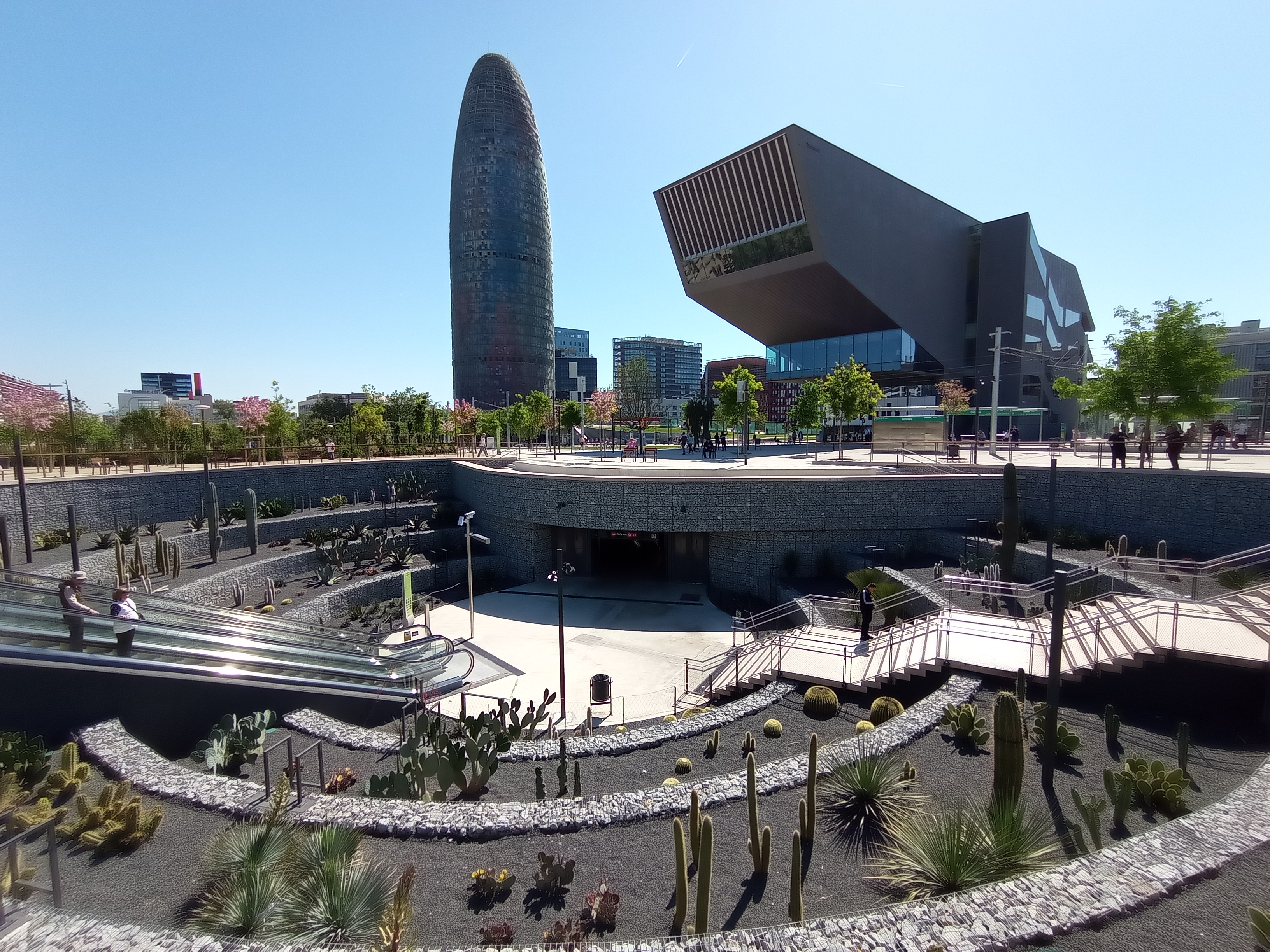
Plaza de las Glorias Catalanas

Un nuevo impulso para el urbanismo se inició en 2015 con el inicio de la redacción del nuevo Plan director urbanístico (PDU) del Área Metropolitana de Barcelona, cuya aprobación está prevista para 2021. El PDU debe complementar el Plan General Metropolitano de 1976 de cara a  impulsar la transformación urbana y social del área metropolitana de la capital catalana, compuesta por 36 municipios y 3,5 millones de habitantes. Entre los objetivos del nuevo plan figuran: clasificar el suelo metropolitano y fijar sus criterios de urbanización, establecer una normativa de edificación, delimitar los ámbitos de transformación urbanística y su desarrollo sostenible, preservar el medio ambiente, respetar los terrenos forestales y agrícolas, y garantizar una correcta movilidad de las personas y los transportes. Según Ramon Torra, gerente del Área Metropolitana de Barcelona, «el PDU tiene ante sede dos objetivos conceptuales: la definición de un modelo urbanístico metropolitano que integre la diversidad actual, ecológicamente sostenible, económicamente eficiente y socialmente cohesionado; y los métodos y las herramientas necesarias para llevarlo a cabo».
En septiembre de 2016 se inició una prueba piloto para la adecuación de ciertos conjuntos de manzanas de la ciudad como «supermanzanas», unos espacios intermedios entre la manzana y el barrio, con tráfico de vehículos restringido para potenciar el tránsito peatonal, la circulación de bicicletas y el transporte público, ganando además espacios destinados al ocio y los equipamientos públicos. La primera prueba se hizo en un conjunto de nueve manzanas en el Pueblo Nuevo, donde se cambiaron las señales verticales y horizontales para señalar la zona. El tráfico está prohibido en línea recta, por lo que los vehículos solo pueden girar en las intersecciones, y se limita a 10 km/h. Ello deja libre el espacio interior entre manzanas, que será aprovechado para espacios públicos, para lo que se ha organizado un concurso de ideas entre estudiantes de Arquitectura.
Tras esta prueba piloto, en 2020 se inició una nueva fase de creación de supermanzanas en el distrito del Ensanche, con el objetivo de establecer 42 nuevos ejes y plazas verdes en un plazo de diez años, hasta 2030. El primer eje de actuación sería la calle Consejo de Ciento, donde se prevé la creación de cuatro nuevas ágoras en Rocafort, Conde Borrell, Enrique Granados y Gerona. Según la previsión, una de cada tres calles del Ensanche daría prioridad a la peatonalización y el transporte público y sostenible. En diferencia con las pruebas piloto, ahora se actúa por ejes en vez de bloques, con la creación subsiguiente de nuevas plazas en los ejes de intersección. El tráfico privado estará restringido a residentes, con una velocidad máxima de 10 km/h. Para estas actuaciones está previsto un presupuesto de 37,8 millones de euros. El inicio de las obras está previsto para 2022. Estos cambios buscan el cumplimiento de los objetivos de desarrollo sostenible (ODS) impulsados por la Organización de Naciones Unidas.
La pandemia de COVID-19 iniciada en diciembre de 2019 a nivel mundial comportó diversos cambios urbanísticos en la ciudad, algunos temporales y otros que se tornaron en permanentes. El 14 de marzo de 2020, el Gobierno español decretó la entrada en vigor del estado de alarma en todo el territorio nacional, con la obligación de la ciudadanía de confinarse en sus domicilios excepto para servicios esenciales. Para guardar las distancias con el objetivo de evitar contagios se habilitaron numerosos espacios para el paso de peatones, ganados a expensas de las calzadas de tráfico rodado. Estas zonas se señalizaron con pintura de colores según su uso: azul para bicicletas y amarillo para peatones, unido al uso de elementos temporales como pivotes y bloques de hormigón. En muchos de estos espacios se habilitaron zonas como terrazas para bares y restaurantes, con el objetivo de que la clientela pudiese hacer consumiciones en el exterior, un espacio más propicio para evitar contagios. Estas medidas, concebidas inicialmente con carácter efímero, fueron definidas por la concejal de Urbanismo, Janet Sanz, como «un ejemplo de urbanismo táctico». Con el tiempo, muchos de estos cambios provisionales pasaron a ser permanentes, como los espacios habilitados para terrazas de establecimientos de hostelería, que fueron regulados en septiembre de 2021 mediante una nueva ordenanza que establecía nuevos criterios de mobiliario urbano permanente, concretamente siete nuevos modelos de plataforma para integrar los elementos propios de dichos establecimientos (mesas, sillas, sombrillas) en el espacio circundante.